# 1982
Portal Geschichte | Portal Biografien | Aktuelle Ereignisse | Jahreskalender | Tagesartikel

◄ |
19. Jahrhundert |
20. Jahrhundert
| 21. Jahrhundert

◄ |
1950er |
1960er |
1970er |
1980er
| 1990er | 2000er | 2010er | ►

◄◄ |
◄ |
1978 |
1979 |
1980 |
1981 |
1982
| 1983 | 1984 | 1985 | 1986 | ► | ►►
 Jan.
| Feb.
| Mär.
| Apr.
| Mai
| Jun.
| Jul.
| Aug.
| Sep.
| Okt.
| Nov.
| Dez.
Staatsoberhäupter · Wahlen · Nekrolog  · Literaturjahr · Musikjahr · Filmjahr · Rundfunkjahr · Sportjahr
| Januar | Januar | Januar | Januar | Januar | Januar | Januar | Januar |
| Kw     | Mo     | Di     | Mi     | Do     | Fr     | Sa     | So     |
| ------ | ------ | ------ | ------ | ------ | ------ | ------ | ------ |
| 53     |        |        |        |        | 1      | 2      | 3      |
| 1      | 4      | 5      | 6      | 7      | 8      | 9      | 10     |
| 2      | 11     | 12     | 13     | 14     | 15     | 16     | 17     |
| 3      | 18     | 19     | 20     | 21     | 22     | 23     | 24     |
| 4      | 25     | 26     | 27     | 28     | 29     | 30     | 31     |

| Februar | Februar | Februar | Februar | Februar | Februar | Februar | Februar |
| Kw      | Mo      | Di      | Mi      | Do      | Fr      | Sa      | So      |
| ------- | ------- | ------- | ------- | ------- | ------- | ------- | ------- |
| 5       | 1       | 2       | 3       | 4       | 5       | 6       | 7       |
| 6       | 8       | 9       | 10      | 11      | 12      | 13      | 14      |
| 7       | 15      | 16      | 17      | 18      | 19      | 20      | 21      |
| 8       | 22      | 23      | 24      | 25      | 26      | 27      | 28      |

| März | März | März | März | März | März | März | März |
| Kw   | Mo   | Di   | Mi   | Do   | Fr   | Sa   | So   |
| ---- | ---- | ---- | ---- | ---- | ---- | ---- | ---- |
| 9    | 1    | 2    | 3    | 4    | 5    | 6    | 7    |
| 10   | 8    | 9    | 10   | 11   | 12   | 13   | 14   |
| 11   | 15   | 16   | 17   | 18   | 19   | 20   | 21   |
| 12   | 22   | 23   | 24   | 25   | 26   | 27   | 28   |
| 13   | 29   | 30   | 31   |      |      |      |      |

| April | April | April | April | April | April | April | April |
| Kw    | Mo    | Di    | Mi    | Do    | Fr    | Sa    | So    |
| ----- | ----- | ----- | ----- | ----- | ----- | ----- | ----- |
| 13    |       |       |       | 1     | 2     | 3     | 4     |
| 14    | 5     | 6     | 7     | 8     | 9     | 10    | 11    |
| 15    | 12    | 13    | 14    | 15    | 16    | 17    | 18    |
| 16    | 19    | 20    | 21    | 22    | 23    | 24    | 25    |
| 17    | 26    | 27    | 28    | 29    | 30    |       |       |

| Mai | Mai | Mai | Mai | Mai | Mai | Mai | Mai |
| Kw  | Mo  | Di  | Mi  | Do  | Fr  | Sa  | So  |
| --- | --- | --- | --- | --- | --- | --- | --- |
| 17  |     |     |     |     |     | 1   | 2   |
| 18  | 3   | 4   | 5   | 6   | 7   | 8   | 9   |
| 19  | 10  | 11  | 12  | 13  | 14  | 15  | 16  |
| 20  | 17  | 18  | 19  | 20  | 21  | 22  | 23  |
| 21  | 24  | 25  | 26  | 27  | 28  | 29  | 30  |
| 22  | 31  |     |     |     |     |     |     |

| Juni | Juni | Juni | Juni | Juni | Juni | Juni | Juni |
| Kw   | Mo   | Di   | Mi   | Do   | Fr   | Sa   | So   |
| ---- | ---- | ---- | ---- | ---- | ---- | ---- | ---- |
| 22   |      | 1    | 2    | 3    | 4    | 5    | 6    |
| 23   | 7    | 8    | 9    | 10   | 11   | 12   | 13   |
| 24   | 14   | 15   | 16   | 17   | 18   | 19   | 20   |
| 25   | 21   | 22   | 23   | 24   | 25   | 26   | 27   |
| 26   | 28   | 29   | 30   |      |      |      |      |

| Juli | Juli | Juli | Juli | Juli | Juli | Juli | Juli |
| Kw   | Mo   | Di   | Mi   | Do   | Fr   | Sa   | So   |
| ---- | ---- | ---- | ---- | ---- | ---- | ---- | ---- |
| 26   |      |      |      | 1    | 2    | 3    | 4    |
| 27   | 5    | 6    | 7    | 8    | 9    | 10   | 11   |
| 28   | 12   | 13   | 14   | 15   | 16   | 17   | 18   |
| 29   | 19   | 20   | 21   | 22   | 23   | 24   | 25   |
| 30   | 26   | 27   | 28   | 29   | 30   | 31   |      |

| August | August | August | August | August | August | August | August |
| Kw     | Mo     | Di     | Mi     | Do     | Fr     | Sa     | So     |
| ------ | ------ | ------ | ------ | ------ | ------ | ------ | ------ |
| 30     |        |        |        |        |        |        | 1      |
| 31     | 2      | 3      | 4      | 5      | 6      | 7      | 8      |
| 32     | 9      | 10     | 11     | 12     | 13     | 14     | 15     |
| 33     | 16     | 17     | 18     | 19     | 20     | 21     | 22     |
| 34     | 23     | 24     | 25     | 26     | 27     | 28     | 29     |
| 35     | 30     | 31     |        |        |        |        |        |

| September | September | September | September | September | September | September | September |
| Kw        | Mo        | Di        | Mi        | Do        | Fr        | Sa        | So        |
| --------- | --------- | --------- | --------- | --------- | --------- | --------- | --------- |
| 35        |           |           | 1         | 2         | 3         | 4         | 5         |
| 36        | 6         | 7         | 8         | 9         | 10        | 11        | 12        |
| 37        | 13        | 14        | 15        | 16        | 17        | 18        | 19        |
| 38        | 20        | 21        | 22        | 23        | 24        | 25        | 26        |
| 39        | 27        | 28        | 29        | 30        |           |           |           |

| Oktober | Oktober | Oktober | Oktober | Oktober | Oktober | Oktober | Oktober |
| Kw      | Mo      | Di      | Mi      | Do      | Fr      | Sa      | So      |
| ------- | ------- | ------- | ------- | ------- | ------- | ------- | ------- |
| 39      |         |         |         |         | 1       | 2       | 3       |
| 40      | 4       | 5       | 6       | 7       | 8       | 9       | 10      |
| 41      | 11      | 12      | 13      | 14      | 15      | 16      | 17      |
| 42      | 18      | 19      | 20      | 21      | 22      | 23      | 24      |
| 43      | 25      | 26      | 27      | 28      | 29      | 30      | 31      |

| November | November | November | November | November | November | November | November |
| Kw       | Mo       | Di       | Mi       | Do       | Fr       | Sa       | So       |
| -------- | -------- | -------- | -------- | -------- | -------- | -------- | -------- |
| 44       | 1        | 2        | 3        | 4        | 5        | 6        | 7        |
| 45       | 8        | 9        | 10       | 11       | 12       | 13       | 14       |
| 46       | 15       | 16       | 17       | 18       | 19       | 20       | 21       |
| 47       | 22       | 23       | 24       | 25       | 26       | 27       | 28       |
| 48       | 29       | 30       |          |          |          |          |          |

| Dezember | Dezember | Dezember | Dezember | Dezember | Dezember | Dezember | Dezember |
| Kw       | Mo       | Di       | Mi       | Do       | Fr       | Sa       | So       |
| -------- | -------- | -------- | -------- | -------- | -------- | -------- | -------- |
| 48       |          |          | 1        | 2        | 3        | 4        | 5        |
| 49       | 6        | 7        | 8        | 9        | 10       | 11       | 12       |
| 50       | 13       | 14       | 15       | 16       | 17       | 18       | 19       |
| 51       | 20       | 21       | 22       | 23       | 24       | 25       | 26       |
| 52       | 27       | 28       | 29       | 30       | 31       |          |          |

| Januar | Januar | Januar | Januar | Januar | Januar | Januar | Januar |
| Kw     | Mo     | Di     | Mi     | Do     | Fr     | Sa     | So     |
| ------ | ------ | ------ | ------ | ------ | ------ | ------ | ------ |
| 53     |        |        |        |        | 1      | 2      | 3      |
| 1      | 4      | 5      | 6      | 7      | 8      | 9      | 10     |
| 2      | 11     | 12     | 13     | 14     | 15     | 16     | 17     |
| 3      | 18     | 19     | 20     | 21     | 22     | 23     | 24     |
| 4      | 25     | 26     | 27     | 28     | 29     | 30     | 31     |

| Februar | Februar | Februar | Februar | Februar | Februar | Februar | Februar |
| Kw      | Mo      | Di      | Mi      | Do      | Fr      | Sa      | So      |
| ------- | ------- | ------- | ------- | ------- | ------- | ------- | ------- |
| 5       | 1       | 2       | 3       | 4       | 5       | 6       | 7       |
| 6       | 8       | 9       | 10      | 11      | 12      | 13      | 14      |
| 7       | 15      | 16      | 17      | 18      | 19      | 20      | 21      |
| 8       | 22      | 23      | 24      | 25      | 26      | 27      | 28      |

| März | März | März | März | März | März | März | März |
| Kw   | Mo   | Di   | Mi   | Do   | Fr   | Sa   | So   |
| ---- | ---- | ---- | ---- | ---- | ---- | ---- | ---- |
| 9    | 1    | 2    | 3    | 4    | 5    | 6    | 7    |
| 10   | 8    | 9    | 10   | 11   | 12   | 13   | 14   |
| 11   | 15   | 16   | 17   | 18   | 19   | 20   | 21   |
| 12   | 22   | 23   | 24   | 25   | 26   | 27   | 28   |
| 13   | 29   | 30   | 31   |      |      |      |      |

| April | April | April | April | April | April | April | April |
| Kw    | Mo    | Di    | Mi    | Do    | Fr    | Sa    | So    |
| ----- | ----- | ----- | ----- | ----- | ----- | ----- | ----- |
| 13    |       |       |       | 1     | 2     | 3     | 4     |
| 14    | 5     | 6     | 7     | 8     | 9     | 10    | 11    |
| 15    | 12    | 13    | 14    | 15    | 16    | 17    | 18    |
| 16    | 19    | 20    | 21    | 22    | 23    | 24    | 25    |
| 17    | 26    | 27    | 28    | 29    | 30    |       |       |

| Mai | Mai | Mai | Mai | Mai | Mai | Mai | Mai |
| Kw  | Mo  | Di  | Mi  | Do  | Fr  | Sa  | So  |
| --- | --- | --- | --- | --- | --- | --- | --- |
| 17  |     |     |     |     |     | 1   | 2   |
| 18  | 3   | 4   | 5   | 6   | 7   | 8   | 9   |
| 19  | 10  | 11  | 12  | 13  | 14  | 15  | 16  |
| 20  | 17  | 18  | 19  | 20  | 21  | 22  | 23  |
| 21  | 24  | 25  | 26  | 27  | 28  | 29  | 30  |
| 22  | 31  |     |     |     |     |     |     |

| Juni | Juni | Juni | Juni | Juni | Juni | Juni | Juni |
| Kw   | Mo   | Di   | Mi   | Do   | Fr   | Sa   | So   |
| ---- | ---- | ---- | ---- | ---- | ---- | ---- | ---- |
| 22   |      | 1    | 2    | 3    | 4    | 5    | 6    |
| 23   | 7    | 8    | 9    | 10   | 11   | 12   | 13   |
| 24   | 14   | 15   | 16   | 17   | 18   | 19   | 20   |
| 25   | 21   | 22   | 23   | 24   | 25   | 26   | 27   |
| 26   | 28   | 29   | 30   |      |      |      |      |

| Juli | Juli | Juli | Juli | Juli | Juli | Juli | Juli |
| Kw   | Mo   | Di   | Mi   | Do   | Fr   | Sa   | So   |
| ---- | ---- | ---- | ---- | ---- | ---- | ---- | ---- |
| 26   |      |      |      | 1    | 2    | 3    | 4    |
| 27   | 5    | 6    | 7    | 8    | 9    | 10   | 11   |
| 28   | 12   | 13   | 14   | 15   | 16   | 17   | 18   |
| 29   | 19   | 20   | 21   | 22   | 23   | 24   | 25   |
| 30   | 26   | 27   | 28   | 29   | 30   | 31   |      |

| August | August | August | August | August | August | August | August |
| Kw     | Mo     | Di     | Mi     | Do     | Fr     | Sa     | So     |
| ------ | ------ | ------ | ------ | ------ | ------ | ------ | ------ |
| 30     |        |        |        |        |        |        | 1      |
| 31     | 2      | 3      | 4      | 5      | 6      | 7      | 8      |
| 32     | 9      | 10     | 11     | 12     | 13     | 14     | 15     |
| 33     | 16     | 17     | 18     | 19     | 20     | 21     | 22     |
| 34     | 23     | 24     | 25     | 26     | 27     | 28     | 29     |
| 35     | 30     | 31     |        |        |        |        |        |

| September | September | September | September | September | September | September | September |
| Kw        | Mo        | Di        | Mi        | Do        | Fr        | Sa        | So        |
| --------- | --------- | --------- | --------- | --------- | --------- | --------- | --------- |
| 35        |           |           | 1         | 2         | 3         | 4         | 5         |
| 36        | 6         | 7         | 8         | 9         | 10        | 11        | 12        |
| 37        | 13        | 14        | 15        | 16        | 17        | 18        | 19        |
| 38        | 20        | 21        | 22        | 23        | 24        | 25        | 26        |
| 39        | 27        | 28        | 29        | 30        |           |           |           |

| Oktober | Oktober | Oktober | Oktober | Oktober | Oktober | Oktober | Oktober |
| Kw      | Mo      | Di      | Mi      | Do      | Fr      | Sa      | So      |
| ------- | ------- | ------- | ------- | ------- | ------- | ------- | ------- |
| 39      |         |         |         |         | 1       | 2       | 3       |
| 40      | 4       | 5       | 6       | 7       | 8       | 9       | 10      |
| 41      | 11      | 12      | 13      | 14      | 15      | 16      | 17      |
| 42      | 18      | 19      | 20      | 21      | 22      | 23      | 24      |
| 43      | 25      | 26      | 27      | 28      | 29      | 30      | 31      |

| November | November | November | November | November | November | November | November |
| Kw       | Mo       | Di       | Mi       | Do       | Fr       | Sa       | So       |
| -------- | -------- | -------- | -------- | -------- | -------- | -------- | -------- |
| 44       | 1        | 2        | 3        | 4        | 5        | 6        | 7        |
| 45       | 8        | 9        | 10       | 11       | 12       | 13       | 14       |
| 46       | 15       | 16       | 17       | 18       | 19       | 20       | 21       |
| 47       | 22       | 23       | 24       | 25       | 26       | 27       | 28       |
| 48       | 29       | 30       |          |          |          |          |          |

| Dezember | Dezember | Dezember | Dezember | Dezember | Dezember | Dezember | Dezember |
| Kw       | Mo       | Di       | Mi       | Do       | Fr       | Sa       | So       |
| -------- | -------- | -------- | -------- | -------- | -------- | -------- | -------- |
| 48       |          |          | 1        | 2        | 3        | 4        | 5        |
| 49       | 6        | 7        | 8        | 9        | 10       | 11       | 12       |
| 50       | 13       | 14       | 15       | 16       | 17       | 18       | 19       |
| 51       | 20       | 21       | 22       | 23       | 24       | 25       | 26       |
| 52       | 27       | 28       | 29       | 30       | 31       |          |          |

## Ereignisse

### Jahreswidmungen

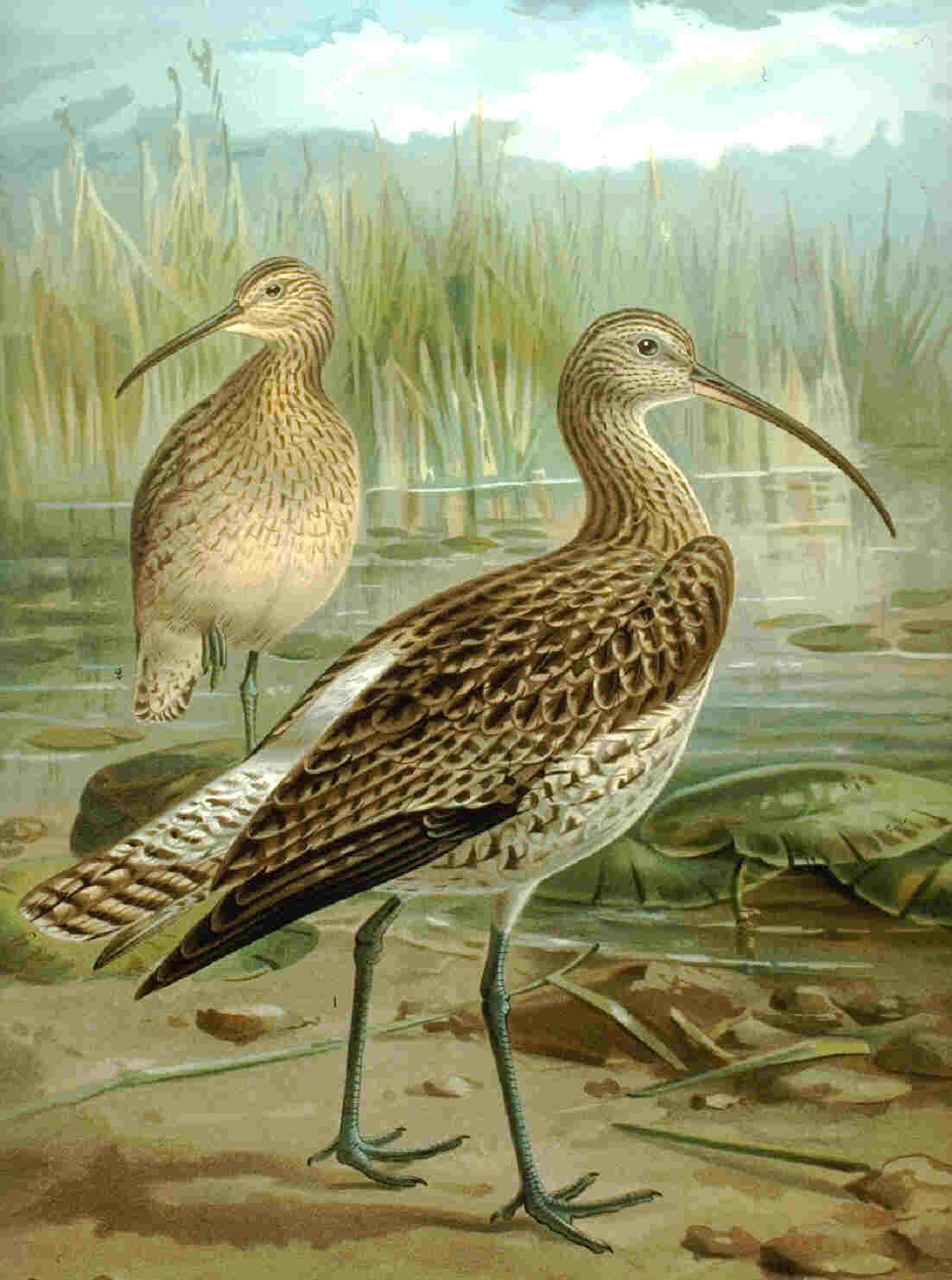
Großer Brachvogel
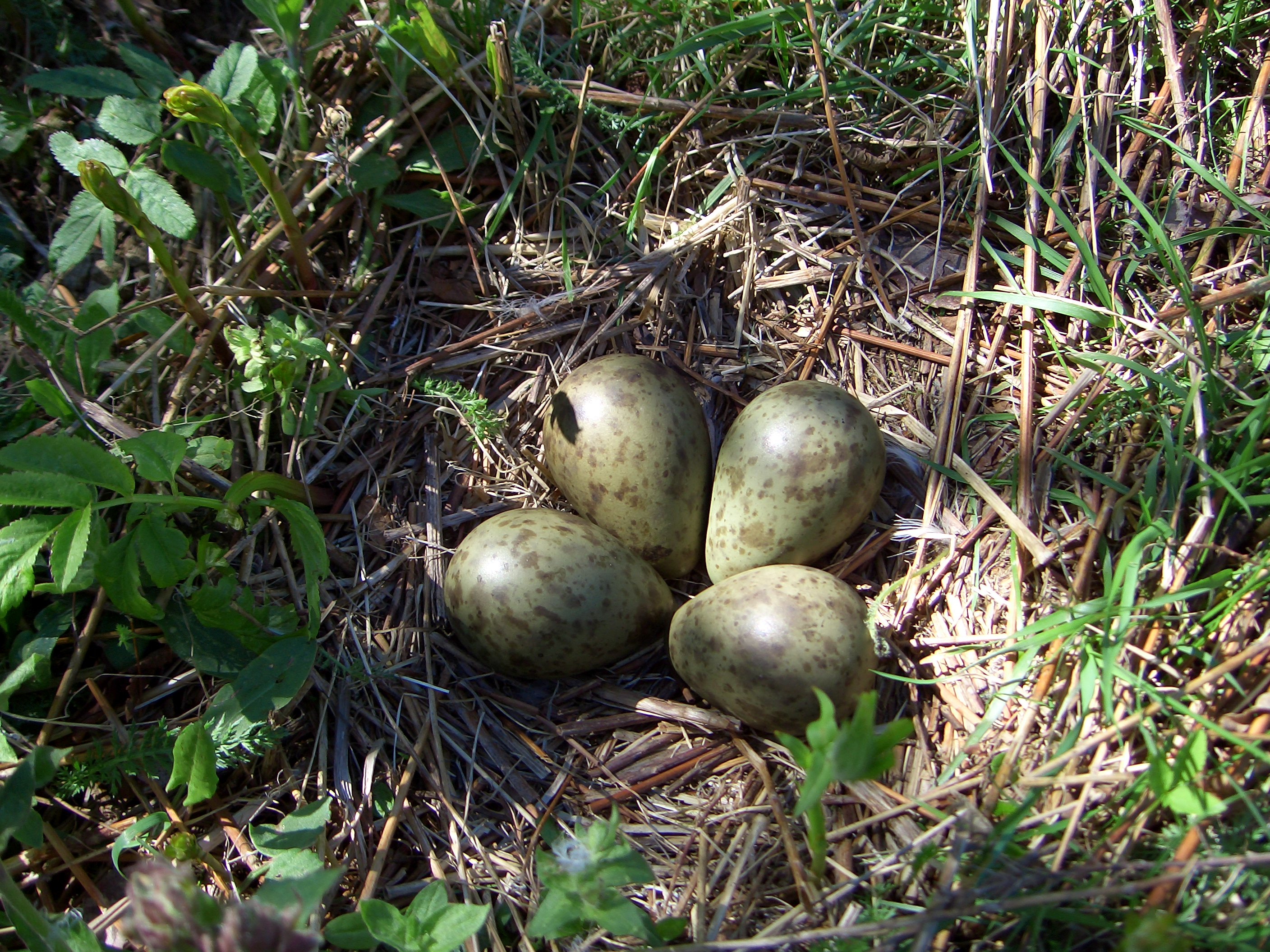
Gelege des Großen Brachvogels
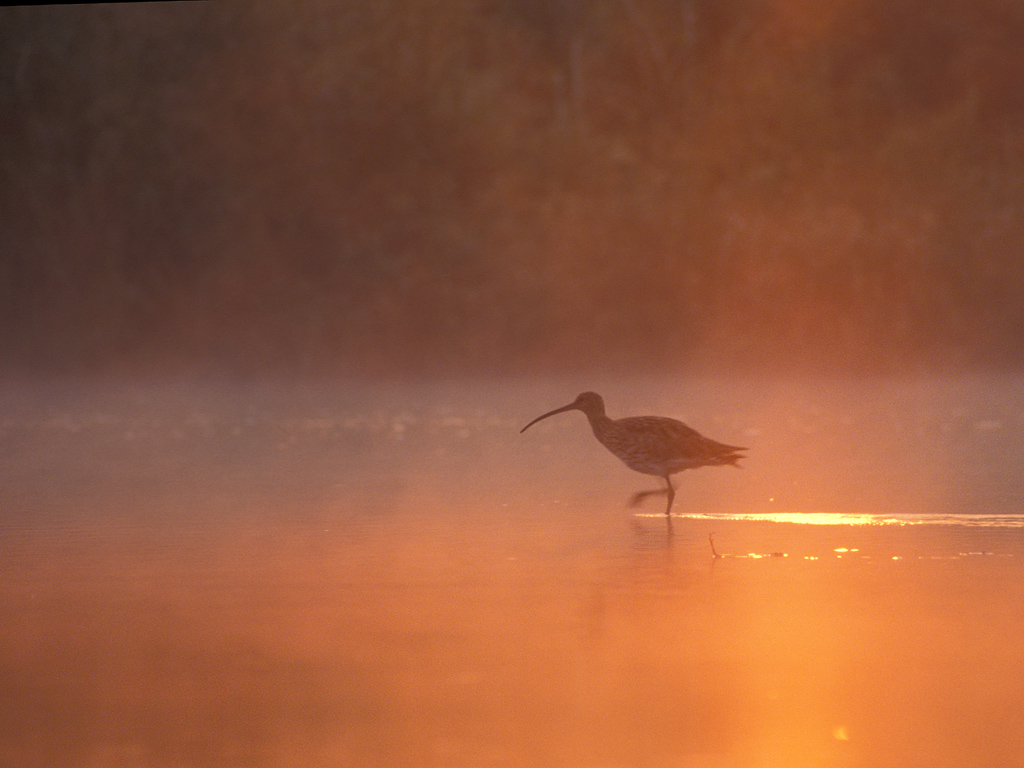
Großer Brachvogel

- 1982 ist „Internationales Jahr der Mobilisierung von Sanktionen gegen Südafrika“
- Der Große Brachvogel (lat. Numenius arquata) ist Vogel des Jahres (NABU/Deutschland)

### Politik und Weltgeschehen
Europa
- 01. Januar: Fritz Honegger wird Bundespräsident der Schweiz
- 11. Januar: Asturien erhält seine Autonomie
- 25. Januar: Der Berliner Appell – Frieden schaffen ohne Waffen wird auf Initiative von Pfarrer Rainer Eppelmann in der DDR veröffentlicht.
- 03. Februar: Bundeskanzler Helmut Schmidt stellt die Vertrauensfrage gemäß Art. 68 GG. Sie findet am 5. Februar mit 269 gegen 224 Stimmen die Zustimmung des Bundestages.
- 23. Februar: Eine Volksabstimmung in Grönland über den Verbleib in der Europäischen Gemeinschaft ergibt 52,0 % zu 46,1 % für den Austritt, der am 1. Januar 1985 vollzogen wurde.
- 17. März: Der deutsche Bundeskanzler Helmut Schmidt empfängt eine Delegation des Zentralrats deutscher Sinti und Roma und erkennt den Völkermord an den Sinti und Roma rechtsverbindlich an.
- 30. Mai: Spanien tritt der NATO bei.
- 01. Juni: Die Berner Konvention tritt in Kraft
- 31. Juli: Deutschland Bei einem Sprengstoffanschlag in einer Vorhalle zur Abfertigung von Reisenden nach Israel im Flughafen München-Riem werden sieben Menschen schwer verletzt.
- 01. August: Das Asylverfahrensgesetz (heutige Bezeichnung: Asylgesetz) tritt in Kraft.
- 17. September: Bruch der sozial-liberalen Koalition (Kabinett Schmidt III). Bundeskanzler Helmut Schmidt regiert bis zum 1. Oktober mit einer SPD-Alleinregierung.
- Oktober: In Bordeaux wird eine hervorragende Wein-Ernte eingebracht.
- 01. Oktober: Helmut Kohl (CDU) wird nach einem konstruktiven Misstrauensvotum gegen Bundeskanzler Helmut Schmidt (SPD) zum neuen Regierungschef gewählt.
- 08. Oktober: Verbot von Solidarność in Polen durch ein neues Gewerkschaftsgesetz.
- 28. Oktober: Bei den Parlamentswahlen in Spanien gewinnen die Sozialisten (PSOE) mit 48,3 Prozent der Wählerstimmen die Mehrheit mit 202 von 343 Sitzen im Parlament. Felipe González wird damit neuer designierter Ministerpräsident des Landes.
- 13. November: Gründung der Umwelt- und Naturschutzorganisation Robin Wood
- 28. November: In der Schweiz wird eine Volksinitiative für die Einführung eines Preisüberwachers angenommen
- 01. Dezember: Amtsantritt des spanischen Ministerpräsidenten Felipe González (PSOE)
- 31. Dezember: das sogenannte „Honecker-Attentat“ des Paul Eßling

Amerika
- 11. Januar: Honduras gibt sich eine neue Verfassung
- 02. April: Argentinische Truppen besetzen die Falklandinseln, Beginn des Falklandkriegs
- 17. April: Kanada erhält die volle Souveränität
- 23. April: Die Conch Republic wird ausgerufen und wieder in die USA eingegliedert
- 10. Mai: Belize wird Mitglied in der UNESCO
- 09. Juni: Der amerikanische Präsident Ronald Reagan spricht vor dem Deutschen Bundestag in Bonn.
- 14. Juni: Im Falklandkrieg erklärt die argentinische Armee in Port Stanley gegenüber den britischen Streitkräften ihre Kapitulation. 9.800 argentinische Soldaten werden zu Kriegsgefangenen.
- 11. Juni: Der amerikanische Präsident Ronald Reagan besucht Berlin.
- 20. Juni: Die britische Regierung erklärt den Falklandkrieg für beendet, nachdem die argentinischen Streitkräfte auf den Malwinen ihre Kämpfe am 14. Juni (Ortszeit) eingestellt und kapituliert haben sowie Südgeorgien und die Südlichen Sandwichinseln wieder in britischer Hand sind.
- 18. Juni: Nach der Niederlage im Falklandkrieg muss der argentinische De-facto-Präsident und Kriegsbefürworter Leopoldo Galtieri seinen Posten räumen. Interimsweise übernimmt in der Zeit der Militärherrschaft Brigadegeneral Alfredo Oscar Saint Jean das Amt.

Weltweit
- 01. Januar: Javier Pérez de Cuéllar tritt sein Amt als Generalsekretär der Vereinten Nationen an
- 02. Januar: In Ägypten trennt sich Hosni Mubarak vom Amt des Ministerpräsidenten und übt nur noch das Amt des Staatspräsidenten aus
- 24. März: Bangladesch. Hossain Mohammad Ershad wird Präsident
- 13. April: Bhutan wird Mitglied in der UNESCO
- 26. April: In der Nacht vom 26. auf den 27. April läuft der südkoreanische Polizist Woo Bum-kon in Uiryeong Amok, wobei er 57 Menschen und sich selbst tötet.

Flagge von Belize

- 24. Mai: Die Rückeroberung Chorramschahrs durch iranische Revolutionsgarden erweist sich als Wendepunkt im Ersten Golfkrieg. Die Stadt war seit der Schlacht von Chorramschahr Ende September 1980 unter irakischer Gewalt.
- 06. Juni: Israel beginnt den ersten Libanonkrieg mit dem erklärten Ziel, die PLO zu zerschlagen

- 10. Juni: Die NATO-Gipfelkonferenz tagt erstmals in Bonn (NATO-Gipfel in Bonn 1982), unter Anwesenheit von US-Präsident Ronald Reagan. Gleichzeitig führt die Friedensbewegung die bisher größte Kundgebung in der Geschichte der Bundesrepublik durch. Rund 350.000 Menschen demonstrieren auf den Beueler Rheinwiesen gegen Atomraketen und gegen die von Reagan symbolisierte Rüstungspolitik.
- 13. Juni: Nach dem Tod von König Khalid wird sein Bruder Fahd neuer Herrscher in Saudi-Arabien.
- 04. Juli: Dominikanische Republik. Jacobo Majluta wird Staatspräsident
- 12. Juli: Giani Zail Singh wird als erster Sikh zum Staatspräsidenten Indiens gewählt
- 15. Juli: Antigua und Barbuda wird Mitglied in der UNESCO
- 21. August: Sobhuza II., der König von Swasiland stirbt.
- 10. Oktober: Bolivien. Nach den Wahlen wird Hernán Siles Zuazo neuer Präsident.
- 20. Oktober: Die Präsidentschaftswahl in Sri Lanka wird von Amtsinhaber Junius Richard Jayewardene gewonnen.
- 04. November: Kamerun. Ahmadou Ahidjo tritt als Staatspräsident zurück
- 06. November: In Nairobi wird der Internationale Fernmeldevertrag unterzeichnet, die Grundlage für die Internationale Fernmeldeunion, einer Sonderorganisation der Vereinten Nationen.
- 07. November: In der Türkei wird die neue Verfassung per Volksabstimmung angenommen und tritt am 9. November in Kraft. Mit dem Inkrafttreten der Verfassung wird Staatspräsident Kenan Evren automatisch für 7 Jahre Präsident der Republik.
- 12. November: Juri Wladimirowitsch Andropow wird Generalsekretär des ZK der KPdSU in der Sowjetunion
- 04. Dezember: Die Verfassung der Volksrepublik China wird angenommen
- 08. Dezember: In Fort Zeelandia (Paramaribo) in Suriname werden 15 Oppositionelle auf Veranlassung des Militärregimes unter Desi Bouterse erschossen.

### Wirtschaft
- 08. Februar: Das Nachrichtenmagazin Der Spiegel erhebt in einem Artikel gegenüber dem Vorstand des deutschen gewerkschaftseigenen Baukonzerns Neue Heimat Bereicherungsvorwürfe. Ins Visier gerät vor allem der Vorstandsvorsitzende Albert Vietor.
- 18. Juni: Unter der Londoner Blackfriars Bridge wird der italienische Bankier Roberto Calvi erhängt aufgefunden. Als Präsident der Banco Ambrosiano hatte Calvi einige Tage zuvor nach der Konkursanmeldung der Bank Italien fluchtartig verlassen. Das Bankhaus, an dem die Vatikanbank Anteile hält, wird illegaler Manipulationen verdächtigt. Die Hintergründe von Calvis Tod bleiben im Dunkeln.
- 20. November: Zwischen Hamburg und Berlin wird die fertiggestellte Transitautobahn für den Verkehr freigegeben. Auf DDR-Seite öffnet der innerdeutsche Grenzübergang bei Zarrentin am Schaalsee.
- 07. Dezember: Doppelbesteuerungsabkommen zwischen der Bundesrepublik Deutschland und Ecuador
- Gründung von MicroProse in den USA
- Gründung von Sun Microsystems in Kalifornien, USA

### Wissenschaft und Technik
- 23. Mai: In der Schweiz wird landesweit der Taktfahrplan eingeführt.
- 16. April: Im Universitätsklinikum Erlangen wird das erste deutsche Retortenbaby geboren.
- 24. Juni: An Bord des sowjetischen Raumschiffs Sojus T-6 startet mit Jean-Loup Chrétien der erste Franzose ins Weltall. Beim Aufenthalt in der Raumstation Saljut 7 führt er das Forschungsprogramm PVH durch. Am 2. Juli kehrt er zusammen mit Wladimir Dschanibekow und Alexander Iwantschenkow zur Erde zurück.

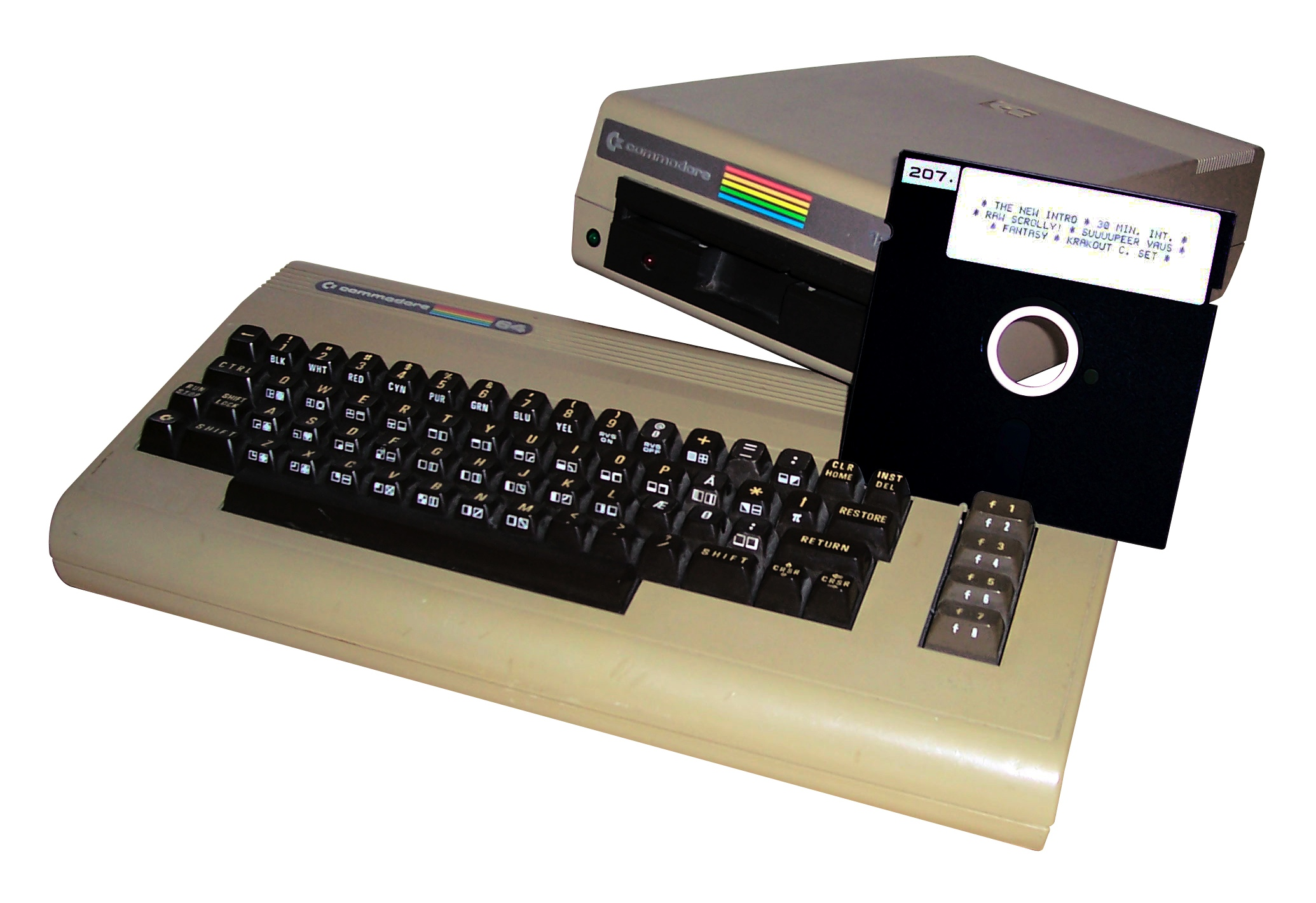
C64

- August: Im französischen Wintersportort Val Thorens geht die aktuell größte schwebende Seilbahn der Welt in Betrieb. Es wird ein Höhenunterschied von circa 2.300 m überwunden.
- 26. August: In Oberbayern stürzt der 250. F-104 Starfighter der Bundeswehr ab.
- September: Der erste Commodore 64 kommt auf den Markt.
- 19. September: Der Student Scott E. Fahlman schlägt vor, für Scherze im E-Mail-Verkehr die aus drei ASCII-Zeichen gebildete Zeichenfolge :-) zu verwenden. Die ein Smiley nachbildenden Emoticons verbreiten sich bald über das Arpanet.

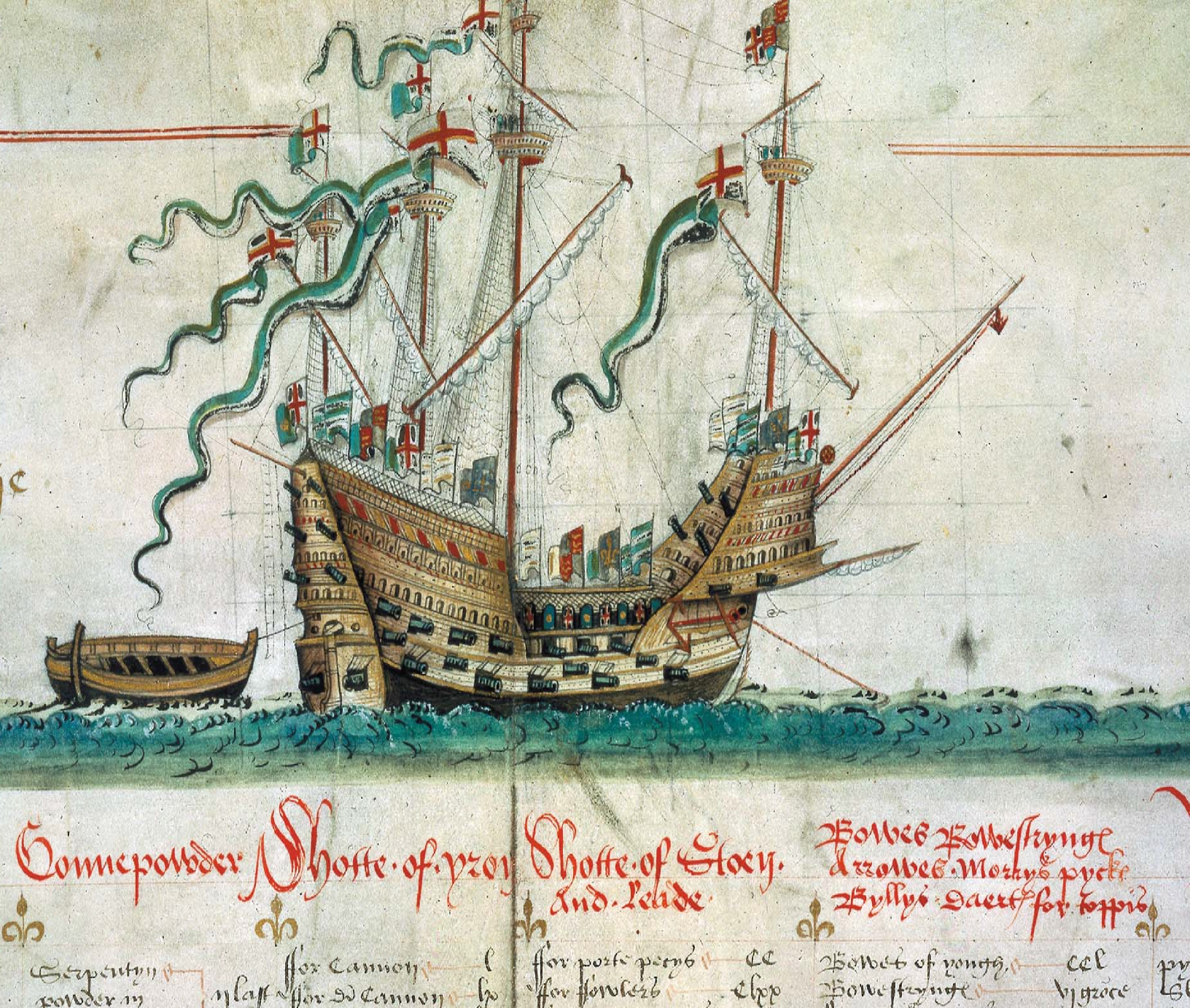
Die Mary Rose in der Anthony Roll (1546)

- 11. Oktober: Die Überreste des im Jahr 1545 gesunkenen englischen Kriegsschiffs Mary Rose werden aus dem Solent geborgen und nach Portsmouth gebracht.
- 02. Dezember: An der University of Utah wird dem 61 Jahre alten Barney Clark das erste Kunstherz eingesetzt, mit dem er 112 Tage überlebt.
- 27. Dezember: Das US-Nachrichtenmagazin Time wählt den Computer zur „Maschine des Jahres“.
- Audi präsentiert den Aerodynamik-„Weltmeister“ Audi 100 mit einem cw-Wert von nur 0,30.
- Das erste Computervirus, Elk Cloner, geschrieben von Rich Skrenta, verbreitet sich.
- Humaninsulin wird erstmals durch gentechnisch veränderte Bakterien in großer Menge produziert.

### Kultur
- 01. März: Kulturabkommen zwischen Luxemburg und der Bundesrepublik Deutschland tritt in Kraft
- 04. März: Der Film Fitzcarraldo von Werner Herzog wird uraufgeführt.
- 05. Mai: Kulturabkommen zwischen der Bundesrepublik Deutschland und Irak. In Kraft seit dem 7. Februar 1983
- 23. Mai: Der Film Pink Floyd – The Wall von Alan Parker wird in Cannes uraufgeführt.
- 04. Juni: Steven Spielbergs „Poltergeist“ läuft weltweit an.
- 11. Juni: In den Vereinigten Staaten kommt Steven Spielbergs Film E.T. – Der Außerirdische in die Filmtheater.
- 19. Juni bis 28. September: Die documenta 7 findet in Kassel statt.

Logo des Films Blade Runner

- 25. Juni: Weltpremiere des Films Blade Runner
- 18. August: Das Land Baden-Württemberg übernimmt vom Spielkartenhersteller ASS das Deutsche Spielkartenmuseum und delegiert die Trägerschaft über das dort befindliche Museum an die Stadt Leinfelden-Echterdingen
- 08. September: Wim Wenders’ Film Der Stand der Dinge erhält bei den Filmfestspielen von Venedig den Goldenen Löwen.
- 11. September: Beim Bochumer Konzert Künstler für den Frieden treten über 200 deutsche und internationale Künstler vor rund 200.000 Menschen auf, um die Friedensbewegung zu unterstützen.
- 11. Oktober: Die geborgenen Teile des im Jahr 1545 auf dem Solent gesunkenen englischen Kriegsschiffs Mary Rose treffen in Portsmouth ein. Das Wrack wird dort konserviert und später ausgestellt.
- 13. Oktober: Uraufführung der Oper Candide von Leonard Bernstein an der New York City Opera an New York
- 06. November: Uraufführung der Oper Wuthering Heights von Bernard Herrmann in Portland
- Erstmalige Vergabe des Helmut-Käutner-Preis
- Gründung der Royal Rangers in der Schweiz
- Eröffnung des Deutschen Technikmuseums Berlin, damals unter dem Namen Museum für Verkehr und Technik
- Erstvergabe des Philip Morris Forschungspreises
- Die National Gallery of Australia wird eröffnet.
- Veröffentlichung des Neuen Testaments der modernen Bibelübersetzung „Hoffnung für alle“
- Gründung der fiktiven Fluggesellschaft Ingold Airlines
- Die internationale Kunstausstellung Zeitgeist in Berlin wird eröffnet
- Gründung der International Association of Astronomical Artists
- Gründung der Kunstsammlung Neubrandenburg
- Das Impark Sommerfest im Olympiapark München findet erstmals statt.

### Religion
- 12. Mai: Bei einem Besuch von Papst Johannes Paul II. im portugiesischen Wallfahrtsort Fátima scheitert ein auf ihn verübtes Attentat an seinen Leibwächtern. Der traditionellem Gedankengut anhängende katholische Priester Juan María Fernández y Krohn geht mit einem Bajonett auf den Papst los.

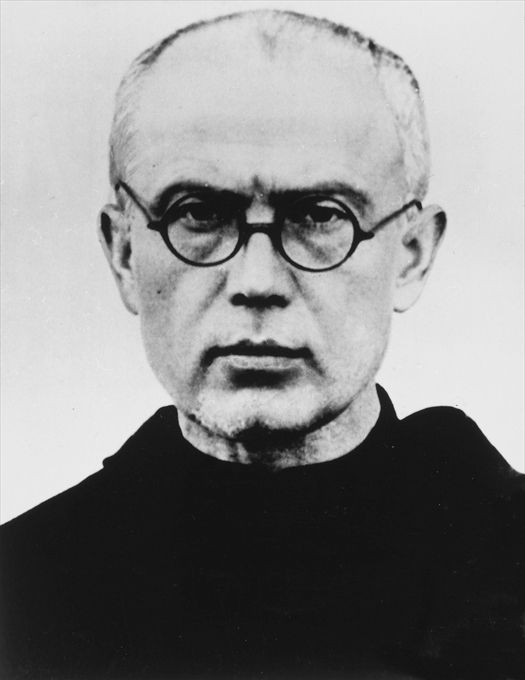
Pater Maximilian Kolbe, 1940

- 10. Oktober: Der in Auschwitz getötete Pater Maximilian Kolbe wird von Papst Johannes Paul II. zu einem neuen Heiligen erklärt.
- 31. Oktober: In Dresden (DDR) wird die mit schwedischer Hilfe erbaute Neue Zionskirche geweiht. Ihr Bau war von staatlicher Seite mehr als ein Jahrzehnt behindert worden.

### Sport
Einträge von Leichtathletik-Weltrekorden siehe unter der jeweiligen Disziplin unter Leichtathletik.
- 11. Januar: Das erste Maximum Break im Snooker, das von Fernsehkameras aufgenommen wurde, spielte Steve Davis bei den Lada Classics in Oldham.
- 22. Januar: Walter Röhrl gewinnt mit einem Opel Ascona 400 die 50. Rallye Monte Carlo in Monaco.
- 23. Januar bis 25. September: Austragung der 33. Formel-1-Weltmeisterschaft
- 23. Januar: Niki Lauda feiert nach drei Jahren Auszeit sein Formel-1-Comeback.
- 04. Februar: Norbert Schramm gewinnt in Lyon die Goldmedaille bei den Eiskunstlauf-Europameisterschaften.
- 28. März bis 26. September: Austragung der 34. FIM-Motorrad-Straßenweltmeisterschaft
- 11. Juni: Larry Holmes gewinnt seinen Boxkampf und Weltmeistertitel im Schwergewicht gegen Gerry Cooney im Caesars Palace, Las Vegas, Nevada, USA, durch technischen K. o.
- 13. Juni bis 11. Juli: Bei der zwölften Fußball-Weltmeisterschaft 1982 in Spanien gewinnt im Finale Italien mit 3:1 gegen Deutschland. Die Italienische Fußballnationalmannschaft wird so zum dritten Mal Weltmeister.
- 20. Juni: Jacky Ickx gewinnt zum fünften Mal das 24-Stunden-Rennen von Le Mans.
- 25. September: Keke Rosberg wird als erster Finne mit nur einem Saisonsieg Formel-1-Weltmeister. Niki Lauda feiert nach drei Jahren Auszeit sein Formel-1-Comeback.
- 03. Oktober: Der niederländische Bergsteiger Johan Taks steht ohne Tourgenehmigung durch die chinesischen Behörden als Erster auf dem Changtse in Tibet, einem nördlich des Mount Everest gelegenen Berges.
- 26. November: Larry Holmes gewinnt seinen Boxkampf und Weltmeistertitel im Schwergewicht gegen Randall „Tex“ Cobb im Astrodome, Houston, Texas, USA, durch Sieg nach Punkten.
- Beim Afrika-Cup in Libyen holt das Fußballteam aus Ghana seinen ersten Kontinentaltitel.
- Das Race Across America findet erstmals statt.

### Katastrophen
Kleinere Unglücksfälle sind in den Unterartikeln von Katastrophe und in der Liste von Katastrophen aufgeführt.
- 05. April: Die bis heute letzte Aktivitätsphase des Gunung Galunggung beginnt
- 26. April: Yangshuo, Volksrepublik China. Eine Hawker 2E der CAAC prallt während des Landeanfluges gegen einen Berg, 112 Tote
- 9. Juli: New Orleans, USA. Eine Boeing 727 der Pan American Airways stürzt kurz nach dem Start ab. Alle 145 Menschen an Bord und acht Anwohner sterben
- 31. Juli: Beim Busunfall von Beaune kommen in Frankreich 53 Menschen ums Leben, darunter 44 Kinder
- 22. November: Bei einem Verkehrsunfall in Bad Reichenhall gerät ein mit 34.000 Liter Super- und Normalbenzin beladener Tanklastwagen in Brand
- 13. Dezember: Erdbeben der Stärke 6,0 in Arabien, etwa 2.800 Tote
- 19. Dezember: Beim Brand eines Tanklagers im venezolanischen Tacoa kommen durch eine als BLEVE eingeordnete Explosion 150 Menschen ums Leben.

### Musik
- 24. April: Nicole gewinnt in Harrogate mit dem Lied Ein bißchen Frieden für Deutschland die 27. Auflage des Eurovision Song Contest.
- 30. November: Das Erfolgsalbum Thriller von Michael Jackson erscheint, das sich im Laufe der Jahre zum meistverkauften Album der Welt entwickelt.
- Die schwedische Band ABBA trennt sich. Die ehemaligen Bandmitglieder kündigen an, künftig eigene Projekte zu verfolgen.
- Mit den Toten Hosen und den Ärzten gründen sich die beiden erfolgreichsten deutschen Punkbands.
- Japans bekannteste Band X Japan wird gegründet, erst noch unter dem Namen X.
- Liste der Nummer-eins-Hits in Deutschland (1982)
- Van Halen bringen Diver Down heraus.

## Geboren

### Januar

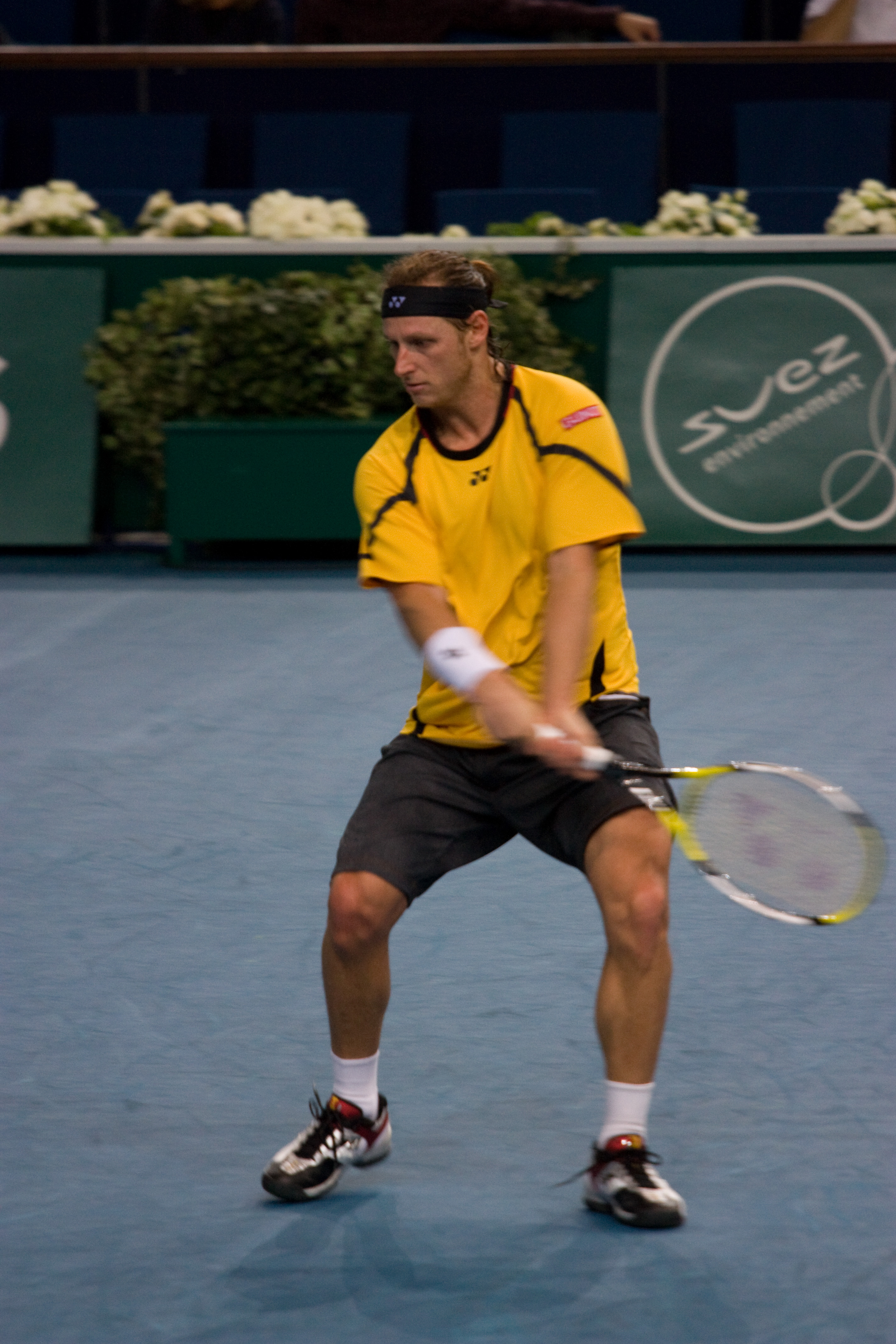
David Nalbandian

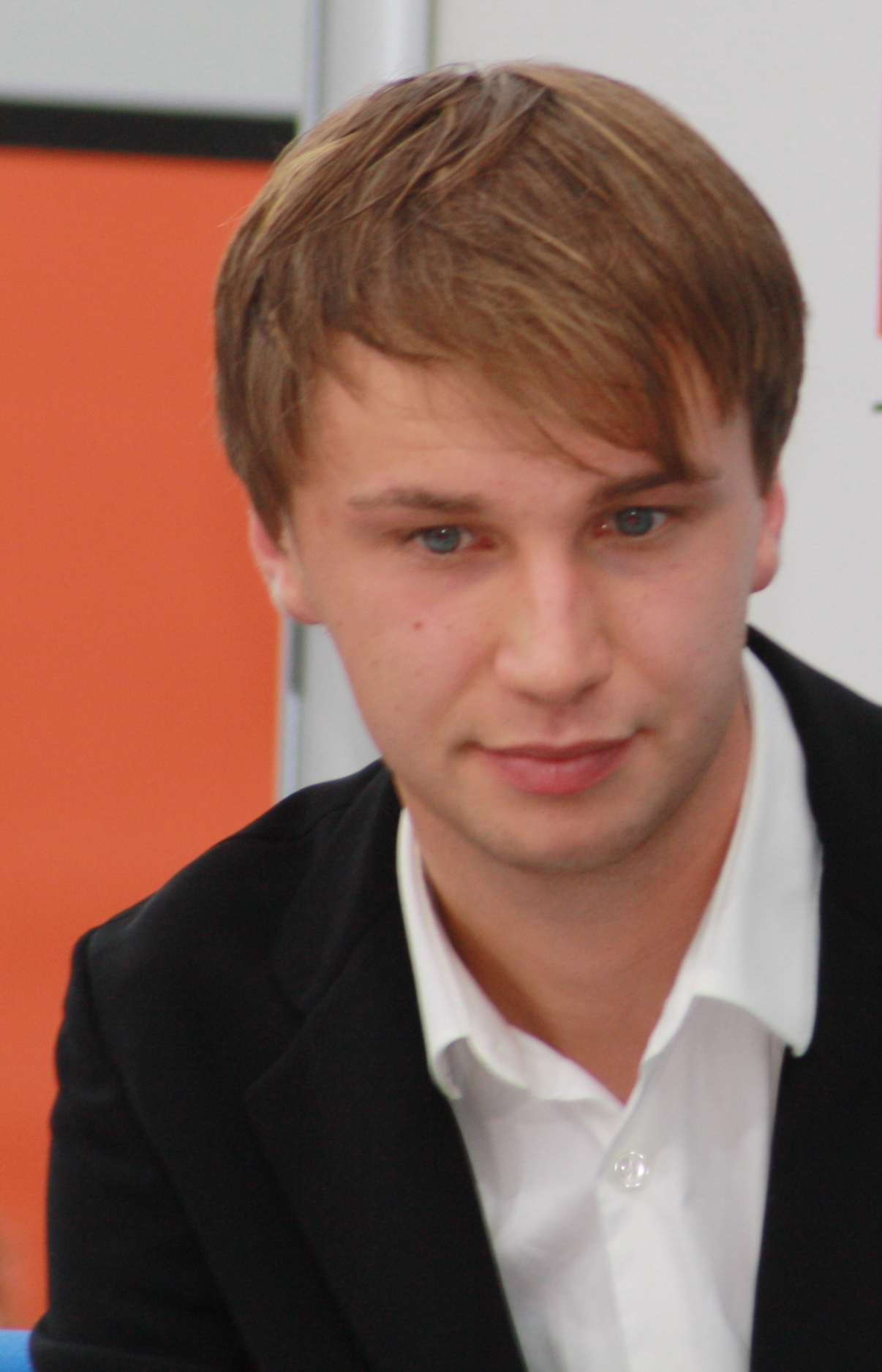
Benjamin Lebert

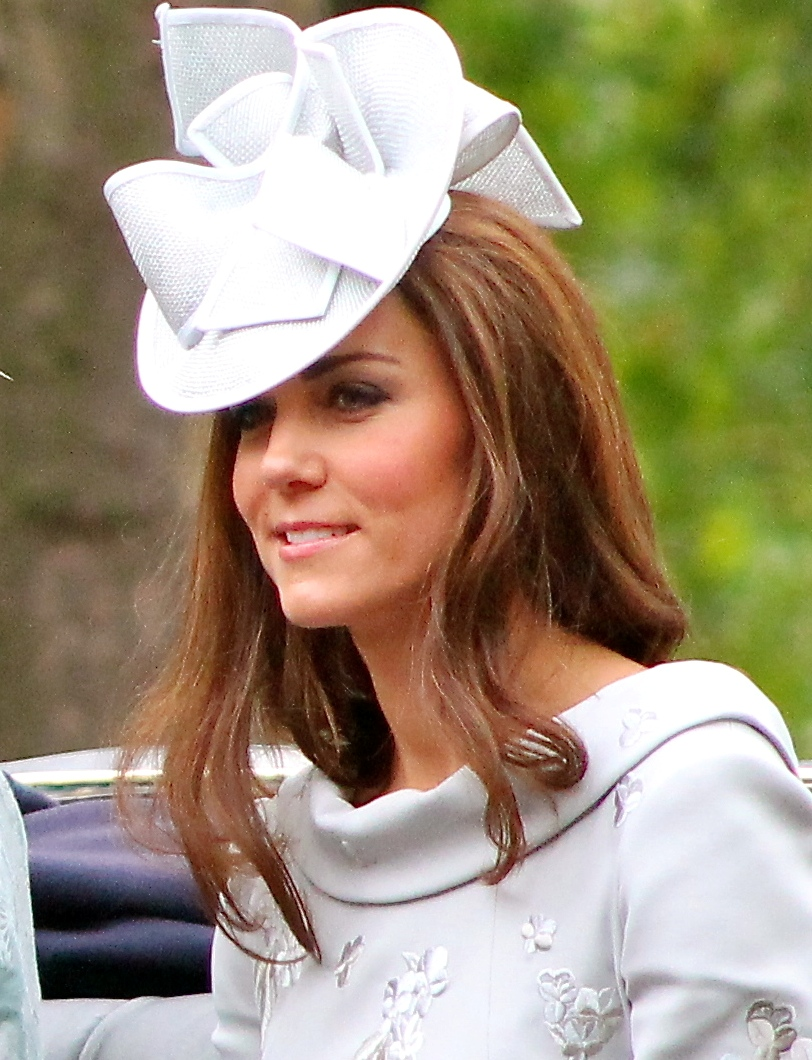
Catherine, Princess of Wales

- 01. Januar: Egidio Arévalo Ríos, uruguayischer Fußballspieler
- 01. Januar: David Nalbandian, argentinischer Tennisspieler
- 02. Januar: Athanasia Tsoumeleka, griechische Leichtathletin und Olympiasiegerin
- 03. Januar: Eşref Apak, türkischer Hammerwerfer
- 03. Januar: Nicky Robinson, walisischer Rugbyspieler
- 04. Januar: Kang Hye-jeong, südkoreanische Schauspielerin
- 04. Januar: Bernhard Kohl, österreichischer Radrennfahrer
- 05. Januar: Luca Ansoldi, italienischer Eishockeyspieler
- 05. Januar: Karel Geraerts, belgischer Fußballspieler
- 05. Januar: Janica Kostelić, kroatische Ski-Alpinfahrerin
- 05. Januar: Anastassija Pidpalowa, ukrainische Handballspielerin
- 06. Januar: Gilbert Arenas, US-amerikanischer Basketballspieler
- 06. Januar: David Breuer, deutscher Handballspieler
- 06. Januar: Eddie Redmayne, englischer Schauspieler
- 07. Januar: Jade North, australischer Fußballspieler
- 07. Januar: Hannah Stockbauer, deutsche Schwimmsportlerin
- 07. Januar: Steve Windolf, deutscher Schauspieler
- 08. Januar: Huang Sui, chinesische Badmintonweltmeisterin
- 08. Januar: Barbara Tausch, österreichische Politikerin
- 08. Januar: Jonathan Cantwell, australischer Radrennfahrer († 2018)
- 08. Januar: Claudia Grehn, deutsche Dramatikerin
- 09. Januar: Corry Berger, deutsche Basketballspielerin
- 09. Januar: Catherine, Princess of Wales, britische Prinzessin, Frau von William, Prince of Wales
- 09. Januar: Benjamin Lebert, deutscher Schriftsteller
- 09. Januar: Jan Pohl, deutscher Schauspieler
- 09. Januar: Henriette Richter-Röhl, deutsche Schauspielerin
- 09. Januar: Benjamin Seifert, deutscher Skilangläufer
- 11. Januar: Anthony Delhalle, französischer Motorrad- und Automobilrennfahrer († 2017)
- 11. Januar: Jörg Hahnel, deutscher Fußballspieler
- 12. Januar: Justin Aikins, kanadischer Eishockeyspieler
- 12. Januar: Kinga Grzyb, polnische Handballspielerin
- 12. Januar: Anjorka Strechel, deutsche Schauspielerin
- 13. Januar: Guillermo Coria, argentinischer Tennisspieler
- 13. Januar: David Möller, deutscher Rodler
- 14. Januar: Lawrence Aidoo, ghanaischer Fußballspieler
- 14. Januar: Kamila Anna Augustyn, polnische Badmintonspielerin
- 14. Januar: Markus Wagesreiter, österreichischer Handballspieler
- 15. Januar: Rémi Adiko, ivorischer Fußballspieler
- 15. Januar: Benjamin Agosto, US-amerikanischer Eiskunstläufer
- 15. Januar: Kim Riedle, deutsche Schauspielerin
- 15. Januar: Michael Fritz Schumacher, deutscher Schauspieler
- 16. Januar: Tuncay Şanlı, türkischer Fußballspieler
- 16. Januar: Birgitte Hjort Sørensen, dänische Schauspielerin
- 17. Januar: Christian Perez, philippinischer Dartspieler
- 17. Januar: Michele Turetta, italienischer Dartspieler
- 17. Januar: Dwyane Wade, US-amerikanischer Basketballspieler
- 18. Januar: Joanna Newsom, US-amerikanische Singer-Songwriterin, Harfenistin und Pianistin
- 19. Januar: Antje Hamer, deutsche Schauspielerin
- 19. Januar: Andreas Löw, deutscher Sportschütze
- 21. Januar: Stefanie Dreyer, deutsche Schauspielerin und Popsängerin
- 21. Januar: Manuel Hobiger, deutscher Seismologe, Vulkanexperte und Quizspieler
- 22. Januar: Fabricio Coloccini, argentinischer Fußballspieler
- 22. Januar: Cornelia Dumler, deutsche Volleyballspielerin
- 22. Januar: Peter Jehle, Liechtensteiner Fußballspieler
- 22. Januar: Kitty Kat, deutsche Rapperin
- 22. Januar: Martin Koch, österreichischer Skispringer
- 23. Januar: Karol Bielecki, polnischer Handballspieler
- 23. Januar: Jonathan Bomarito, US-amerikanischer Automobilrennfahrer
- 23. Januar: Oceana, deutsche Soulsängerin
- 23. Januar: Andrew Rock, US-amerikanischer Leichtathlet
- 24. Januar: Claudia Heill, österreichische Judoka († 2011)
- 24. Januar: Hamdi Dhouibi, tunesischer Zehnkämpfer
- 24. Januar: Daveed Diggs, US-amerikanischer Schauspieler und Rapper
- 25. Januar: Peter van Agtmaal, niederländischer Radrennfahrer
- 25. Januar: Alejandro Argüello, mexikanischer Fußballspieler
- 25. Januar: Ömür Arpacı, türkischer Schauspieler
- 25. Januar: Daniel Simon Atherton, britischer Mountainbikerennfahrer
- 25. Januar: Bennet Wiegert, deutscher Handballspieler
- 25. Januar: Noemi, italienische Sängerin
- 26. Januar: Justin Cochrane, antiguanischer Fußballspieler
- 26. Januar: Miloš Putera, slowakischer Handballspieler
- 26. Januar: Grant Sampson, südafrikanischer Dartspieler
- 27. Januar: Eva Asderaki, griechische Tennisschiedsrichterin
- 28. Januar: Anna Andersson, schwedische Eishockeyspielerin
- 28. Januar: Caspar Austa, estnischer Mountainbike- und Straßenradrennfahrer
- 28. Januar: Jan Kopecký, tschechischer Rallyefahrer
- 29. Januar: Wallis Bird, irische Musikerin
- 29. Januar: Ji Jianhua, chinesischer Mountainbike- und Straßenradrennfahrer
- 31. Januar: Jekaterina Sergejewna Ananina, russische Badmintonspielerin
- 31. Januar: Maret Ani, estnische Tennisspielerin
- 31. Januar: Andreas Görlitz, deutscher Fußballspieler
- 31. Januar: Ronny Göhl, deutscher Handballspieler
- 31. Januar: Enrico Gaede, deutscher Fußballspieler

### Februar

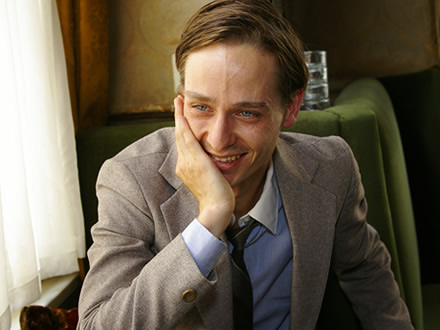
Tom Schilling

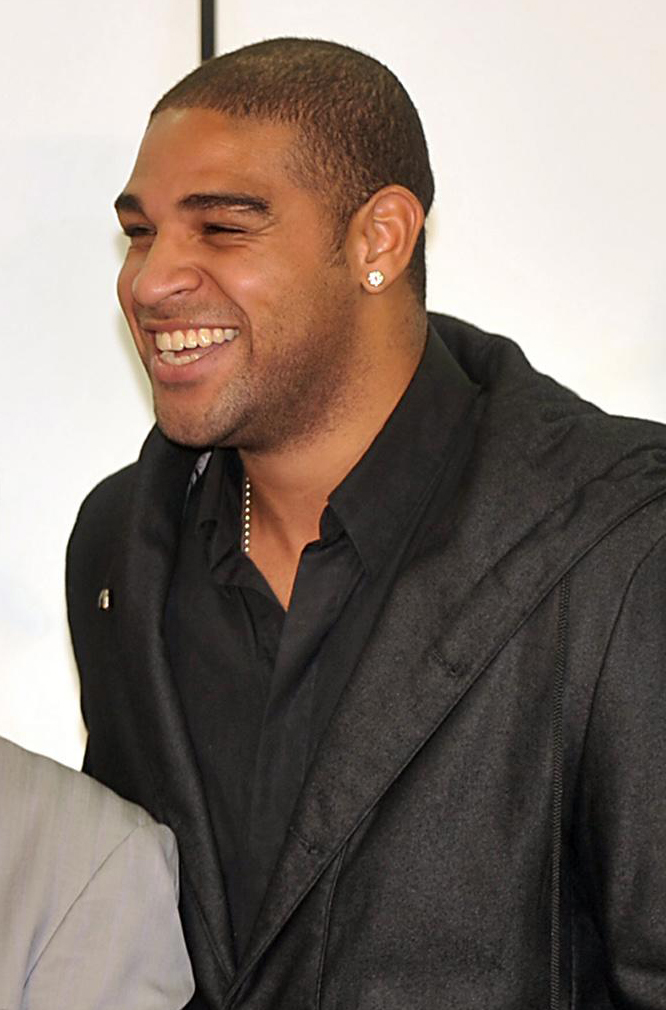
Adriano

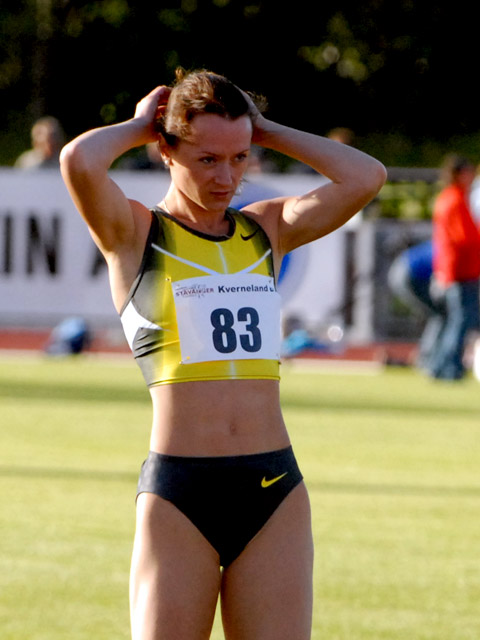
Jelena Slessarenko

- 01. Februar: Daisy Betts, australische Schauspielerin
- 01. Februar: Akseli Lajunen, finnischer Skispringer
- 01. Februar: Sara Malakul Lane, US-amerikanische Schauspielerin britisch-thailändischer Herkunft
- 02. Februar: Michail Aljaksandrawitsch Audsejeu, belarussischer Gewichtheber
- 02. Februar: Han Ga-in, südkoreanische Schauspielerin
- 02. Februar: Dorcus Inzikuru, ugandische Leichtathletin
- 02. Februar: Sebastian Winkler, deutscher Schauspieler
- 03. Februar: Nadine Arents, deutsche Schauspielerin
- 03. Februar: Tim Burke, US-amerikanischer Biathlet
- 03. Februar: Mariusz Jurkiewicz, polnischer Handballspieler
- 03. Februar: Roland Schwegler, Schweizer Fußballspieler
- 04. Februar: Heiner Backhaus, deutscher Fußballspieler
- 04. Februar: Roman Wallner, österreichischer Fußballspieler
- 05. Februar: Deidra Dionne, kanadische Freestyle-Skierin
- 05. Februar: Nicolas Gilsoul, belgischer Rallyebeifahrer
- 05. Februar: Rodrigo Palacio, argentinischer Fußballspieler
- 05. Februar: Christoph Schubert, deutscher Eishockeyspieler
- 06. Februar: Nick Audsley, britischer Filmschauspieler
- 06. Februar: Inez Bjørg David, deutsch-dänische Schauspielerin
- 06. Februar: Alice Eve, britische Schauspielerin
- 06. Februar: Roman Patkoló, slowakischer Musiker
- 07. Februar: Benjamin Kramme, deutscher Schauspieler
- 08. Februar: Erik Rhodes, US-amerikanischer Pornodarsteller († 2012)
- 08. Februar: Jens Dethloff, deutscher Handballspieler und Handballtrainer
- 09. Februar: Christine Kaltenbach, deutsche Fußballspielerin
- 09. Februar: Konrad Wilczynski, österreichischer Handballspieler
- 10. Februar: Justin Gatlin, US-amerikanischer Leichtathlet
- 10. Februar: Tom Schilling, deutscher Schauspieler
- 11. Februar: Daryn Colledge, US-amerikanischer American-Football-Spieler
- 11. Februar: Natalie Dormer, britische Schauspielerin
- 11. Februar: Neil Robertson, australischer Snookerspieler
- 12. Februar: Julius Aghahowa, nigerianischer Fußballspieler
- 12. Februar: Markus Feulner, deutscher Fußballspieler
- 12. Februar: Harez Habib, afghanischer Fußballer
- 12. Februar: Bobi Wine, ugandischer Politiker und Musiker
- 12. Februar: Matías Carlos Schulz, argentinischer Handballspieler
- 12. Februar: Louis Tsatoumas, griechischer Weitspringer
- 13. Februar: Björn Andersson, schwedischer Fußballspieler
- 13. Februar: Markus Dau, deutscher Handballspieler
- 13. Februar: Sophie Herbrecht, französische Handballspielerin und -trainerin
- 13. Februar: Andrea Kaiser, deutsche Fernsehmoderatorin
- 14. Februar: Sophie Lutz, deutsche Schauspielerin
- 15. Februar: Merthan Açıl, türkischer Fußballspieler
- 16. Februar: Lupe Fiasco, US-amerikanischer Rapper
- 17. Februar: Adriano, brasilianischer Fußballspieler
- 17. Februar: Timothée Atouba, kamerunischer Fußballspieler
- 17. Februar: Nicolás Medina, argentinischer Fußballspieler
- 17. Februar: Gustavo Sondermann, brasilianischer Automobilrennfahrer († 2011)
- 18. Februar: Marcos Ferreira Xavier, aserbaidschanisch-brasilianischer Fußballspieler
- 18. Februar: José Rujano, venezolanischer Radrennfahrer
- 18. Februar: Juelz Santana, US-amerikanischer Rapper
- 18. Februar: Christian Tiffert, deutscher Fußballspieler
- 18. Februar: Radovan Vujanović, serbischer Fußballspieler
- 18. Februar: Courtney Act, australische Dragqueen
- 19. Februar: Camelia Potec, rumänische Schwimmerin und Olympiasiegerin
- 21. Februar: Bernhard Auinger, österreichischer Automobilrennfahrer
- 22. Februar: Jacob Armen, US-amerikanischer Schlagzeuger
- 22. Februar: Jenna Haze, US-amerikanische Pornodarstellerin
- 22. Februar: Travis Mayer, US-amerikanischer Freestyle-Skier
- 25. Februar: Rômulo Marcos Antoneli, brasilianischer Fußballspieler
- 25. Februar: Lars Kaufmann, deutscher Handballspieler
- 25. Februar: Maurizio Mariani, italienischer Fußballschiedsrichter
- 25. Februar: Flavia Pennetta, italienische Tennisspielerin
- 26. Februar: Emily Jane Aston, britische Schauspielerin
- 27. Februar: Bruno Soares, brasilianischer Tennisspieler
- 28. Februar: Carlos Enrique Ávalos, salvadorianischer Radrennfahrer
- 28. Februar: Axel Stein, deutscher Schauspieler und Comedian
- 28. Februar: Jelena Slessarenko, russische Hochspringerin und Olympiasiegerin

### März

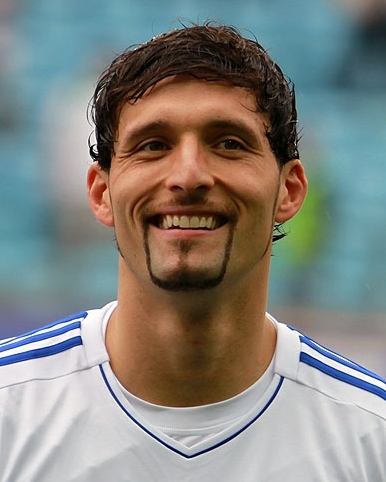
Kevin Kurányi

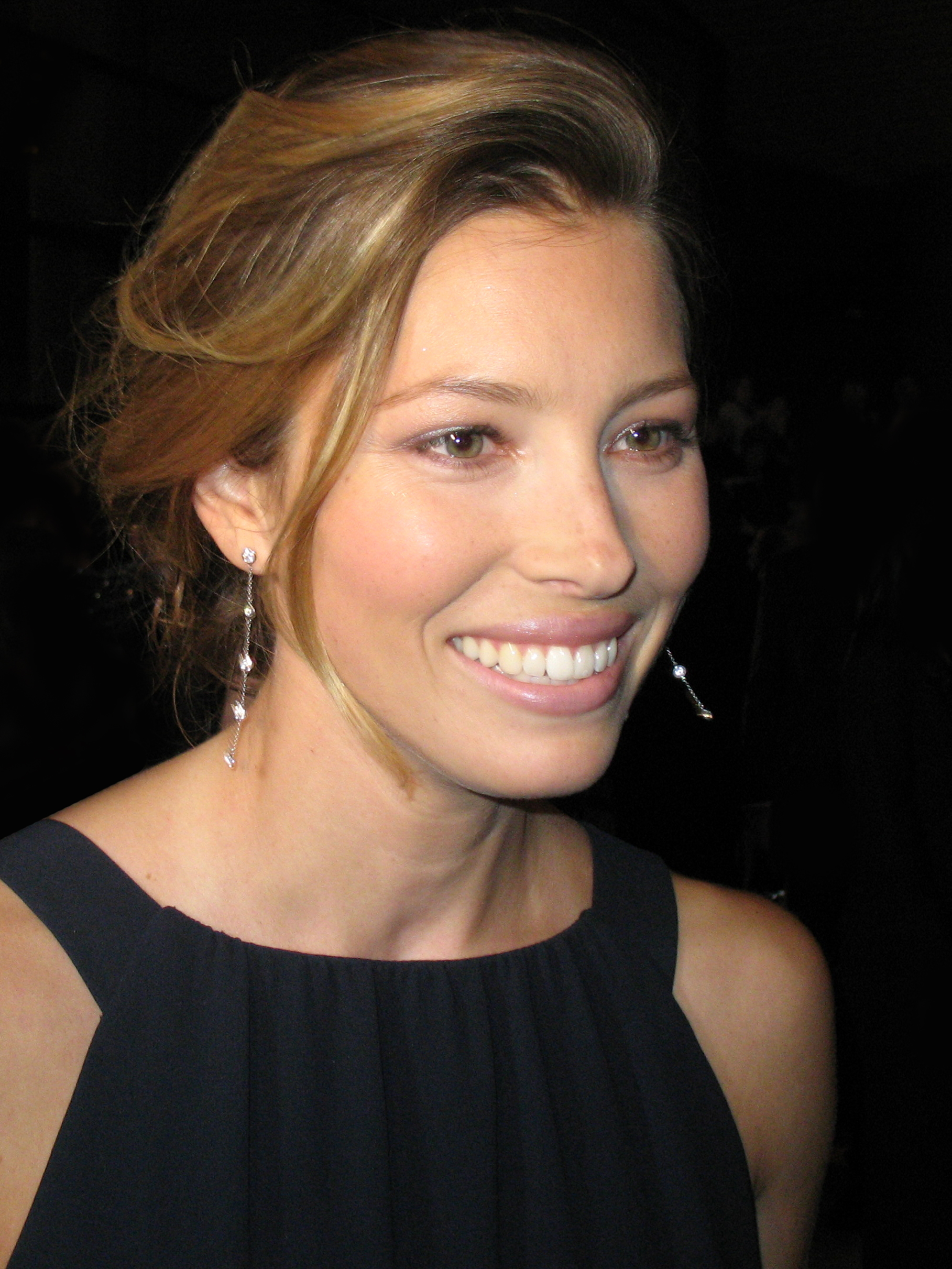
Jessica Biel

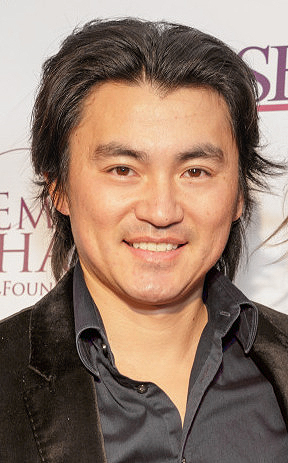
Shin Koyamada, 2015

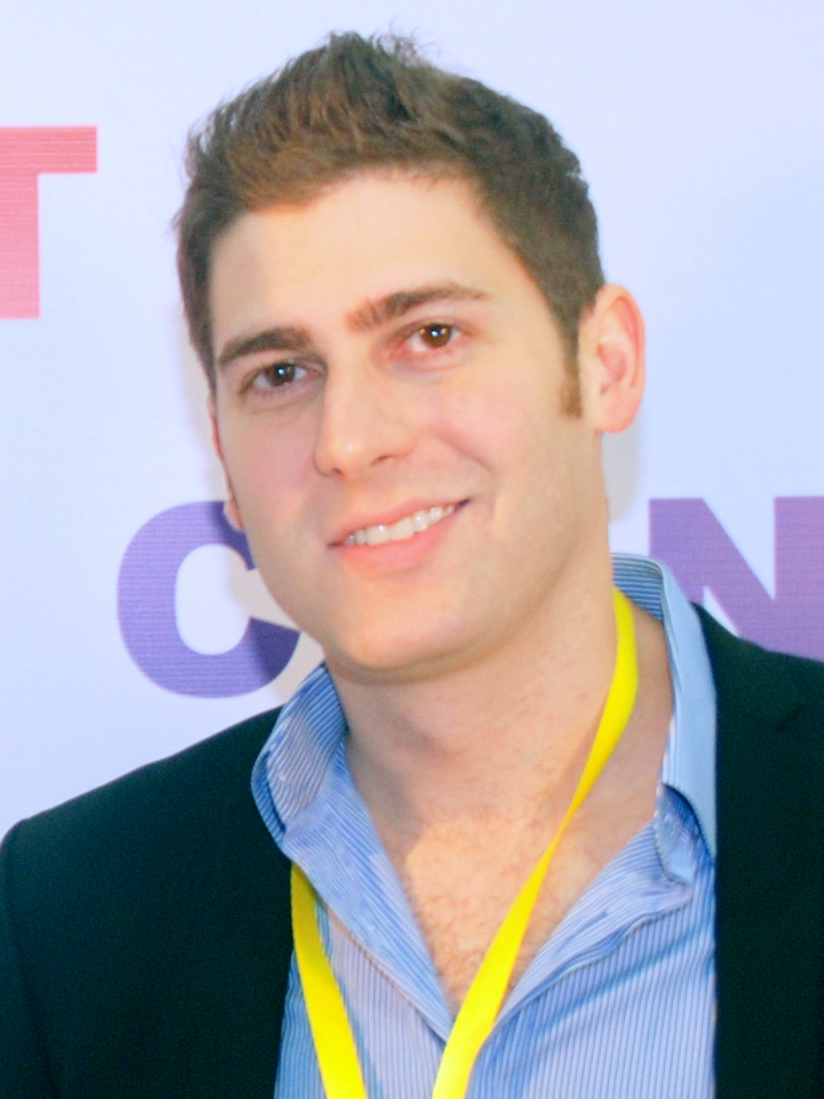
Eduardo Saverin, 2012

- 01. März: Maximilian Claus, deutscher Schauspieler
- 01. März: Johnny Palermo, US-amerikanischer Schauspieler († 2009)
- 01. März: Kim Min-hee, südkoreanische Schauspielerin
- 02. März: Pilou Asbæk, dänischer Schauspieler
- 02. März: Kevin Kurányi, deutscher Fußballspieler
- 02. März: Kathy Radzuweit, deutsche Volleyballspielerin
- 03. März: Alejandro Alonso, argentinischer Fußballspieler
- 03. März: Jessica Biel, US-amerikanische Schauspielerin
- 04. März: Landon Donovan, US-amerikanischer Fußballspieler
- 05. März: Toril Hetland Akerhaugen, norwegische Fußballspielerin
- 05. März: Du Li, chinesische Sportschützin
- 06. März: Inga Abitowa, russische Langstreckenläuferin
- 06. März: Ayman al-Aatar, arabischer Sänger
- 06. März: Alexander DiPersia, US-amerikanischer Schauspieler
- 06. März: Henrik Knudsen, dänischer Handballspieler
- 07. März: Tomás Guzmán, paraguayischer Fußballspieler
- 08. März: Matthew Krok, australischer Schauspieler
- 08. März: Laura Osswald, deutsche Schauspielerin und Fotomodell
- 09. März: Emmanuel Corrèze, französischer Fußballspieler
- 09. März: Barbara Feichtner, ehemalige österreichische Biathletin und Skilangläuferin
- 10. März: Shin Koyamada, japanischer Schauspieler und Filmproduzent
- 11. März: Thora Birch, US-amerikanische Schauspielerin
- 11. März: Yasmine Akram, irische Schauspielerin, Theaterautorin und Komikerin
- 11. März: Mircea Monroe, US-amerikanische Schauspielerin
- 13. März: Manuel Pasqual, italienischer Fußballspieler
- 14. März: Annika Ernst, deutsche Schauspielerin
- 14. März: Carlos Marinelli, argentinischer Fußballspieler
- 14. März: Thomas Paulus, deutscher Fußballspieler
- 14. März: François Sterchele, Fußballspieler († 2008)
- 15. März: Björn Wiegers, deutscher Handballspieler
- 16. März: Jesse Tamangrow, palauischer Sprinter
- 18. März: Tatjana Albertowna Arntgolz, russische Schauspielerin
- 18. März: Inga Aršakyan, armenische Musikerin
- 18. März: Olof Ask, schwedischer Handballspieler
- 18. März: Timo Glock, deutscher Automobilrennfahrer
- 18. März: Mantorras, angolanischer Fußballspieler
- 19. März: Eduardo Saverin, Facebook-Mitbegründer
- 20. März: Tatjana Kästel, deutsche Schauspielerin
- 20. März: José Moreira, portugiesischer Fußballspieler
- 20. März: Christoph Vetter, deutscher Handballspieler
- 21. März: Ejegayehu Dibaba, äthiopische Langstreckenläuferin
- 21. März: Colin Turkington, britischer Automobilrennfahrer
- 21. März: Anthar Yahia, algerisch-französischer Fußballspieler
- 22. März: Enrico Gasparotto, italienisch-schweizerischer Radrennfahrer
- 22. März: Genoveva Mayer, deutsche Schauspielerin
- 22. März: Inácio Piá, brasilianisch-italienischer Fußballspieler
- 22. März: Morteza Tavakoli, österreichischer Schauspieler
- 24. März: Fourie du Preez, südafrikanischer Rugbyspieler
- 24. März: Mariano Donda, argentinischer Fußballspieler
- 24. März: Elisabeth von Thurn und Taxis, Autorin, Tochter des Adelshauses Thurn und Taxis
- 25. März: Nadine Krause, deutsche Handballspielerin
- 25. März: Danica Patrick, US-amerikanische Automobilrennfahrerin
- 26. März: Zekiros Adanech, äthiopische Marathonläuferin
- 26. März: Joe Anderson, britischer Schauspieler
- 26. März: Stanislav Angelovič, slowakischer Fußballspieler
- 26. März: Johannes Bredl, deutscher Skilangläufer
- 26. März: Andreas Hinkel, deutscher Fußballspieler
- 26. März: Marcus Hock, deutscher Handballspieler
- 26. März: J-five, US-amerikanischer Rapper
- 26. März: Nate Kaeding, US-amerikanischer American-Football-Spieler
- 26. März: Maja Maneiro, deutsche Schauspielerin
- 26. März: Michael Tschuggnall, österreichischer Pop-Sänger
- 27. März: Hannes Drews, deutscher Fußballtrainer
- 27. März: Veijo Viinikka, finnischer Dartspieler
- 29. März: Anna Nagata, japanische Filmschauspielerin
- 29. März: Matthias Flohr, deutscher Handballspieler und -trainer
- 30. März: A-Trak, kanadischer DJ
- 30. März: Louis Marcel Powell de Aquino, brasilianischer Gitarrist
- 30. März: Philippe Mexès, französischer Fußballspieler
- 30. März: Jason Dohring, US-amerikanischer Schauspieler
- 30. März: Jure Natek, slowenischer Handballspieler
- 31. März: David Poisson, französischer Skirennläufer († 2017)

### April

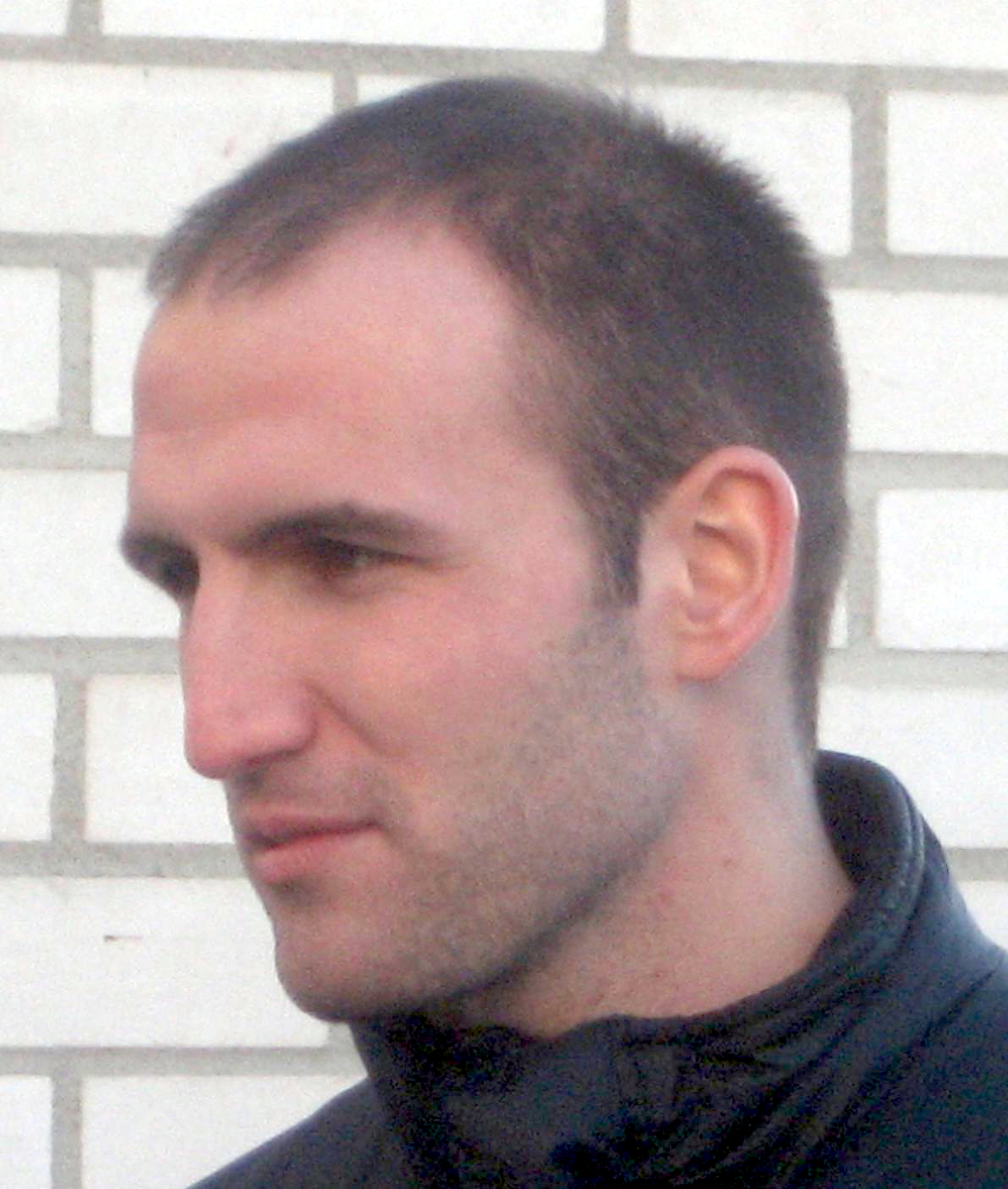
Róbert Vittek

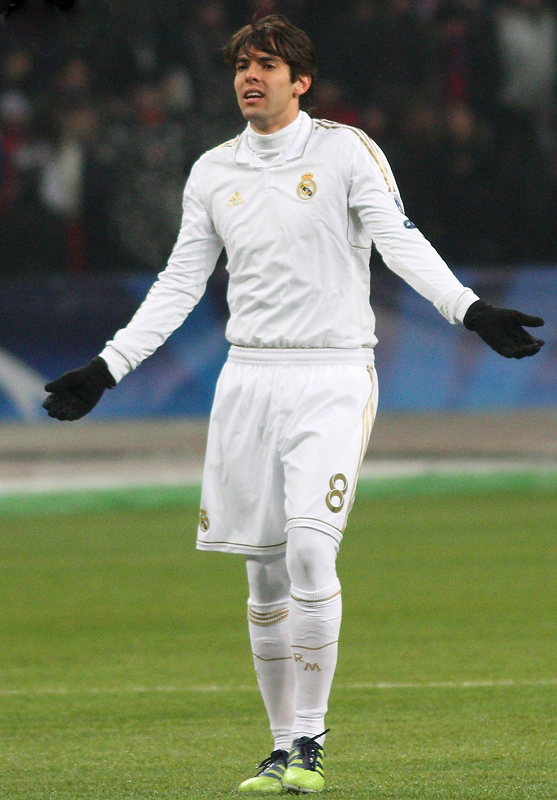
Kaká

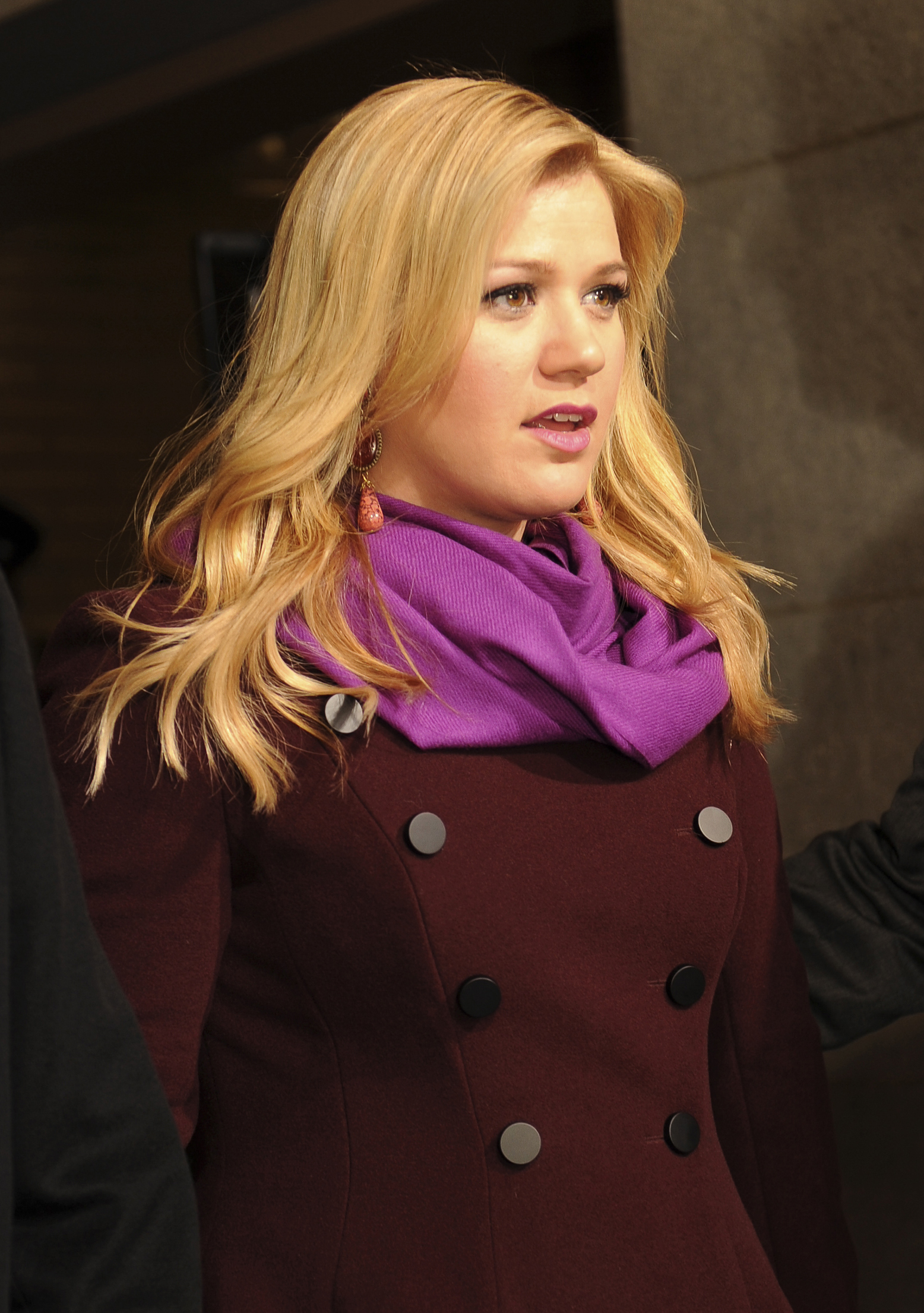
Kelly Clarkson

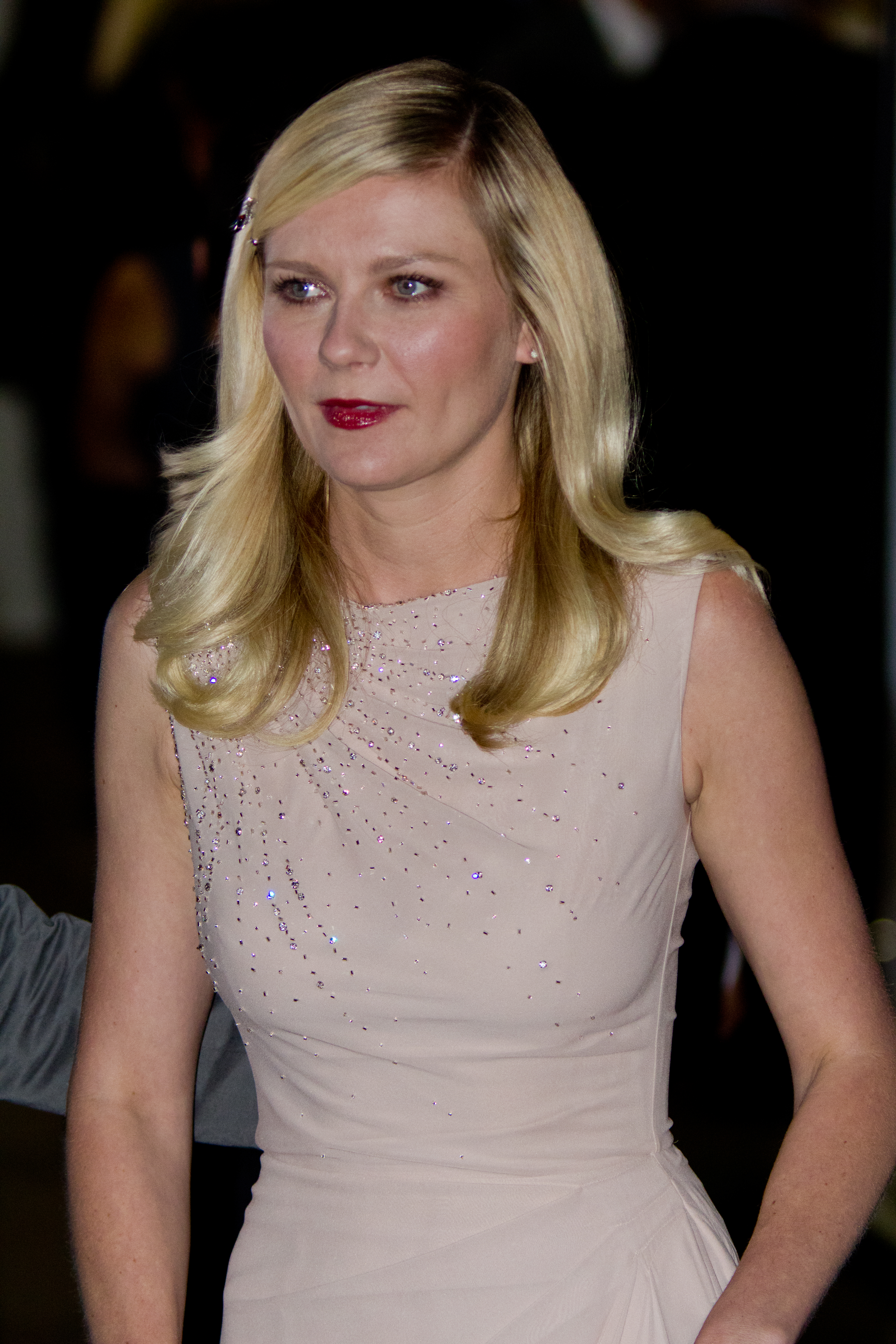
Kirsten Dunst

- 01. April: Nina Abrahamczik, österreichische Politikerin
- 01. April: Stefan Pieper, deutscher Skispringer
- 01. April: Andreas Thorkildsen, norwegischer Leichtathlet
- 01. April: Róbert Vittek, slowakischer Fußballspieler
- 02. April: Marco Amelia, italienischer Fußballspieler
- 02. April: Jeremy Bloom, US-amerikanischer Freestyle-Skier und American-Football-Spieler
- 03. April: Sofia Boutella, algerische Tänzerin und Schauspielerin
- 03. April: Fler, deutscher Rapper
- 03. April: Cobie Smulders, kanadische Schauspielerin
- 03. April: Daniel Svensson, dänischer Handballspieler
- 04. April: Dragoș Oprea, deutscher Handballspieler und -trainer
- 05. April: Hayley Atwell, britische Schauspielerin
- 05. April: Stefanie Becker, deutsche Fußballspielerin
- 05. April: Thomas Hitzlsperger, deutscher Fußballspieler
- 05. April: Alexandre Prémat, französischer Automobilrennfahrer
- 06. April: Kolja Afriyie, deutscher Fußballspieler
- 06. April: Alana Austin, US-amerikanische Schauspielerin
- 06. April: Steve O’Dwyer, amerikanisch-irischer Pokerspieler
- 07. April: Džana Pinjo, bosnische Schauspielerin
- 09. April: Jay Baruchel, US-amerikanischer Schauspieler
- 09. April: Ivo Töllner, deutscher Handballspieler
- 10. April: Adnan Mravac, bosnisch-herzegowinischer Fußballspieler
- 11. April: Nadine Warmuth, deutsche Schauspielerin
- 12. April: Tamer Bayoumi, ägyptischer Taekwondoin
- 12. April: Ryan Dalziel, britischer Automobilrennfahrer
- 13. April: Rico Göde, deutscher Handballspieler
- 13. April: Jennah Karthes, deutsche Schauspielerin und Schlagersängerin
- 14. April: Renat Abdulin, kasachischer Fußballspieler
- 14. April: Jekaterina Abramowa, russische Eisschnellläuferin
- 14. April: Deen, bosnisch-herzegowinischer Sänger
- 14. April: Mauro Cetto, argentinischer Fußballspieler
- 15. April: Lena Amende, deutsche Schauspielerin
- 15. April: Damià Abella Pérez, spanischer Fußballspieler
- 17. April: Lee Si-young, südkoreanische Schauspielerin
- 17. April: Ina Trabesinger, österreichische Musicaldarstellerin
- 18. April: Ibrahim Hassan al-Asiri, saudi-arabischer Terrorist
- 18. April: Olaf Seegert, deutscher Handballspieler
- 19. April: Ljudmila Ananka, belarussische Biathletin
- 19. April: Filip Jícha, tschechischer Handballspieler und -trainer
- 19. April: Julian Lüttmann, deutscher Fußballspieler
- 19. April: Mette Sjøberg, dänische Handballspielerin
- 20. April: Dario Knežević, kroatischer Fußballspieler
- 20. April: Florian Thorwart, deutscher Fußballspieler
- 21. April: Liu Yuanjun, chinesischer Dartspieler
- 21. April: Max Kidd, deutscher Schauspieler und Regisseur
- 21. April: Walter Olmos, argentinischer Cuarteto-Sänger († 2002)
- 22. April: Cassidy Freeman, US-amerikanische Schauspielerin und Musikerin
- 22. April: Michael Fuchs, deutscher Badmintonspieler
- 22. April: Kaká, brasilianischer Fußballspieler
- 22. April: Patrick Lindsey, US-amerikanischer Automobilrennfahrer und Unternehmer
- 22. April: Christina Rohde, deutsche Handballspielerin
- 23. April: Louise Bager Due, dänische Handballspielerin
- 24. April: Kelly Clarkson, US-amerikanische Popsängerin
- 24. April: Tobias Funke, Schweizer Koch
- 24. April: Maryja Kalesnikawa, belarussische Bürgerrechtlerin
- 26. April: Nadja Benaissa, deutsche Sängerin
- 26. April: Jonathan Figueroa, puerto-ricanischer Wrestler
- 27. April: Nicole Feurstein-Hosp, österreichische Politikerin (FPÖ)
- 29. April: Aaron Goulding, australischer Fußballspieler
- 29. April: John O’Callaghan, irischer Trance-DJ und Musikproduzent
- 29. April: Travis Smith, US-amerikanischer Schlagzeuger
- 30. April: Lloyd Banks, US-amerikanischer Rapper
- 30. April: Christian Bruder, deutscher Skispringer
- 30. April: Kirsten Dunst, US-amerikanische Schauspielerin

### Mai

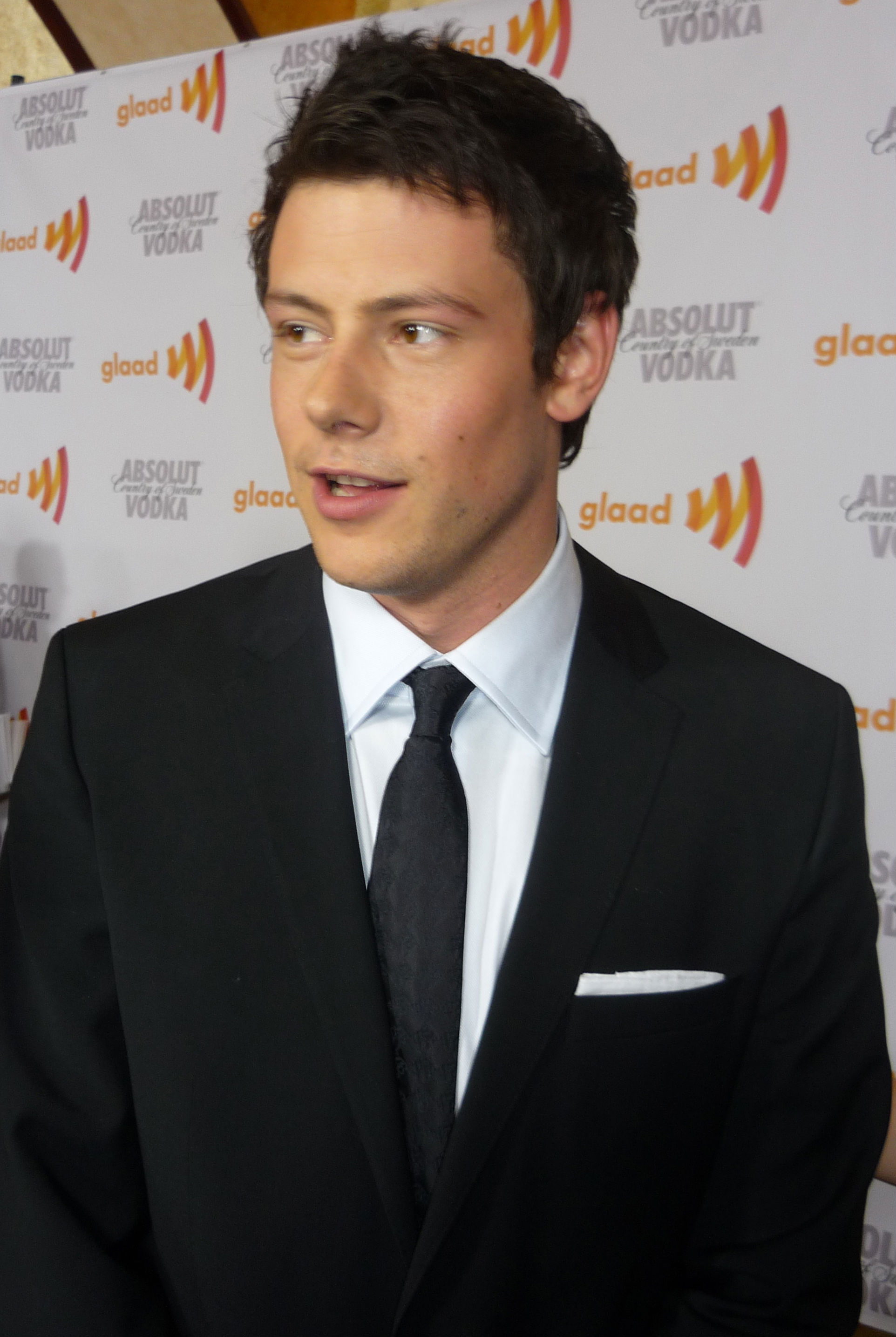
Cory Monteith

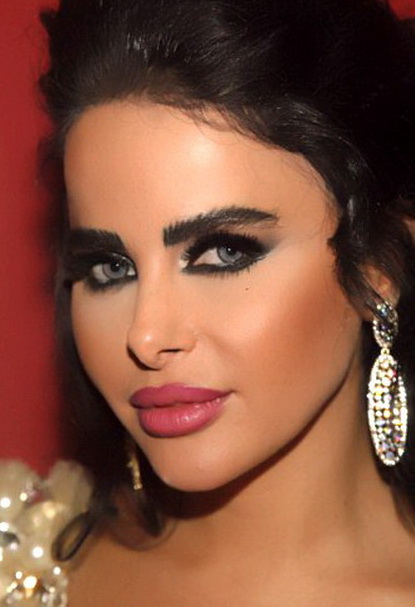
Layāl Abboud

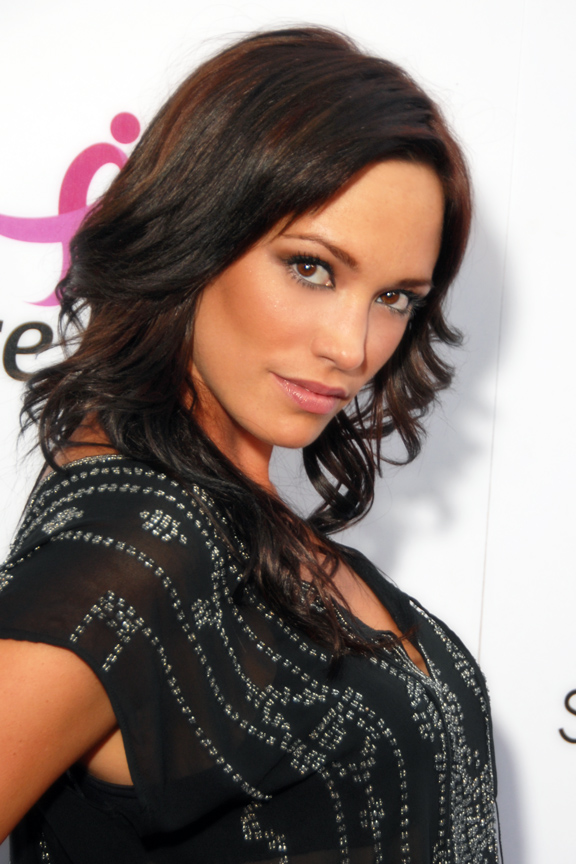
Jessica Sutta

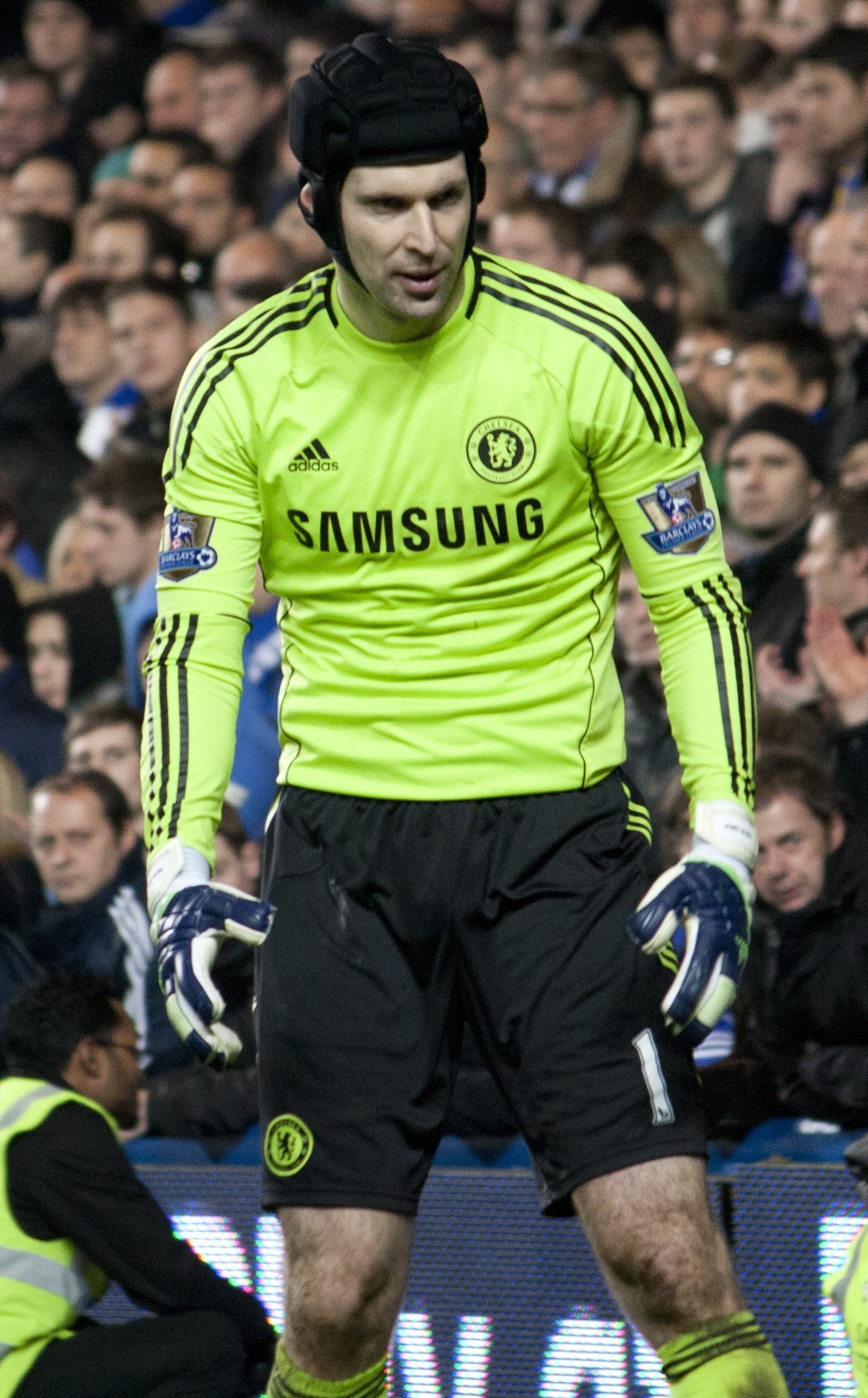
Petr Čech

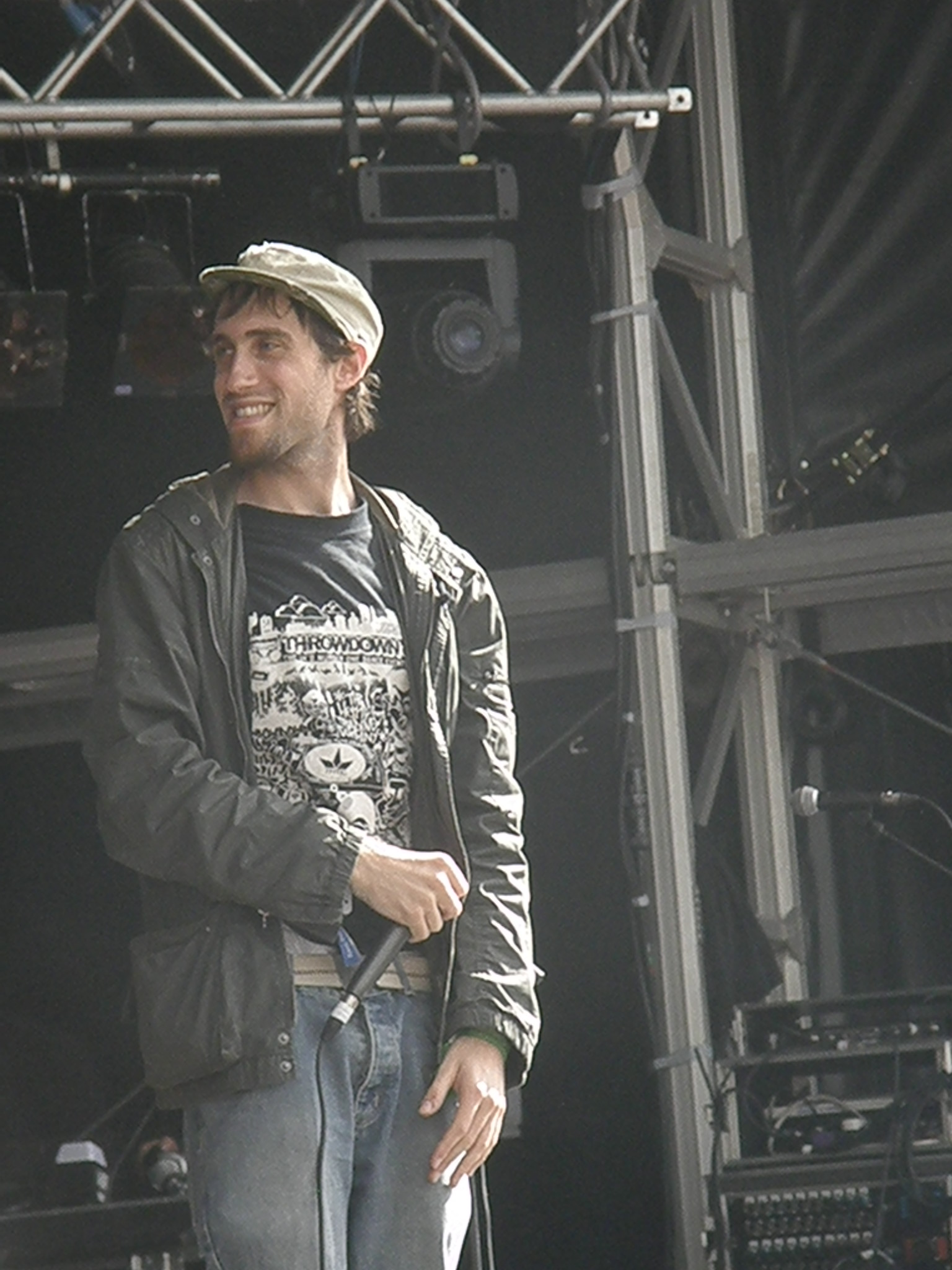
Beardyman

- 01. Mai: Ambrose Akinmusire, US-amerikanischer Jazztrompeter, Bandleader und Komponist
- 01. Mai: Tommy Robredo, spanischer Tennisspieler
- 01. Mai: Dario Srna, kroatischer Fußballspieler
- 02. Mai: Blythe Hartley, kanadische Wasserspringerin
- 02. Mai: Lázaro Bruzón, kubanischer Schachspieler
- 03. Mai: Andrew Durante, australischer Fußballspieler
- 03. Mai: Sebastian Furchner, deutscher Eishockeyspieler
- 03. Mai: Benjamin Gille, französischer Handballspieler
- 03. Mai: Rebecca Hall, britische Schauspielerin und Regisseurin
- 03. Mai: Igor Olshansky, US-amerikanischer American-Football-Spieler
- 03. Mai: Tobias Rathgeb, deutscher Fußballspieler
- 03. Mai: Konstantin Schubert, deutscher Radrennfahrer
- 04. Mai: Markus Rogan, österreichischer Schwimmer
- 05. Mai: Paweł Abbott, polnischer Fußballspieler
- 05. Mai: Velibor Đurić, bosnisch-herzegowinischer Fußballspieler
- 05. Mai: Gunnar Jeannette, US-amerikanischer Automobilrennfahrer
- 05. Mai: Enrico Rossi, italienischer Radrennfahrer
- 05. Mai: Sándor Torghelle, ungarischer Fußballspieler
- 06. Mai: Anne Düe, deutsche Schauspielerin und Synchronsprecherin
- 06. Mai: Jason Witten, US-amerikanischer American-Football-Spieler
- 08. Mai: Kevin Stefanski, US-amerikanischer American-Football-Trainer
- 08. Mai: David van Zanten, irischer Fußballspieler
- 09. Mai: Martin Andersson, schwedischer Fußballspieler
- 09. Mai: Daniela Schulz, deutsche Schauspielerin
- 10. Mai: Marc Hennerici, deutscher Automobilrennfahrer
- 10. Mai: Eva-Maria Fitze, deutsche Eiskunstläuferin
- 10. Mai: Sabrina Richter, deutsche Handballspielerin
- 11. Mai: Cory Monteith, kanadischer Schauspieler († 2013)
- 12. Mai: Marvin Anderson, jamaikanischer Sprinter
- 12. Mai: Sebastian Hoeneß, deutscher Fußballspieler und -trainer
- 12. Mai: Tom Reichelt, deutscher Skilangläufer
- 13. Mai: Stefan Pries, deutscher Handballspieler
- 14. Mai: Paata Chmaladse, georgischer Billardspieler
- 14. Mai: Anders Eggert, dänischer Handballspieler und -trainer
- 14. Mai: Pia Malo, deutsche Schlagersängerin
- 14. Mai: Ania Rösler, deutsche Handballspielerin
- 14. Mai: Beardyman, britischer Multivocalist, Musiker, Webvideoproduzent und Komödiant
- 15. Mai: Layāl Abboud, libanesische Popsängerin
- 15. Mai: Veronica Campbell-Brown, jamaikanische Sprinterin und Olympiasiegerin
- 15. Mai: Matthias Struck, deutscher Handballspieler
- 15. Mai: Jessica Sutta, US-amerikanische Sängerin und Tänzerin bei den Pussycat Dolls
- 15. Mai: Alja Velkaverh, slowenische Flötistin
- 16. Mai: Billy Crawford, philippinischer Sänger, Tänzer, Produzent, Songwriter und Schauspieler
- 16. Mai: Ju Ji-hoon, südkoreanischer Schauspieler
- 16. Mai: Clément Turpin, französischer Fußballschiedsrichter
- 17. Mai: Vjosa Osmani, kosovarische Politikerin
- 17. Mai: Tony Parker, französischer Basketballspieler
- 18. Mai: Hussein Adilo, äthiopischer Marathonläufer
- 19. Mai: Hiroki Yamada, japanischer Skispringer
- 20. Mai: Gunnar Astrup, deutscher Musiker
- 20. Mai: Petr Čech, tschechischer Fußballspieler
- 22. Mai: Vera Baranyai, deutsche Schauspielerin
- 22. Mai: Atika Bouagaa, deutsche Volleyballspielerin
- 22. Mai: Kim Mu-yeol, südkoreanischer Schauspieler
- 23. Mai: Adil Shamasdin, kanadischer Tennisspieler
- 24. Mai: Issah Ahmed, ghanaischer Fußballspieler
- 24. Mai: Lusapho April, südafrikanischer Marathonläufer
- 24. Mai: Roberto Colautti, israelischer Fußballspieler
- 24. Mai: Dominic Saleh-Zaki, deutscher Schauspieler und Sänger
- 24. Mai: Xavier Gil, andorranischer Fußballspieler
- 24. Mai: Kim Frank, deutscher Schauspieler und Sänger
- 24. Mai: Issah Ahmed, ghanaischer Fußballspieler
- 25. Mai: Esmé Bianco, britische Schauspielerin und Burlesque-Tänzerin
- 25. Mai: Mike Block, US-amerikanischer Cellist
- 25. Mai: Roger Guerreiro, polnischer Fußballspieler
- 25. Mai: Ezekiel Kemboi, kenianischer Leichtathlet und Olympiasieger
- 26. Mai: Nelson Ferreira, portugiesischer Fußballspieler
- 26. Mai: Maja Petrowa, russische Handballspielerin
- 27. Mai: Mariano Pavone, argentinischer Fußballspieler
- 28. Mai: Leticia Brunati, argentinische Handballtrainerin
- 28. Mai: Marisa Brunner, Schweizer Fußballspielerin
- 29. Mai: Ailyn, spanische Sängerin
- 29. Mai: Hisham Mohd Ashour, ägyptischer Squashspieler
- 29. Mai: Elyas M’Barek, österreichischer Schauspieler
- 30. Mai: Stamatis Katsimis, griechischer Automobilrennfahrer
- 31. Mai: Ananda Everingham, laotisch-australischer Filmschauspieler und Model
- 31. Mai: Maja Sokač, kroatische Handballspielerin

### Juni
- 01. Juni: Justine Henin, belgische Tennisspielerin

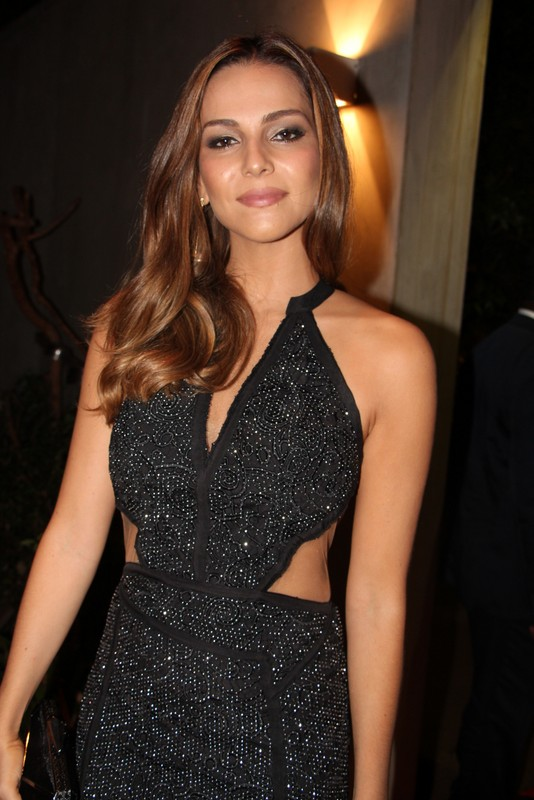
Tainá Müller

- 01. Juni: Tainá Müller, brasilianische Filmschauspielerin
- 02. Juni: Whitney Able, US-amerikanische Schauspielerin
- 02. Juni: Nicolai Hansen, dänischer Handballspieler
- 02. Juni: Jewel Staite, kanadische Schauspielerin
- 03. Juni: Jelena Issinbajewa, russische Leichtathletin, Olympiasiegerin im Stabhochsprung
- 03. Juni: Jonas Larholm, schwedischer Handballspieler
- 03. Juni: Horacio Peralta, uruguayischer Fußballspieler
- 04. Juni: Jin Au-Yeung, US-amerikanischer Rapper und Schauspieler
- 04. Juni: Dana Bönisch, deutsche Schriftstellerin
- 04. Juni: Gaetano D’Agostino, italienischer Fußballspieler
- 05. Juni: Zvjezdan Misimović, bosnisch-herzegowinischer Fußballspieler
- 06. Juni: Marian Oprea, rumänischer Leichtathlet
- 07. Juni: Germán Lux, argentinischer Fußballspieler
- 08. Juni: Alessandro Della Valle, san-marinesischer Fußballspieler
- 08. Juni: Irina Lazareanu, kanadische Musikerin und Fotomodell
- 08. Juni: Nadja Petrowa, russische Tennisspielerin
- 09. Juni: Nobukazu Kuriki, japanischer Bergsteiger († 2018)
- 09. Juni: Haidar Abdul-Razzaq, irakischer Fußballspieler († 2022)

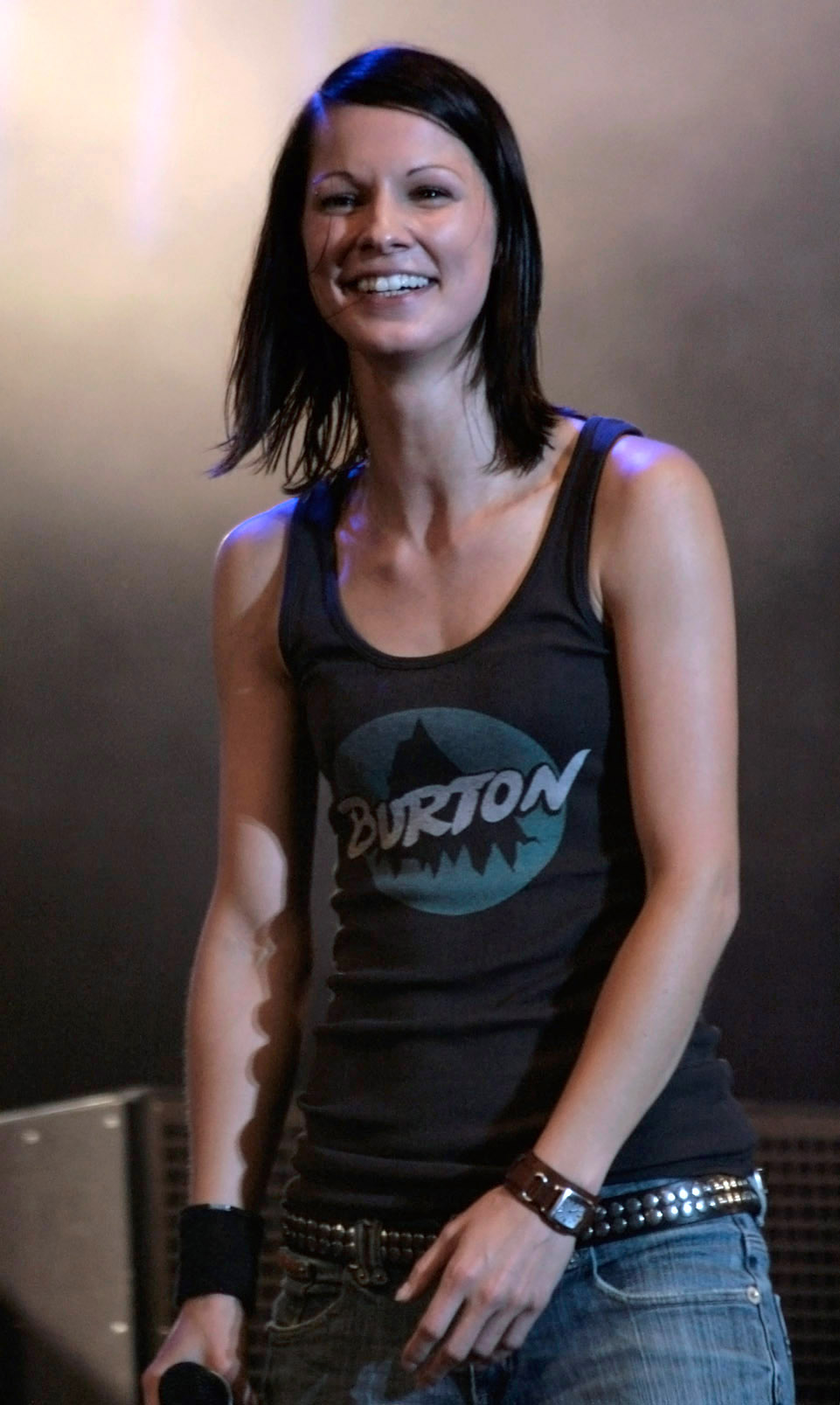
Christina Stürmer

- 09. Juni: Christina Stürmer, österreichische Pop-Sängerin
- 09. Juni: Roy Peter Link, deutscher Schauspieler

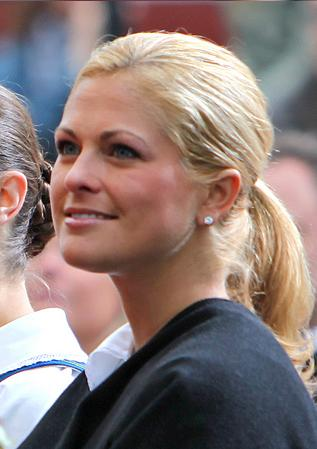
Madeleine von Schweden

- 10. Juni: Madeleine von Schweden, Herzogin von Hälsingland und Gästrikland
- 10. Juni: Tara Lipinski, US-amerikanische Eiskunstläuferin
- 11. Juni: Marco Arment US-amerikanischer iOS-Entwickler und Webdesigner
- 11. Juni: Marguerita Schumacher, deutsche Schauspielerin
- 11. Juni: Renate Urne, norwegische Handballspielerin
- 12. Juni: Loïc Duval, französischer Automobilrennfahrer
- 12. Juni: Andreas Wolf, deutscher Fußballspieler
- 13. Juni: Kenenisa Bekele, äthiopischer Langstreckenläufer
- 13. Juni: Krzysztof Bosak, polnischer Politiker
- 14. Juni: Antoni Lluís Adrover, spanischer Fußballspieler
- 14. Juni: Salim Arrache, algerischer Fußballspieler
- 14. Juni: Jamie Green, britischer Automobilrennfahrer

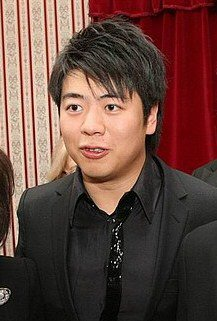
Lang Lang

- 14. Juni: Lang Lang, chinesischer Klaviervirtuose
- 14. Juni: Volkan Melendiz, deutscher Popmusiker
- 14. Juni: Trine Rønning, norwegische Fußballspielerin
- 14. Juni: Iridia Salazar, mexikanische Taekwondoin
- 15. Juni: Lander Aperribay, spanischer Radrennfahrer
- 16. Juni: Lykke May Andersen, dänisches Model und Mannequin
- 16. Juni: Annika Blendl, deutsche Schauspielerin
- 16. Juni: Christoph Letkowski, deutscher Schauspieler und Musiker
- 16. Juni: Missy Peregrym, kanadische Schauspielerin
- 16. Juni: Rəşad Sadıqov, aserbaidschanischer Fußballspieler
- 17. Juni: Dirk Laucke, deutscher Dramatiker
- 17. Juni: Aaron Le, deutsch-vietnamesischer Schauspieler, Synchronsprecher und Polizist
- 18. Juni: Nadir Belhadj, algerisch-französischer Fußballspieler
- 18. Juni: Marco Borriello, italienischer Fußballspieler
- 19. Juni: Matthias Holst, deutscher Fußballspieler
- 19. Juni: Chris Vermeulen, australischer Motorradrennfahrer
- 20. Juni: Example, britischer Rapper und Musiker
- 21. Juni: Roman Stanislawowitsch Adamow, russischer Fußballspieler
- 21. Juni: Alex Anasuya, deutsche Schauspielerin
- 21. Juni: William, Prince of Wales, britischer Thronfolger aus dem Haus Windsor

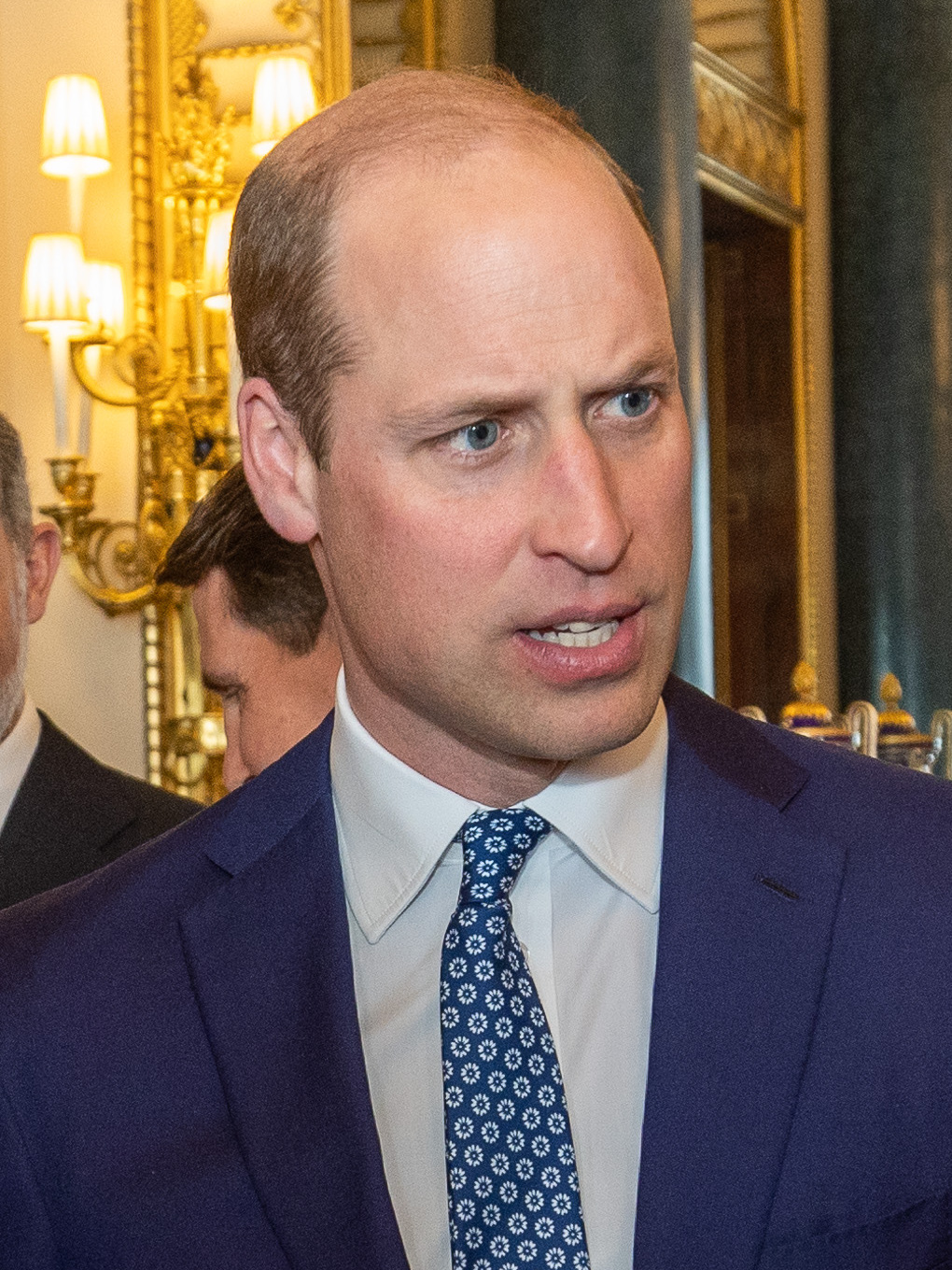
Prinz William

- 22. Juni: Mati Diop, französische Regisseurin, Drehbuchautorin, Kamerafrau und Schauspielerin
- 22. Juni: Isabel Edvardsson, schwedische Tänzerin und mehrfache deutsche Meisterin in Standardtänzen
- 23. Juni: Bart Aernouts, belgischer Cyclocrossfahrer
- 23. Juni: Johannes Stolle, deutscher Musiker
- 24. Juni: Sylvain Guintoli, französischer Motorradrennfahrer
- 24. Juni: Joanna Kulig, polnische Schauspielerin
- 24. Juni: Lotte Verbeek, niederländische Schauspielerin, Sängerin, Tänzerin und Model
- 25. Juni: Rain, südkoreanischer Sänger und Schauspieler
- 25. Juni: Lizandro Ajcú, guatemaltekischer Radrennfahrer
- 26. Juni: Ursula Holl, deutsche Fußballspielerin
- 26. Juni: Sarah Mühlhause, deutsche Schauspielerin
- 26. Juni: Ryō Orime, japanischer Automobilrennfahrer
- 26. Juni: Jeffrey Schiffner, US-amerikanischer Basketballspieler
- 26. Juni: Štefan Svitko, slowakischer Motorradrennfahrer
- 28. Juni: Janina Isabell Batoly, deutsche Schauspielerin
- 29. Juni: Admir Vladavić, bosnisch-herzegowinischer Fußballspieler
- 29. Juni: Monika Wegener, deutsche Schauspielerin
- 30. Juni: Lizzy Caplan, US-amerikanische Schauspielerin
- 30. Juni: Janine Pietsch, deutsche Schwimmerin
- 30. Juni: Otis Harris, US-amerikanischer Leichtathlet und Olympiateilnehmer
- 30. Juni: Anna-Marie Keighley, neuseeländische Fußballschiedsrichterin

### Juli
- 01. Juli: Bassim Abbas, irakischer Fußballspieler
- 01. Juli: Anelija Georgiewa Atanasowa, bulgarische Sängerin
- 01. Juli: Joachim Johansson, schwedischer Tennisspieler
- 01. Juli: Odirlei Pessoni, brasilianischer Bobfahrer († 2021)
- 02. Juli: Verena Hagedorn, deutsche Fußballspielerin
- 02. Juli: Michael Koch, Schweizer Schauspieler und Regisseur
- 03. Juli: Lola Astanova, russische Pianistin
- 05. Juli: Philippe Gilbert, belgischer Radrennfahrer

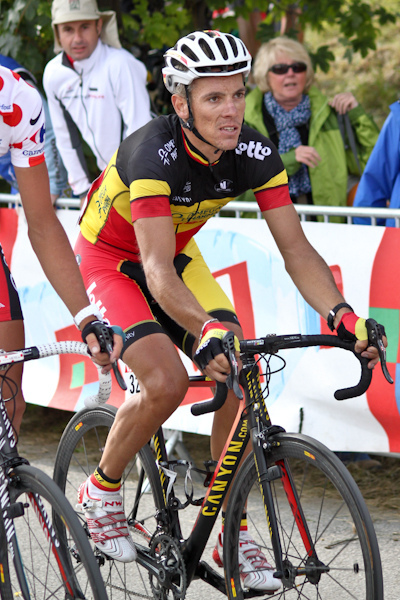
Philippe Gilbert

- 05. Juli: Alberto Gilardino, italienischer Fußballspieler
- 05. Juli: Katrin Uhlig, deutsche Politikerin (Bündnis 90/Die Grünen)
- 05. Juli: Ata Yamrali, afghanischer Fußballspieler
- 06. Juli: Christian Ehrhoff, deutscher Eishockeyspieler
- 07. Juli: Cassidy, US-amerikanischer Rapper
- 08. Juli: Joshua Alba, US-amerikanischer Schauspieler
- 08. Juli: Mouna Chebbah, tunesische Handballspielerin
- 09. Juli: Kozue Andō, japanische Fußballspielerin
- 09. Juli: Alecko Eskandarian, US-amerikanischer Fußballspieler
- 09. Juli: Sakon Yamamoto, japanischer Automobilrennfahrer
- 10. Juli: Sebastian Mila, polnischer Fußballspieler
- 11. Juli: Adrian Madaschi, australischer Fußballspieler
- 11. Juli: Alexander Madlung, deutscher Fußballspieler
- 11. Juli: Guðrun Sólja Jacobsen, färöische Sängerin
- 12. Juli: A. Sharath Kamal, indischer Tischtennisspieler
- 12. Juli: Antonio Cassano, italienischer Fußballspieler
- 12. Juli: Rasmus Gersch, deutscher Handballspieler
- 13. Juli: Ion Ansotegui Gorostola, spanischer Fußballspieler
- 14. Juli: Paulo Menezes, brasilianischer Fußballspieler
- 15. Juli: Lena Dörrie, deutsche Schauspielerin und Sprecherin
- 15. Juli: Juri Paschtschinski, russischer Billardspieler
- 15. Juli: Sinan Sofuoğlu, türkischer Motorradrennfahrer († 2008)
- 16. Juli: André Greipel, deutscher Radfahrer
- 17. Juli: René Herms, deutscher Mittelstreckenläufer († 2009)
- 18. Juli: Priyanka Chopra Jonas, indische Schauspielerin, Sängerin und Schönheitskönigin
- 18. Juli: Natalie Spinell, deutsche Schauspielerin
- 19. Juli: Julia Mitrici, deutsche Schauspielerin
- 19. Juli: Jared Padalecki, US-amerikanischer Schauspieler
- 19. Juli: Jess Vanstrattan, australischer Fußballtorwart
- 20. Juli: Lars Erik Bjørnsen, norwegischer Handballspieler
- 20. Juli: Andreas Kunz, deutscher Handballspieler
- 21. Juli: Katrin Bauerfeind, deutsche Internet-Fernsehmoderatorin

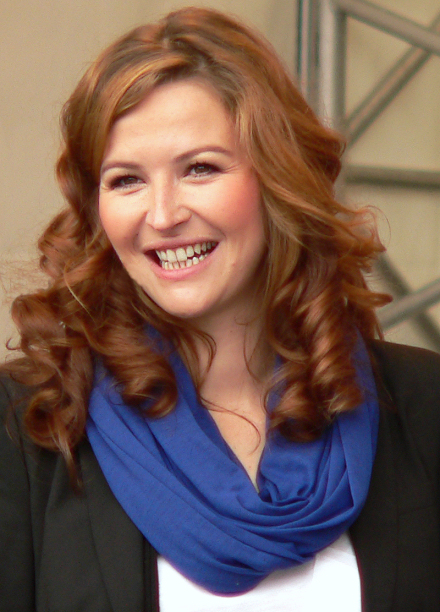
Katrin Bauerfeind

- 21. Juli: Kristian Nushi, albanischer Fußballspieler aus dem Kosovo
- 22. Juli: Anton Kalinitschenko, russischer Skispringer
- 22. Juli: Tom Van Avermaet, belgischer Filmregisseur, Filmproduzent und Drehbuchautor
- 23. Juli: Tom Mison, britischer Schauspieler
- 24. Juli: Anna Paquin, kanadisch-neuseeländische Schauspielerin

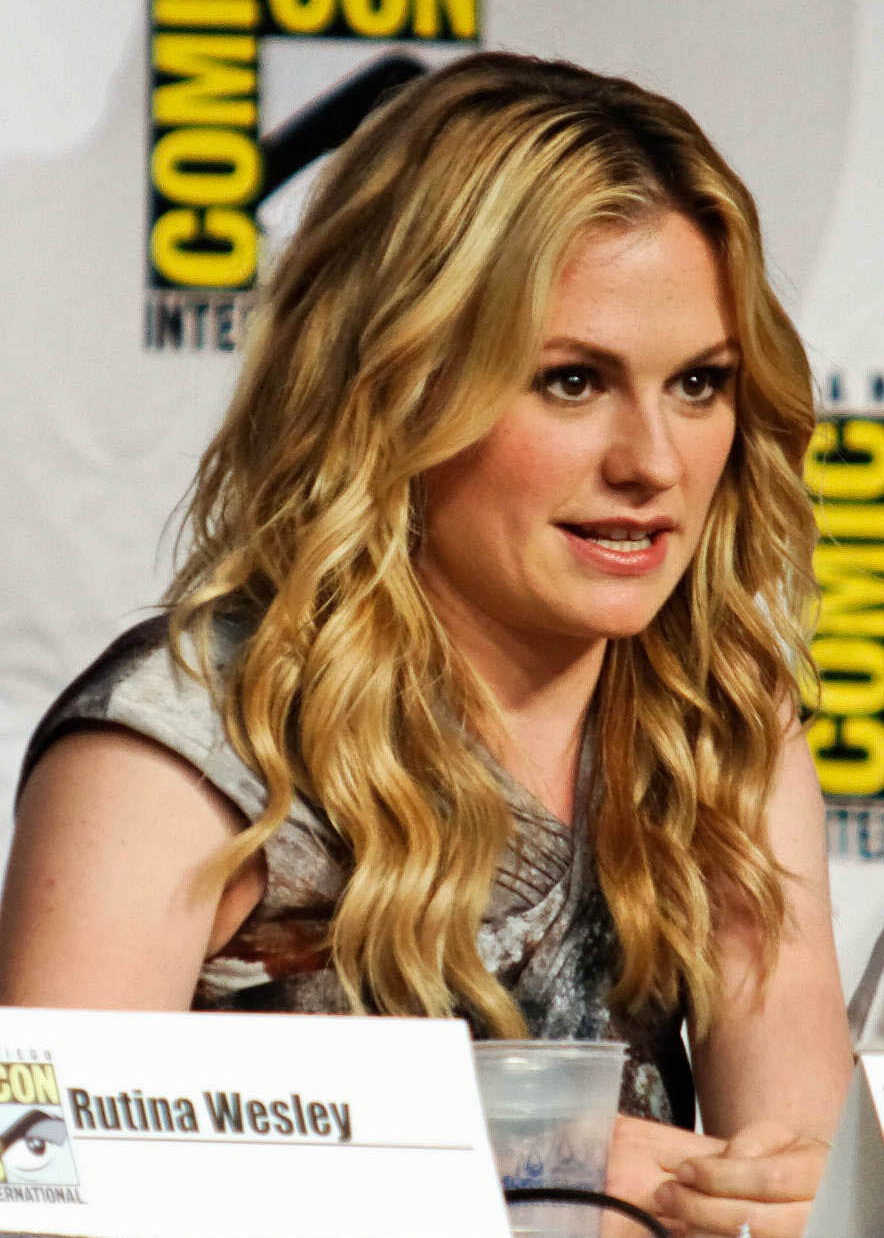
Anna Paquin

- 24. Juli: Adrian Wehner, deutscher Handballspieler
- 25. Juli: Brad Renfro, US-amerikanischer Schauspieler († 2008)
- 26. Juli: Bryce Miller, US-amerikanischer Automobilrennfahrer
- 26. Juli: Eva Moser, österreichische Schachspielerin († 2019)
- 27. Juli: Tatjana Andrejewna Antoschina, russische Radrennfahrerin
- 28. Juli: Jean-François Kornetzky, französischer Fußballspieler
- 28. Juli: Ágústa Eva Erlendsdóttir, bekannt als Silvia Night, isländische Sängerin und Moderatorin
- 28. Juli: Carl Waaler Kaas, norwegischer Orientierungsläufer
- 29. Juli: Pero Antić, mazedonischer Basketballspieler
- 29. Juli: Allison Mack, US-amerikanische Schauspielerin
- 29. Juli: Andy Reid, irischer Fußballspieler
- 30. Juli: Adrian Pfahl, deutscher Handballspieler
- 30. Juli: Yvonne Strahovski, australische Schauspielerin
- 31. Juli: Michael Jung, deutscher Reiter und Olympiasieger
- 31. Juli: Edmond Kapllani, albanischer Fußballspieler

### August

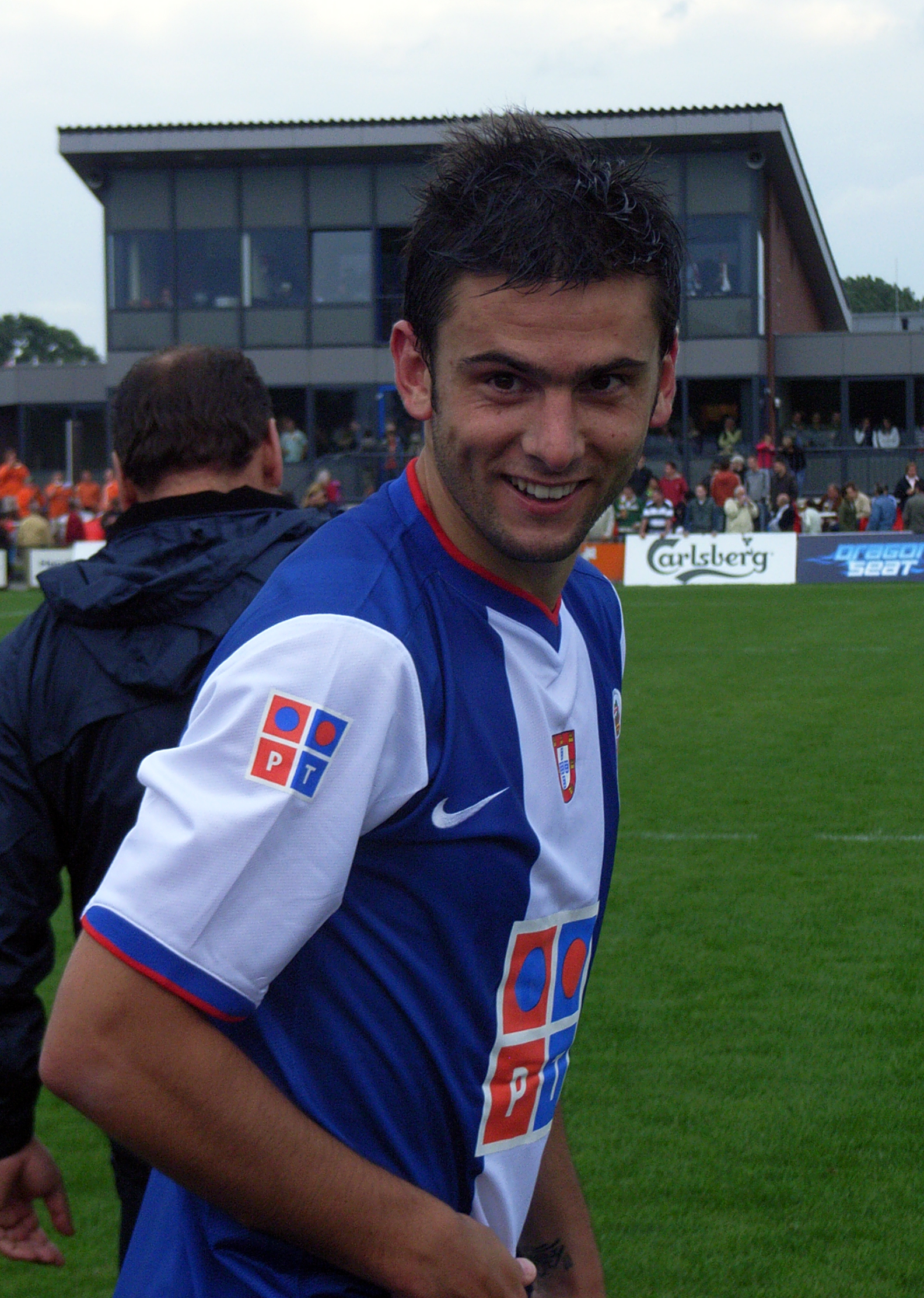
Hélder Postiga

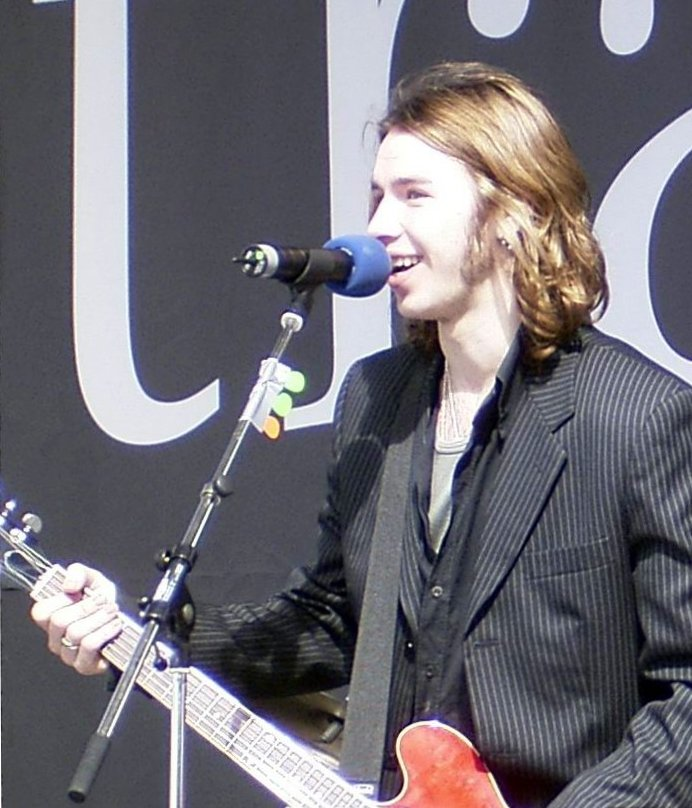
Gil Ofarim

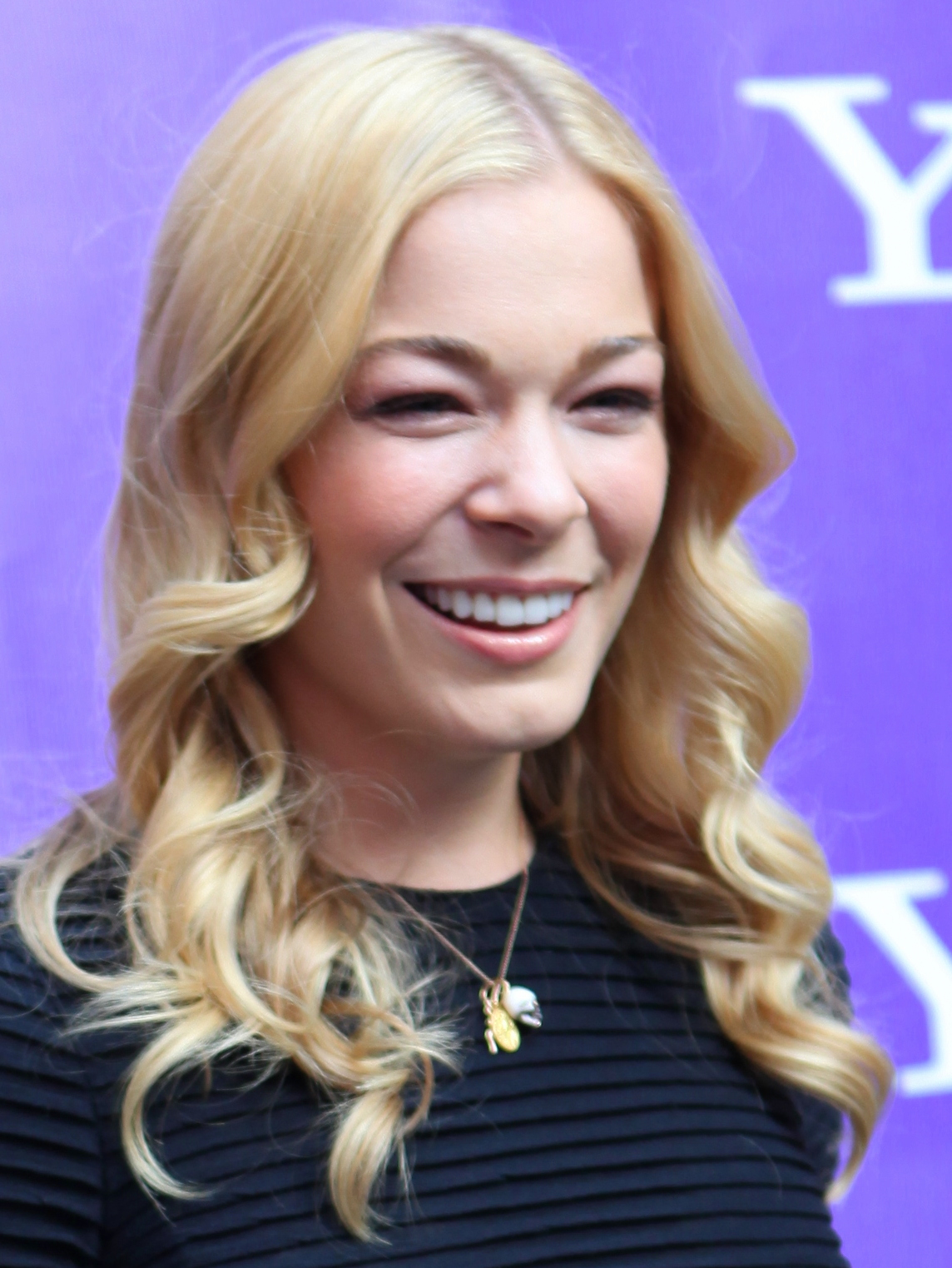
LeAnn Rimes

- 01. August: Anthony Aquino, italienisch-kanadischer Eishockeyspieler
- 02. August: Terumi Asoshina, japanische Langstreckenläuferin
- 02. August: Hélder Postiga, portugiesischer Fußballspieler
- 02. August: Ricardo Teixeira, portugiesisch-angolanischer Automobilrennfahrer
- 03. August: Wolodymyr Boschtschuk, ukrainischer Skispringer
- 03. August: Kristine Riis, norwegische Schauspielerin und Komikerin
- 03. August: Robert Stadlober, österreichischer Schauspieler
- 04. August: Luca Antonini, italienischer Fußballspieler
- 04. August: Jendrik Meyer, deutscher Handballtorwart
- 04. August: Rubinho, brasilianischer Fußballspieler
- 05. August: Gino Coutinho, niederländischer Fußballtorhüter
- 05. August: Tobias Regner, deutscher Sänger und dritter Sieger von Deutschland sucht den Superstar
- 05. August: Ryu Seung-min, südkoreanischer Tischtennisspieler
- 06. August: Julia Meynen, deutsche Synchronsprecherin
- 07. August: Abbie Cornish, australische Schauspielerin
- 07. August: Jana Klotschkowa, ukrainische Schwimmerin
- 07. August: Marco Melandri, italienischer Motorradrennfahrer
- 08. August: Enrico Franzoi, italienischer Radrennfahrer
- 08. August: Yūta Watase, japanischer Skispringer
- 09. August: Natsuko Abe, japanische Biathletin
- 09. August: Raja Amasheh, deutsche Boxerin
- 09. August: Joel Anthony, kanadischer Basketballspieler
- 09. August: Tyson Gay, US-amerikanischer Leichtathlet
- 09. August: Jekaterina Stanislawowna Samuzewitsch, russische politische Aktivistin und Performancekünstlerin
- 10. August: Devon Aoki, US-amerikanische Schauspielerin und Model
- 11. August: Jasmin Schwiers, belgische Schauspielerin
- 12. August: Najmeh Abtin, iranische Bogenschützin
- 12. August: Tadesse Abraham, eritreischer Langstreckenläufer
- 12. August: Daniel McMillan, britischer Handballspieler
- 12. August: Daniela Schreiter, deutsche Comic-Zeichnerin
- 13. August: Max Alberti, deutscher Schauspieler und Musiker
- 13. August: Gil Ofarim, deutsch-jüdischer Musiker und Schauspieler
- 14. August: Pär Asp, schwedischer Fußballspieler
- 15. August: Steve Zacchia, Schweizer Automobilrennfahrer
- 16. August: Stefan Maierhofer, österreichischer Fußballspieler
- 16. August: Ummet Ozcan, niederländischer DJ und Musikproduzent
- 16. August: Julia Schruff, deutsche Tennisspielerin
- 17. August: Mark Salling, US-amerikanischer Schauspieler († 2018)
- 17. August: Hakan Arıkan, türkischer Fußballspieler
- 17. August: Sébastien Briat, französischer Atomkraftgegner, bei Atommülltransport gestorben († 2004)
- 17. August: Karim Ziani, franko-algerischer Fußballspieler
- 18. August: Florian Kringe, deutscher Fußballspieler
- 18. August: Monroe, deutscher Musikproduzent, Autor und Verleger
- 18. August: Julian Sensley, US-amerikanisch-deutscher Basketballspieler
- 18. August: Matt Thompson, australischer Fußballspieler
- 19. August: Bryan Sellers, US-amerikanischer Automobilrennfahrer
- 20. August: Aytek Aşıkoğlu, türkischer Fußballspieler
- 20. August: Youssouf Hersi, niederländischer Fußballspieler
- 20. August: Joshua Kennedy, australischer Fußballspieler
- 20. August: Meghan Ory, kanadische Schauspielerin
- 20. August: Rosalba Pippa, italienische Pop-Sängerin
- 21. August: Kim Andersson, schwedischer Handballspieler
- 21. August: Marc Pujol, andorranischer Fußballspieler
- 21. August: Francisco Vallejo Pons, spanischer Schachspieler
- 22. August: Janina Flieger, deutsche Schauspielerin
- 23. August: Natalie Coughlin, US-amerikanische Schwimmerin
- 24. August: Anders Bardal, norwegischer Skispringer
- 24. August: Enrico Becker, deutscher Motorradrennfahrer († 2014)
- 25. August: Emanuel Centurión, argentinischer Fußballspieler
- 25. August: Enno Hesse, deutscher Schauspieler
- 25. August: Jung Jae-sung, südkoreanischer Badmintonspieler († 2018)
- 25. August: Primož Pikl, slowenischer Skispringer
- 26. August: Nikolai Sergejewitsch Apalikow, russischer Volleyballspieler
- 28. August: Manú, portugiesischer Fußballspieler
- 28. August: Thiago Motta, brasilianisch-italienischer Fußballspieler und -trainer
- 28. August: LeAnn Rimes, US-amerikanische Sängerin
- 29. August: A+, US-amerikanischer Rapper
- 29. August: Isabella Jantz, deutsche Schauspielerin und Schriftstellerin
- 29. August: Felix von Jascheroff, deutscher Filmschauspieler und Sänger
- 29. August: Talita Antunes da Rocha, brasilianische Beachvolleyballspielerin
- 30. August: Will Davison, australischer Automobilrennfahrer
- 30. August: Andy Roddick, US-amerikanischer Tennisspieler
- 31. August: Oscar Ahumada, argentinischer Fußballspieler
- 31. August: Ian Crocker, US-amerikanischer Schwimmer
- 31. August: Patrick Nuo, Schweizer Sänger
- 31. August: Michele Rugolo, italienischer Automobilrennfahrer

### September

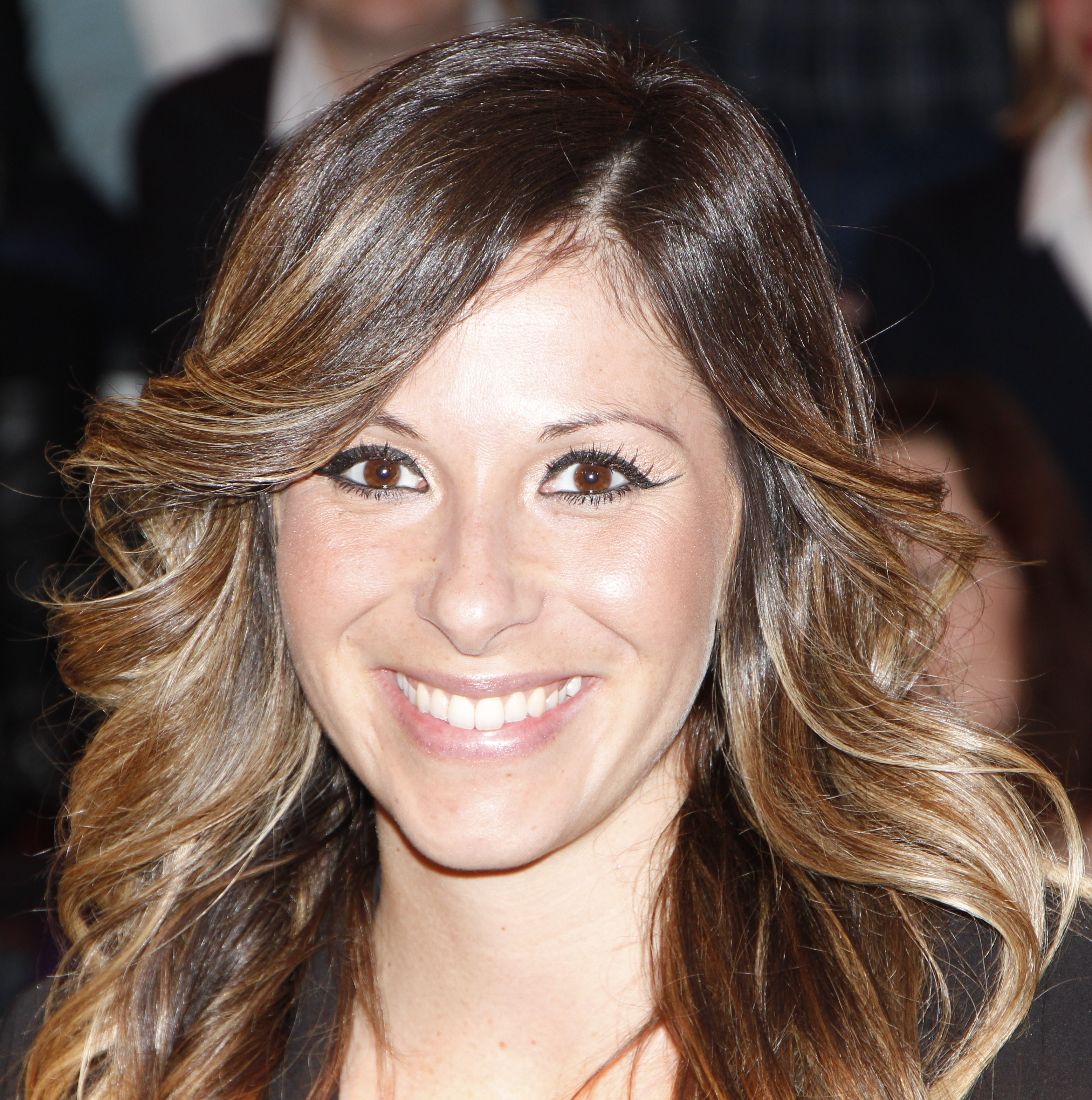
Gülcan Kamps

- 01. September: Ali bin Chalid Al Thani, katarischer Springreiter
- 01. September: Peter van Merksteijn jr., niederländischer Rallyefahrer
- 02. September: Johannes Bitter, deutscher Handballtorwart
- 02. September: Dennis Klockmann, deutscher Handballtorwart
- 03. September: Sarah Burke, kanadische Freestyle-Skierin († 2012)
- 03. September: Timo Achenbach, deutscher Fußballspieler
- 03. September: Anja Althaus, deutsche Handballspielerin
- 04. September: Marcin Bachleda, polnischer Skispringer
- 04. September: Hildur Guðnadóttir, isländische Cellistin und Komponistin
- 04. September: Tobias Matthias Peterka, deutscher Jurist und Politiker
- 04. September: Fabián Yantorno, uruguayischer Fußballspieler
- 05. September: Sondre Lerche, norwegischer Sänger, Gitarrist und Songwriter
- 06. September: Martin Amedick, deutscher Fußballspieler
- 06. September: Hans Petrat, deutscher Skispringer
- 07. September: Sascha Detlof, deutscher Handballspieler
- 08. September: Jennifer Bongardt, deutsche Kanutin
- 08. September: Golo Euler, deutscher Schauspieler
- 08. September: Koen de Kort, niederländischer Radrennfahrer
- 09. September: Saskia Bartusiak, deutsche Fußballspielerin
- 09. September: Wélissa Gonzaga, brasilianische Volleyballspielerin
- 09. September: Ai Ōtsuka, japanische Sängerin und Liedermacherin
- 10. September: Naldo, brasilianischer Fußballspieler
- 11. September: Satoru Abe, japanischer Biathlet
- 11. September: Elvan Abeylegesse, türkische Mittel- und Langstreckenläuferin
- 11. September: Ryan Slattery, US-amerikanischer Schauspieler und Filmproduzent
- 11. September: Swjatlana Zichanouskaja, belarussische Bürgerrechtlerin
- 12. September: Matthias Müller, Schweizer Orientierungsläufer
- 13. September: Marina Aitowa, kasachische Hochspringerin
- 13. September: Soraya Arnelas, spanische Popsängerin
- 13. September: Nenê, brasilianischer Basketballspieler
- 14. September: Sunrise Adams, US-amerikanische Pornodarstellerin
- 14. September: Mario Hoppe, deutscher Handballspieler
- 14. September: SoShy, französisch-amerikanische Pop- und R’n’B-Singer-Songwriterin
- 15. September: Hannes Ambelang, deutscher Volleyball- und Beachvolleyballspieler
- 15. September: Martin Geuer, deutscher Schauspieler
- 16. September: Lena Arnoldt, deutsche Politikerin
- 16. September: Ruti Asarsai, israelische Schauspielerin
- 16. September: Barbara Engleder, deutsche Sportschützin
- 16. September: Linus Gerdemann, deutscher Radrennfahrer
- 17. September: Nikolas Katsigiannis, deutscher Handballtorwart
- 18. September: Lukas Reimann, Schweizer Politiker
- 19. September: Amir Shapourzadeh, iranischer Fußballspieler
- 20. September: Max Engelke, deutscher Schauspieler
- 20. September: Gülcan Kamps, deutsch-türkische Fernsehmoderatorin
- 21. September: Felisberto Sebastião da Graca Amaral, angolanischer Fußballspieler
- 21. September: Parvati Shallow, US-amerikanische Boxerin
- 21. September: Jon McKain, australischer Fußballspieler
- 22. September: Kōsuke Kitajima, japanischer Schwimmer
- 23. September: Shyla Stylez, US-amerikanische Pornodarstellerin († 2017)
- 23. September: Gill Swerts, belgischer Fußballspieler
- 24. September: Cristian Daniel Ledesma, argentinischer Fußballspieler
- 25. September: Benjamin Griffey, deutscher Rapper (bekannt als Casper)
- 25. September: Sergio Leal, uruguayischer Fußballspieler
- 26. September: Miguel Portillo, argentinischer Fußballspieler
- 27. September: Arta Arnicane, lettische Pianistin
- 27. September: Lil Wayne, US-amerikanischer Rapper
- 27. September: Darrent Williams, US-amerikanischer American-Football-Spieler († 2007)
- 28. September: Ray Emery, kanadischer Eishockeyspieler († 2018)
- 28. September: Takeshi Aoki, japanischer Fußballspieler
- 28. September: Alexander Gennadjewitsch Anjukow, russischer Fußballspieler
- 28. September: César Andrés Carignano, argentinischer Fußballspieler
- 28. September: Stefan Haschke, deutscher Schauspieler und Hörspielsprecher
- 28. September: Ruben Martini, deutscher Jurist
- 29. September: Giancarlo Adami, italienischer Skispringer
- 30. September: Fero Andersen, deutscher Fernsehmoderator
- 30. September: Lacey Chabert, US-amerikanische Schauspielerin
- 000September: Aṣa, französisch-nigerianische Sängerin und Songschreiberin

### Oktober

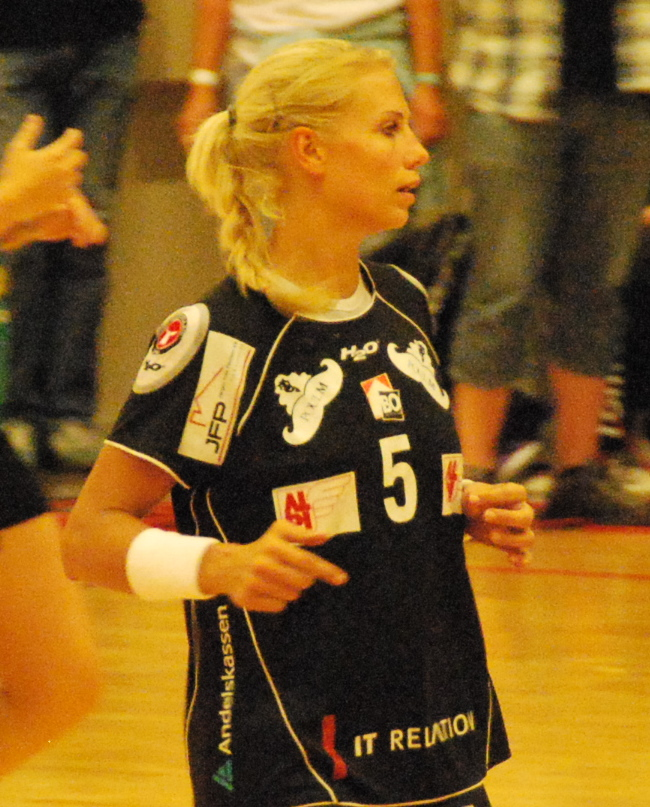
Louise Svalastog Spellerberg

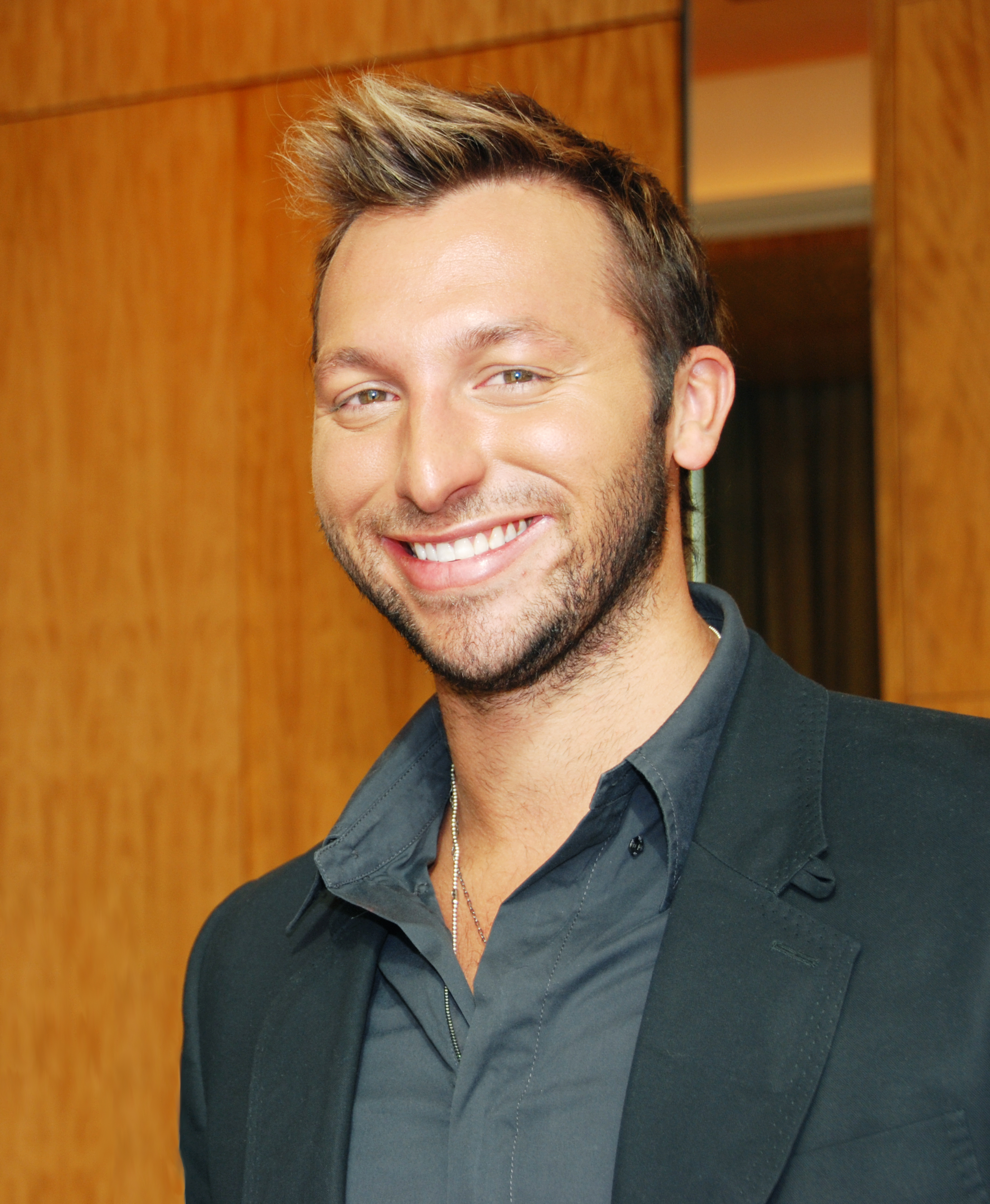
Ian Thorpe

- 01. Oktober: Wilma Arizapana, peruanische Langstreckenläuferin
- 01. Oktober: Matt Griffin, irischer Automobilrennfahrer
- 01. Oktober: Andreas Herde, deutscher Musiker
- 01. Oktober: Louise Svalastog Spellerberg, dänische Handballspielerin und -trainerin
- 01. Oktober: Marcus Stolzenberg, deutscher Fußballspieler
- 02. Oktober: Oliver Bender, deutscher Schauspieler und Sprecher
- 02. Oktober: Tyson Chandler, US-amerikanischer Basketballspieler
- 02. Oktober: Stephen Pearson, schottischer Fußballspieler
- 03. Oktober: Graeme Smith, schottischer Fußballtorwart
- 04. Oktober: Cecilia Andersson, schwedische Eishockeytorhüterin
- 04. Oktober: Barbara Lenk, deutsche Bibliothekarin und Politikerin
- 04. Oktober: Martin Prokop, tschechischer Rallyefahrer
- 05. Oktober: Yasemin Akkar, deutsch-türkische Sängerin
- 05. Oktober: Francisco Bosch, spanischer Filmschauspieler
- 05. Oktober: Henry Fa’arodo, salomonischer Fußballspieler
- 05. Oktober: Florian Kohfeldt, deutscher Fußballtrainer
- 05. Oktober: Victor Moreira, andorranischer Fußballspieler
- 05. Oktober: Simon Schwartz, deutscher Comickünstler und Illustrator
- 06. Oktober: Lewon Aronjan, armenischer Schachspieler
- 06. Oktober: Stuart Attwell, englischer Fußballschiedsrichter
- 06. Oktober: Sandrine Aubert, französische Skirennläuferin
- 06. Oktober: Marie Burchard, deutsche Schauspielerin
- 06. Oktober: Michael Frater, jamaikanischer Leichtathlet
- 06. Oktober: Hideki Mutō, japanischer Automobilrennfahrer
- 07. Oktober: Madjid Bougherra, algerischer Fußballspieler
- 07. Oktober: Kasper Jensen, dänischer Fußballspieler
- 08. Oktober: Sebastian Fischer, deutscher Schauspieler
- 09. Oktober: Alan Gow, schottischer Fußballspieler
- 09. Oktober: Modeste M’Bami, kamerunischer Fußballspieler († 2023)
- 09. Oktober: Antonio Manuel Viana Mendonça, angolanischer Fußballspieler
- 10. Oktober: Cornelia Achenbach, deutsche Schriftstellerin
- 10. Oktober: David Cal, spanischer Kanute und Weltmeister
- 10. Oktober: Logi Geirsson, isländischer Handballspieler
- 10. Oktober: Evelyn Ruzicka, österreichische Schauspielerin, Sängerin und Songwriterin
- 11. Oktober: Brett Claydon, englischer Dartspieler
- 11. Oktober: Guillermo Imhoff, argentinischer Fußballspieler
- 12. Oktober: Alexander Wiktorowitsch Arekejew, russischer Radrennfahrer
- 12. Oktober: Jana Kurucová, slowakische Opernsängerin
- 12. Oktober: Andreas Waldmeier, Schweizer Skilangläufer
- 13. Oktober: Thal Abergel, französischer Schachmeister
- 13. Oktober: Bilal Akgül, türkischer Mountainbike- und Straßenradrennfahrer
- 13. Oktober: Robbert Dessauvagie, niederländischer Popsänger (Banaroo)
- 13. Oktober: Ian Thorpe, australischer Schwimmer
- 14. Oktober: Florian Hossner, deutscher Handballspieler
- 14. Oktober: Benh Zeitlin, US-amerikanischer Filmemacher
- 15. Oktober: Saif Saaeed Shaheen, kenianischer Leichtathlet
- 16. Oktober: Ildar Rajiljewitsch Fatkullin, russischer Skispringer
- 16. Oktober: Jeremias Rose, deutscher Handballspieler
- 18. Oktober: Thierry Amiel, französischer Popsänger
- 18. Oktober: Joe Williams, US-amerikanischer Stuntman und Schauspieler
- 19. Oktober: Gillian Jacobs, US-amerikanische Schauspielerin und Regisseurin
- 19. Oktober: Pekka Lagerblom, finnischer Fußballspieler
- 20. Oktober: José Acasuso, argentinischer Tennisspieler
- 20. Oktober: Aki Akao, japanische Badmintonspielerin
- 21. Oktober: Matt Dallas, US-amerikanischer Schauspieler
- 21. Oktober: Qairat Äschirbekow, kasachischer Fußballspieler
- 21. Oktober: Jeremiah Rutherford, nauruischer Gewichtheber
- 22. Oktober: Philipp Eichholtz, deutscher Filmregisseur, Drehbuchautor und Editor
- 24. Oktober: Ricardo André, portugiesischer Fußballspieler
- 24. Oktober: Fairuz Fauzy, malaysischer Automobilrennfahrer
- 25. Oktober: Victoria Francés, spanische Malerin, Illustratorin und Schriftstellerin

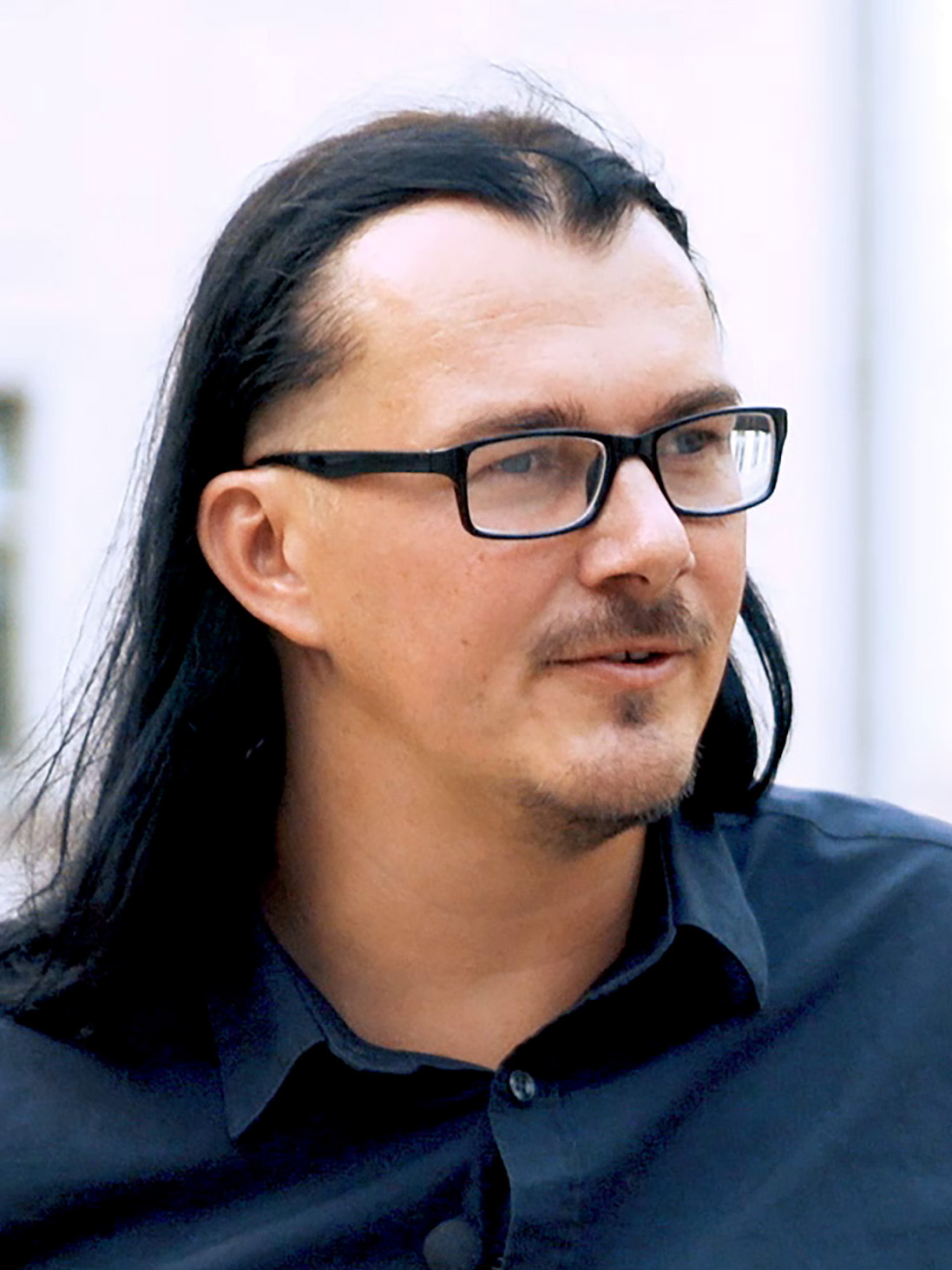
Martin Höfer

- 25. Oktober: Martin Höfer, deutscher Konzept- und Medienkünstler
- 25. Oktober: Ryō Nagamatsu, japanischer Komponist von Videospielmusik
- 26. Oktober: Nicola Adams, englische Boxerin
- 26. Oktober: Adam Carroll, britischer Automobilrennfahrer
- 26. Oktober: Shamsud-Din Bahar Jabbar, US-amerikanischer Terrorist († 2025)
- 27. Oktober: Johann Lang, deutscher Briefbomben-Attentäter († 2004)
- 27. Oktober: Joana Zimmer, deutsche Sängerin
- 28. Oktober: Jeremy Bonderman, US-amerikanischer Baseballspieler
- 28. Oktober: Kuraki Mai, japanische J-Pop-Sängerin
- 29. Oktober: Ásmundur Einar Daðason, isländischer Politiker
- 30. Oktober: Sascha Pederiva, Schweizer Schauspieler
- 30. Oktober: Clémence Poésy, französische Schauspielerin und Model

### November

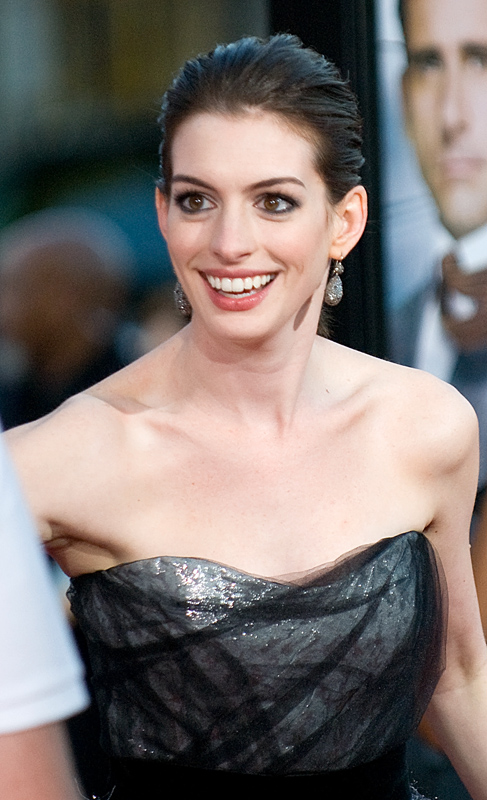
Anne Hathaway

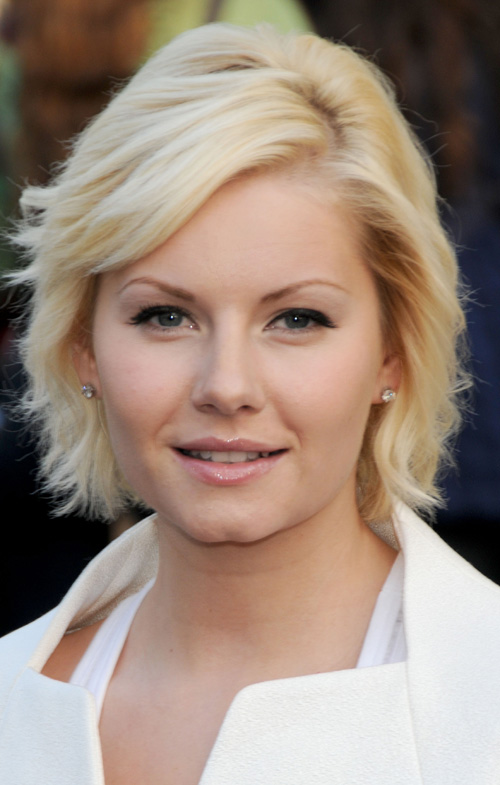
Elisha Cuthbert

- 02. November: William Beier, deutscher Eiskunstläufer
- 02. November: Fukada Kyōko, japanische Schauspielerin, Sängerin und Model
- 03. November: Henrik Freischlader, deutscher Bluesgitarrist und -sänger
- 03. November: Jewgeni Wiktorowitsch Pljuschtschenko, russischer Eiskunstläufer
- 04. November: Bastiaan Giling, niederländischer Radrennfahrer
- 04. November: Kamila Skolimowska, polnische Leichtathletin († 2009)
- 04. November: Travis Van Winkle, US-amerikanischer Schauspieler
- 05. November: Yusuf-Muri Adewunmi, deutscher Fußballspieler
- 05. November: Thomas Auer, österreichischer Eishockeyspieler
- 05. November: Nina Prinz, deutsche Motorradrennfahrerin
- 08. November: Ted DiBiase junior, US-amerikanischer Wrestler
- 08. November: Lynndie England, Obergefreite der US-Armee
- 08. November: Mika Kallio, finnischer Motorradrennfahrer
- 09. November: Petra Wimbersky, deutsche Fußballspielerin
- 09. November: Massiv, deutsch-palästinensischer Rapper
- 09. November: Marcus Storey, US-amerikanischer Fußballspieler
- 10. November: Heather Matarazzo, US-amerikanische Schauspielerin
- 10. November: Arne Stephan, deutscher Schauspieler und Synchronsprecher
- 11. November: Simon Altvater, deutscher Kunstradfahrer
- 11. November: Viktoria Gabrysch, deutsche Schauspielerin
- 11. November: Hendrik Heutmann, deutscher Schauspieler
- 12. November: Sibylla Deen, australische Schauspielerin
- 12. November: Anne Hathaway, US-amerikanische Schauspielerin
- 12. November: Mark Runge, deutscher Politiker († 2021)
- 12. November: Maxim Tschudow, russischer Biathlet, mehrfacher Weltmeister
- 12. November: Wu Hui-ju, taiwanische Bogenschützin
- 13. November: Merle Hoch, deutsche Musicaldarstellerin
- 13. November: Daniela Klemenschits, österreichische Tennisspielerin († 2008)
- 13. November: DJ Stickle, österreichischer DJ und Produzent
- 14. November: Ekaterina Atalık, türkisch-russische Schachspielerin
- 14. November: Gradimir Crnogorac, bosnisch-herzegowinischer Fußballspieler
- 14. November: Martin Eisl, österreichischer Fußballtormann
- 14. November: Kim Jaggy, Schweizer Fußballspieler
- 14. November: Laura Ramsey, US-amerikanische Schauspielerin
- 14. November: Moreno Soeprapto, indonesischer Automobilrennfahrer

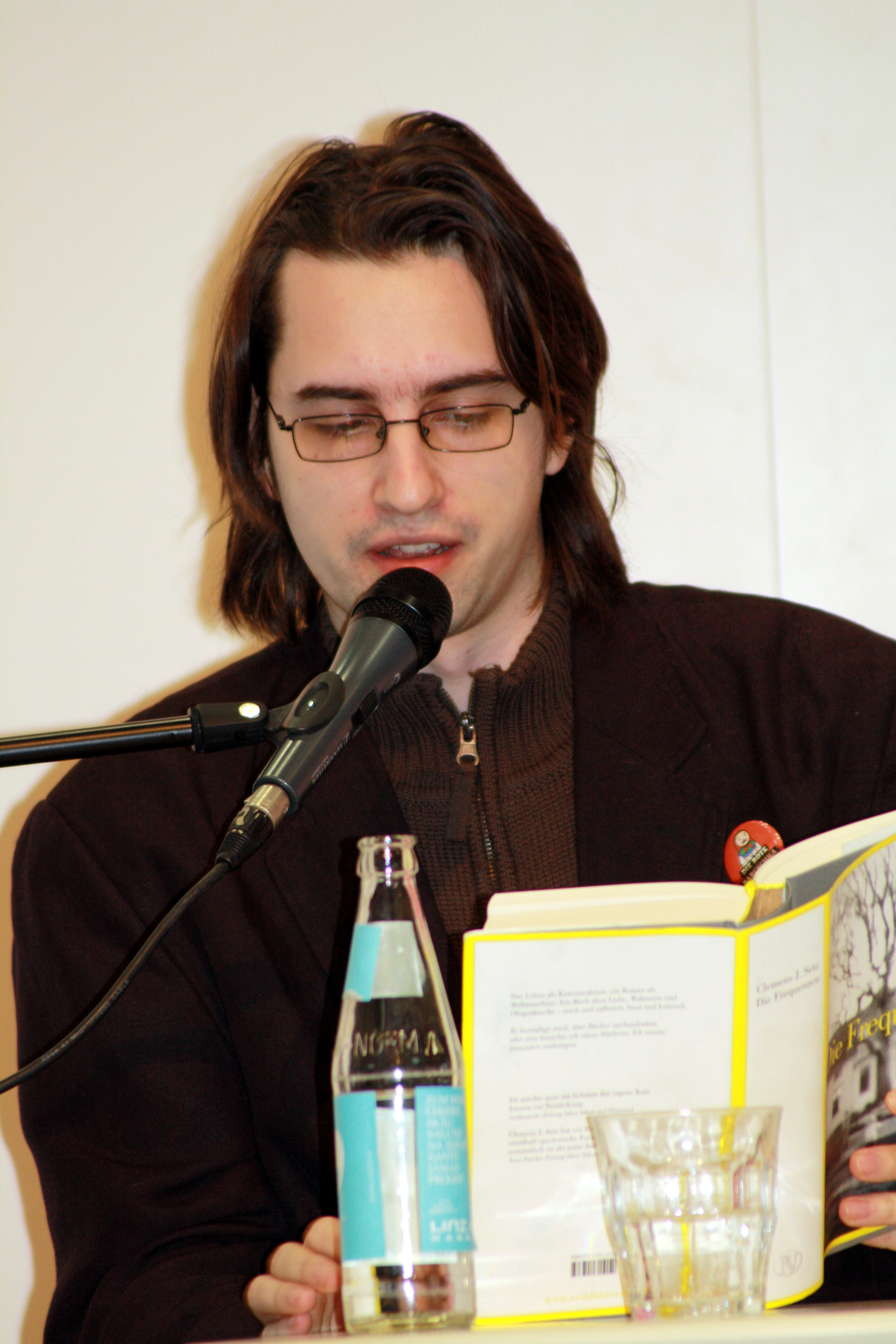
Clemens J. Setz

- 15. November: Clemens J. Setz, österreichischer Schriftsteller und Übersetzer
- 16. November: Amar'e Stoudemire, US-amerikanischer Basketballspieler
- 17. November: Mimoun Azaouagh, deutsch-marokkanischer Fußballspieler
- 18. November: Gracia Baur, deutsche Popsängerin
- 18. November: Freyr Alexandersson, isländischer Fußballspieler und -trainer
- 19. November: Francesco Reda, italienischer Radrennfahrer
- 19. November: Janina Youssefian, iranisch-deutsche Reality-TV-Teilnehmerin und Model
- 22. November: Yakubu Aiyegbeni, nigerianischer Fußballspieler
- 22. November: Steve Angello, griechisch-schwedischer House-DJ und Musikproduzent
- 22. November: Pär Arlbrandt, schwedischer Eishockeyspieler
- 23. November: Colby Armstrong, kanadischer Eishockeyspieler
- 23. November: Víctor Hugo López, spanischer Handballspieler
- 23. November: Asafa Powell, jamaikanischer Leichtathlet
- 23. November: Anna Maria Sturm, deutsche Schauspielerin
- 24. November: Joey Ansah, britischer Schauspieler und Stuntman
- 24. November: Marian Lux, deutscher Komponist und Pianist
- 25. November: Michael Spatz, deutscher Handballspieler
- 26. November: Said Daftari, afghanischer Fußballspieler
- 26. November: Michael Reisecker, österreichischer Dokumentarfilmer
- 26. November: Juliane Schenk, deutsche Badmintonspielerin
- 27. November: Alexander Kerschakow, russischer Fußballspieler
- 27. November: Tommy Robinson, britischer politischer Aktivist
- 29. November: Robbie Knops, belgischer Dartspieler
- 29. November: John Mensah, ghanaischer Fußballspieler
- 29. November: Rusty Mitchell, US-amerikanischer Automobilrennfahrer
- 30. November: Marie-Soleil Beaudoin, kanadische Fußballschiedsrichterin
- 30. November: Elisha Cuthbert, kanadische Schauspielerin
- 30. November: Domenico Pozzovivo, italienischer Radrennfahrer

### Dezember

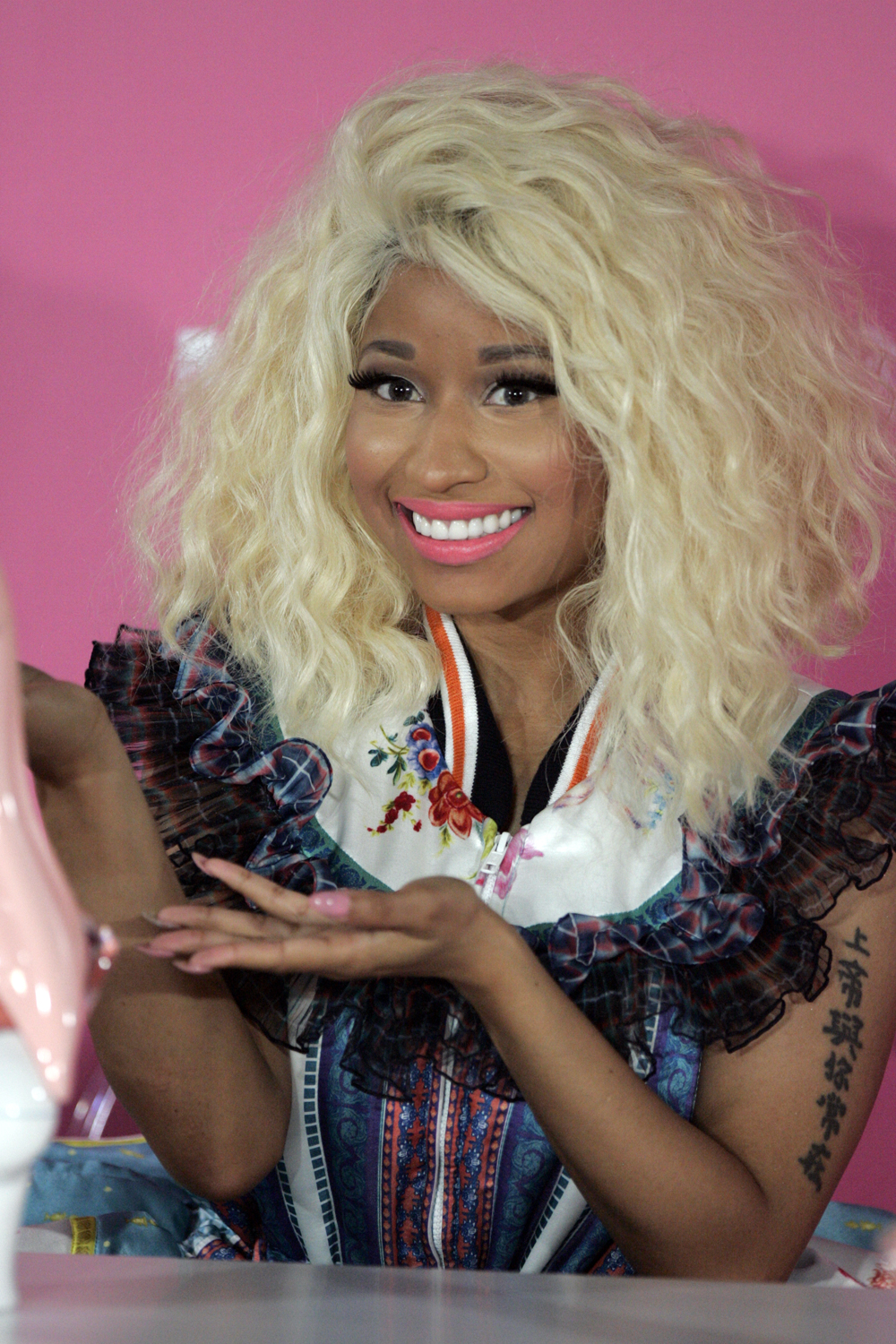
Nicki Minaj

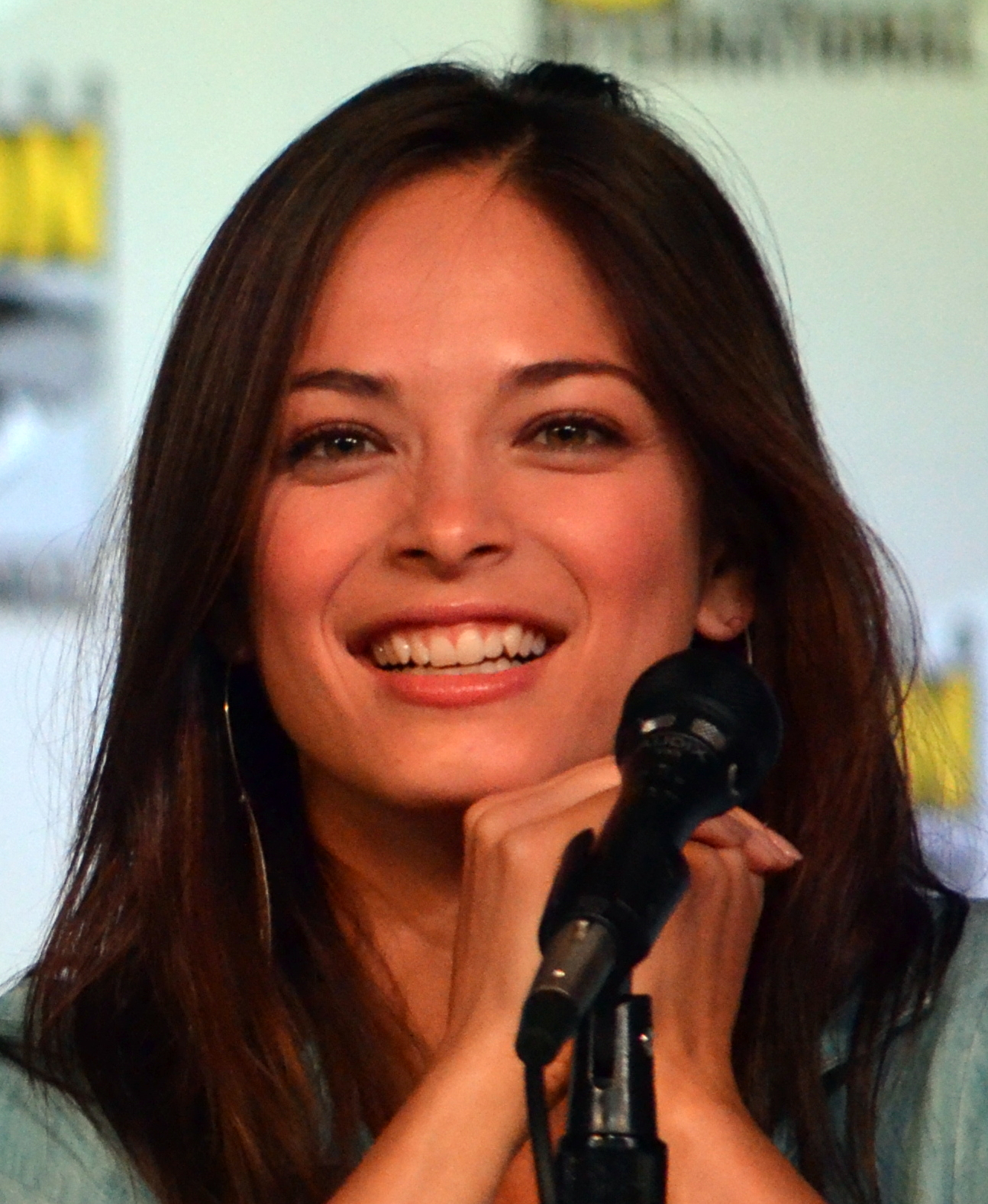
Kristin Kreuk

- 01. Dezember: Rizwan Ahmed, britischer Schauspieler, MC und Musiker
- 01. Dezember: Laurens Jan Anjema, niederländischer Squashspieler
- 01. Dezember: Karmen Kočar, slowenische Volleyballspielerin
- 02. Dezember: Leif Anton, deutscher Handballspieler
- 03. Dezember: Michael Essien, ghanaischer Fußballspieler
- 03. Dezember: Choi Yong-jik, südkoreanischer Skispringer
- 04. Dezember: Marten Laciny, deutscher Rapper
- 04. Dezember: Waldo Ponce, chilenischer Fußballspieler
- 04. Dezember: Ho-Pin Tung, chinesischer Automobilrennfahrer
- 05. Dezember: DJ D, italienischer DJ
- 05. Dezember: Eva-Maria Reichert, deutsche Schauspielerin
- 06. Dezember: Ryan Carnes, US-amerikanischer Schauspieler
- 06. Dezember: Alberto Contador, spanischer Radrennfahrer
- 06. Dezember: Patrick Dollmann, deutscher Schauspieler und Regisseur
- 06. Dezember: Peter Pucelj, slowenischer Handballspieler
- 06. Dezember: Susie Stoddart, britische Automobilrennfahrerin
- 08. Dezember: Julen Aguinagalde Aquizu, spanischer Handballspieler
- 08. Dezember: Halil Altıntop, türkischer Fußballspieler
- 08. Dezember: Hamit Altıntop, türkischer Fußballspieler
- 08. Dezember: Raquel Atawo, US-amerikanische Tennisspielerin
- 08. Dezember: Christian Beisel, deutscher Fußballspieler
- 08. Dezember: Joscha Kiefer, deutscher Schauspieler
- 08. Dezember: Nicki Minaj, US-amerikanische Rapperin
- 08. Dezember: DeeDee Trotter, US-amerikanische Leichtathletin und Olympiasiegerin
- 10. Dezember: Aïmen Demai, französischer Fußballspieler tunesisch-algerischer Abstammung
- 10. Dezember: Sultan Kösen, größter lebender Mensch
- 12. Dezember: Heidi Løke, norwegische Handballspielerin
- 12. Dezember: Lara Roxx, kanadische Pornodarstellerin
- 13. Dezember: Tuka Rocha, brasilianischer Automobilrennfahrer († 2019)
- 14. Dezember: Koo Kyo-hwan, südkoreanischer Schauspieler
- 15. Dezember: Matías Delgado, argentinischer Fußballspieler
- 15. Dezember: Christina Nimand Hansen, dänische Handballspielerin
- 16. Dezember: Justin Mentell, US-amerikanischer Schauspieler († 2010)
- 16. Dezember: Stanislav Šesták, slowakischer Fußballspieler
- 17. Dezember: Felix Stienz, deutscher Filmregisseur, Drehbuchautor, Filmeditor und Filmproduzent
- 17. Dezember: Davud Yaqubi, afghanischer Fußballspieler
- 19. Dezember: Tamilla Raschidowna Abassowa, russische Bahnradsportlerin
- 19. Dezember: Tero Pitkämäki, finnischer Speerwerfer
- 20. Dezember: Keny Arkana, französische Rapperin
- 20. Dezember: Janina Elkin, deutsche Schauspielerin
- 20. Dezember: David Wright, US-amerikanischer Baseballspieler
- 22. Dezember: Jeffrey Campbell, jamaikanischer Musiker
- 22. Dezember: Britta Heidemann, deutsche Degenfechterin
- 23. Dezember: Nikolai Wladimirowitsch Pankratow, russischer Skilangläufer
- 23. Dezember: Chang Han-na, südkoreanische Cellistin
- 24. Dezember: Masaki Aiba, japanischer Sänger und Schauspieler
- 26. Dezember: Bas Sibum, niederländischer Fußballspieler
- 26. Dezember: Aksel Lund Svindal, norwegischer Skirennläufer
- 28. Dezember: Beau Garrett, US-amerikanische Schauspielerin
- 28. Dezember: Kakianako Nariki, kiribatischer Sprinter
- 28. Dezember: Karen Zapata, peruanische Schachspielerin
- 29. Dezember: Alison Brie, US-amerikanische Schauspielerin
- 29. Dezember: Florian Guillou, französischer Radrennfahrer
- 29. Dezember: Julia Ocker, deutsche Trickfilm-Regisseurin und Autorin
- 29. Dezember: Norbert Siedler, österreichischer Automobilrennfahrer
- 30. Dezember: Kristin Kreuk, kanadische Schauspielerin und Model
- 30. Dezember: Felix Lampert, deutscher Schauspieler
- 31. Dezember: Anna Bertheau, deutsche Schauspielerin

### Tag unbekannt
- Barbara Aschenwald, österreichische Autorin
- Adomas Ąžuolas Audickas, litauischer Unternehmensberater, Finanzist und Politiker
- Anselm Audley, britischer Fantasy-Autor
- Jeffrey Beecher, US-amerikanischer Kontrabassist
- Maja Bogdanović, serbische Cellistin
- Anna Lena Class, deutsche Schauspielerin
- Janina Elkin, deutsch-ukrainische Schauspielerin
- Katarina Fischer, deutsche Schriftstellerin
- Silke Franz, deutsche Schauspielerin
- Alexandra Gottschlich, deutsche Schauspielerin
- Demet Gül, deutsch-türkische Schauspielerin
- Mohammed Hegazy, ägyptischer Staatsbürger, der zum Christentum konvertierte
- Eric Jacobsen, US-amerikanischer Cellist und Dirigent
- Lisa Jopt, deutsche Schauspielerin, Hörspiel- und Synchronsprecherin
- Sebastian Kaufmane, deutscher Schauspieler
- Matthias Kelle, deutscher Schauspieler
- Martin Klaus, Schweizer Schauspieler
- Jonas Laux, deutscher Schauspieler
- Matthias Luckey, deutscher Schauspieler
- Giorgos Manolakis, griechischer Laouto- und Bouzoukispieler
- Seán McDonagh, irischer Schauspieler
- Deborah Müller, deutsche Schauspielerin
- Christoph Nübel, deutscher Historiker
- Juri Padel, deutscher Schauspieler und Regisseur
- Lia Perez, deutsche Schauspielerin
- Tom Radisch, deutscher Schauspieler und Sprecher
- Melanie Schmidli, Schweizer Schauspielerin
- Makyla Smith, kanadische Schauspielerin
- Tilman Strauß, deutscher Schauspieler
- Xenia Tiling, deutsche Schauspielerin
- Samantha Viana, deutsche Schauspielerin
- Till Wonka, deutscher Schauspieler

## Gestorben

### Januar
- 01. Januar: Ernst Ammann, deutscher Bühnenbildner und Schauspieler (* 1928)
- 03. Januar: Fritz Laband, deutscher Fußballspieler (* 1925)
- 03. Januar: Freddie de Clifford, britischer Automobilrennfahrer und Peer (* 1907)
- 08. Januar: Grégoire Aslan, armenischer Schauspieler (* 1908)
- 08. Januar: Reta Shaw, US-amerikanische Schauspielerin (* 1912)
- 09. Januar: Friedrich Ahlfeld, deutsch-bolivianischer Bergbau-Ingenieur und Geologe (* 1892)
- 10. Januar: Lazar Weiner, US-amerikanischer Komponist und Chorleiter (* 1897)
- 11. Januar: Bruno Diekmann, Politiker, Ministerpräsident des Landes Schleswig-Holstein (* 1897)
- 12. Januar: Jacob Maarten van Bemmelen, niederländischer Rechtswissenschaftler (* 1898)
- 13. Januar: Marcel Camus, französischer Regisseur (* 1912)
- 13. Januar: Bernhard Reismann, deutscher Politiker (* 1903)
- 14. Januar: Walfried Winkler, deutscher Motorradrennfahrer (* 1904)
- 15. Januar: Rudolf Thaut, Präsident der Europäisch-Baptistischen Föderation (* 1915)
- 18. Januar: Nérée Arsenault, kanadischer Politiker und Forstingenieur (* 1911)
- 19. Januar: Elis Regina, brasilianische Sängerin (* 1945)
- 19. Januar: Marya Zaturenska, amerikanische Schriftstellerin (* 1902)
- 19. Januar: Leopold Trepper, polnischer Kommunist, Widerstandskämpfer und Publizist (* 1904)
- 20. Januar: Anna Haag, deutsche Schriftstellerin, Pazifistin, Politikerin (SPD) und Frauenrechtlerin (* 1888)

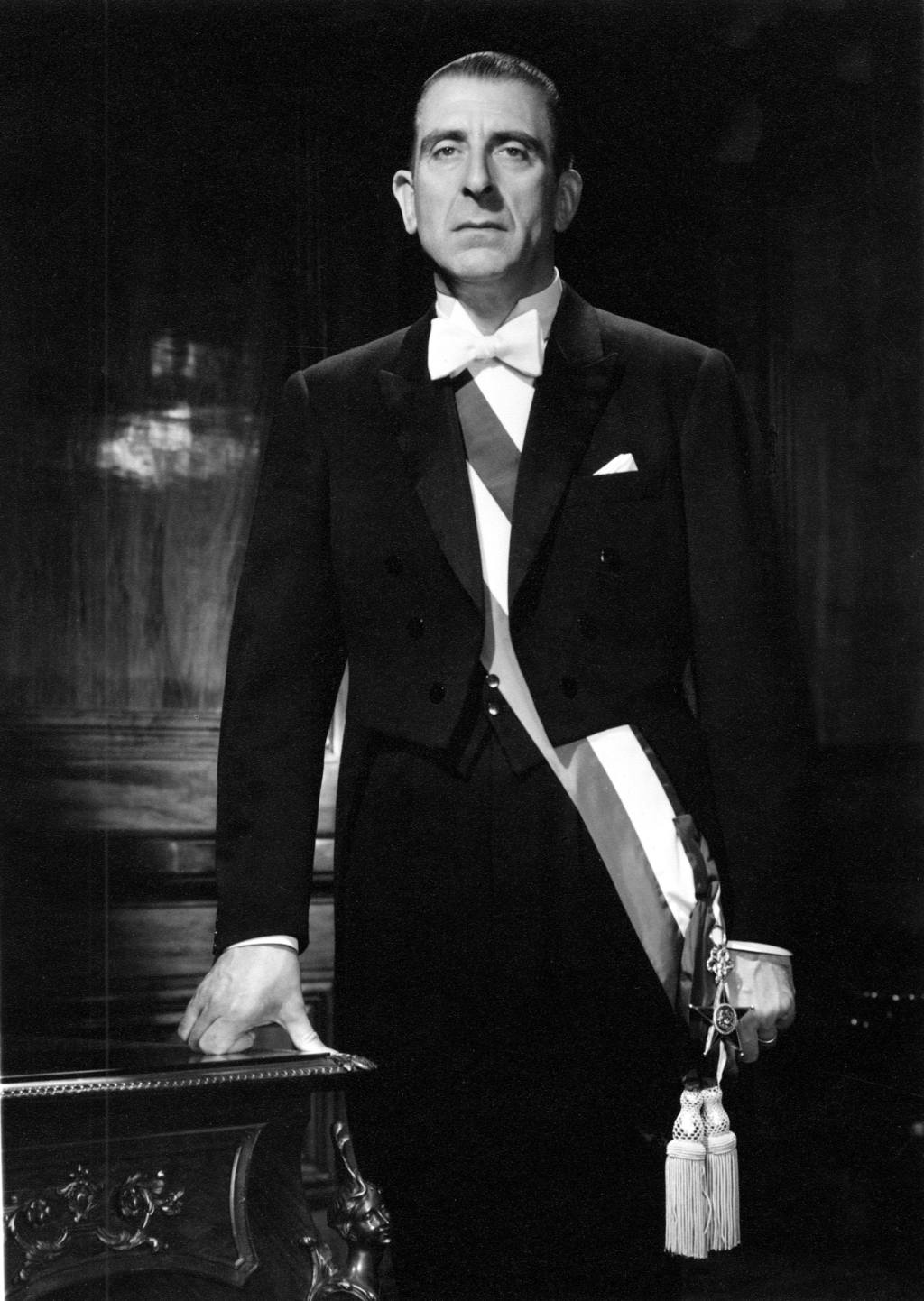
Eduardo Frei Montalva

- 22. Januar: Eduardo Frei Montalva, chilenischer Politiker (* 1911)
- 24. Januar: Clarence Horning, US-amerikanischer American-Football-Spieler (* 1892)
- 24. Januar: Hans Schütz, deutscher Politiker (* 1901)
- 27. Januar: Alexander Abusch, Journalist, Schriftsteller und Politiker in der DDR (* 1902)
- 28. Januar: Hans Sprung, deutscher Motorradrennfahrer (* 1900)
- 29. Januar: Ōtsuka Hironori, Begründer der Karate-Stilrichtung Wado-Ryu (* 1892)
- 29. Januar: Raúl Schiaffino, uruguayischer Fußballspieler (* 1923)
- 30. Januar: Stanley Holloway, britischer Schauspieler (* 1890)
- 30. Januar: Lightnin’ Hopkins, Country-Blues-Gitarrist (* 1912)

### Februar
- 04. Februar: Alex Harvey, schottischer Rockmusiker (* 1935)
- 05. Februar: Hans Theodor Gustav Atmer, deutscher Architekt (* 1893)
- 05. Februar: Arthur Geiss, deutscher Motorradrennfahrer (* 1903)
- 06. Februar: Walter Freytag, deutscher Berufsoffizier (* 1892)
- 06. Februar: Ben Nicholson, englischer Maler und Objektkünstler (* 1894)
- 08. Februar: Kurt Edelhagen, deutscher Bigband-Leader (* 1920)
- 10. Februar: Georg Arnold-Graboné, deutscher Maler (* 1896)
- 10. Februar: Margrit Rainer, Schweizer Schauspielerin (* 1914)
- 11. Februar: Eleanor Powell, US-amerikanische Tänzerin, Sängerin und Schauspielerin (* 1912)
- 12. Februar: Dale Alderson, US-amerikanischer Baseballspieler (* 1918)
- 13. Februar: Archangelus Löslein, Kapuzinerpater (* 1903)
- 13. Februar: Frank Séchehaye, Schweizer Fußballtorhüter und Automobilrennfahrer (* 1907)
- 16. Februar: Heinrich Mauersberger, deutscher Erfinder in der Textilindustrie (* 1909)
- 17. Februar: Thelonious Monk, US-amerikanischer Jazzpianist und -komponist (* 1917)
- 17. Februar: Oskar Paulini, deutscher Schriftsteller (* 1904)
- 17. Februar: Lee Strasberg, Mitbegründer des 1931 entstandenen „Group Theatre“ (* 1901)
- 19. Februar: Gerhard Leibholz, deutscher Jurist (* 1901)
- 20. Februar: Karl Heinz Moll, deutscher Tierfotograf, Schriftsteller, Naturschützer und Umweltpädagoge (* 1924)
- 21. Februar: Mischel Cherniavsky, kanadischer Cellist ukrainischer Herkunft (* 1893)
- 21. Februar: Gershom Scholem, Forscher der jüdischen Mystik (* 1897)
- 22. Februar: Arie den Arend, niederländischer Komponist und Organist (* 1903)
- 24. Februar: Virginia Bruce, US-amerikanische Schauspielerin und Sängerin (* 1910)
- 25. Februar: Christian Schad, deutscher Maler (* 1894)
- 25. Februar: Zhao Yuanren, chinesischer Sprachwissenschaftler (* 1892)
- 25. Februar: Hans-Joachim von Merkatz, deutscher Politiker (* 1905)
- 27. Februar: Guy Weisweiller, französischer Automobilrennfahrer (* 1909)
- 28. Februar: Friedrich Liebling, Psychologe (* 1893)

### März
- 02. März: Philip K. Dick, US-amerikanischer Schriftsteller (* 1928)
- 03. März: Georges Perec, französischer Schriftsteller (* 1936)
- 03. März: Sepp Bradl, österreichischer Skispringer (* 1918)
- 05. März: John Belushi, US-amerikanischer Sänger und Schauspieler (* 1949)

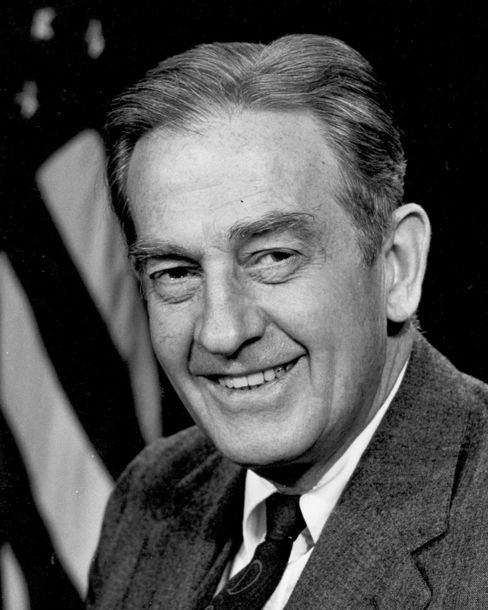
Clifford P. Case

- 05. März: Clifford P. Case, US-amerikanischer Politiker (* 1904)
- 05. März: Heinz Heck, deutscher Biologe und Zoodirektor in München (* 1894)
- 06. März: Ayn Rand, US-amerikanische Schriftstellerin und Philosophin (* 1905)
- 07. März: Konrad Wolf, deutscher Filmregisseur (* 1925)
- 11. März: Nikolai Kamanin, sowjetischer Pilot (* 1909)
- 14. März: Robert Eberan von Eberhorst, österreichischer Konstrukteur (* 1902)
- 18. März: Émile Chenard, französischer Automobilrennfahrer (* 1891)
- 18. März: Otto Krayer, deutscher Pharmakologe und Toxikologe (* 1899)
- 19. März: Sigi Engl, österreichisch-amerikanischer Skirennläufer und Skischulleiter (* 1911)
- 19. März: Randy Rhoads, US-amerikanischer Rockgitarrist (* 1956)
- 19. März: Rudolf Trautvetter, deutscher General (* 1891)
- 20. März: Marietta Schaginjan, sowjetische Schriftstellerin (* 1888)
- 22. März: René Carrière, französischer Automobilrennfahrer (* 1911)
- 22. März: Pericle Felici, Kardinal der römisch-katholischen Kirche (* 1911)
- 22. März: Bob Foster, britischer Motorradrennfahrer (* 1911)
- 22. März: Buddy Parker, US-amerikanischer American-Football-Spieler und -Trainer (* 1913)
- 24. März: Igor Gorin, US-amerikanischer Sänger, Schauspieler, Komponist und Musikpädagoge (* 1904)
- 26. März: Sultan al-Atrasch, syrischer Nationalist und Generalkommandant (* 1891)
- 28. März: Bill Adkins, kanadischer Theaterkoordinator und Bühnenbildner (* 1888 oder 89)
- 29. März: Helene Deutsch, österreichisch-polnisch-US-amerikanische Psychoanalytikerin (* 1884)
- 29. März: Walter Hallstein, deutscher Politiker und Jurist (* 1901)

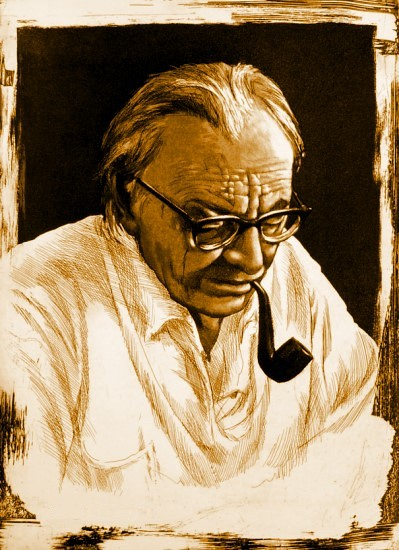
Carl Orff

- 29. März: Carl Orff, deutscher Komponist, Pädagoge und Mann des Theaters (* 1895)

### April
- 03. April: Felix Brodtbeck, Schweizer Chorleiter und Organist (* 1909)
- 07. April: Harald Ertl, österreichisch-deutscher Formel-1-Rennfahrer (* 1948)
- 07. April: Manfred Schott, deutscher Schauspieler, Synchronsprecher (* 1936)

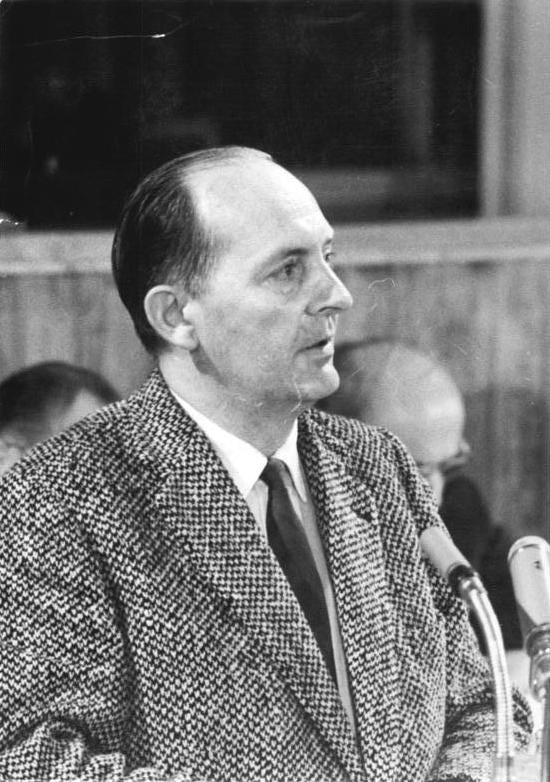
Robert Havemann, Abgeordneter der Volkskammer, 1960

- 09. April: Robert Havemann, deutscher Chemiker, Kommunist und Regimekritiker in der DDR (* 1910)
- 09. April: Wilfrid Pelletier, kanadischer Dirigent und Pianist (* 1896)
- 10. April: Peter Brückner, deutscher Sozialpsychologe (* 1922)
- 15. April: Hans Weisz, rumäniendeutscher Kirchenmusiker und Komponist (* 1903)
- 16. April: Anatoli Nikolajewitsch Alexandrow, russischer Komponist (* 1888)
- 16. April: Hermann Diebäcker, deutscher Politiker (* 1910)
- 16. April: Rudi Knees, deutscher Motorradrennfahrer (* 1907)
- 17. April: Maxi Ackers, deutsche Schriftstellerin, Drehbuchautorin und Schauspielerin (* 1896)
- 18. April: Elisabeth Bitterling-Wolters, deutsche Malerin (* 1892)
- 18. April: Hiroshi Ohguri, japanischer Komponist und Hornist (* 1918)
- 20. April: Archibald MacLeish, US-amerikanischer Dichter und Politiker (* 1892)
- 23. April: Paul Achkar, syrischer Erzbischof (* 1893)
- 24. April: Awalmir, afghanischer Sänger, Musiker und Komponist (* 1931)
- 24. April: John M. Ashbrook, US-amerikanischer Politiker (* 1928)
- 24. April: Ville Ritola, finnischer Leichtathlet und Olympiasieger (* 1896)
- 25. April: Boris Fjodorowitsch Andrejew, sowjetischer Filmschauspieler (* 1915)
- 26. April: Karl August von Thurn und Taxis, der zehnte Chef des Hauses Thurn und Taxis (* 1898)
- 29. April: Herbert Collum, deutscher Kirchenmusiker (* 1914)

### Mai

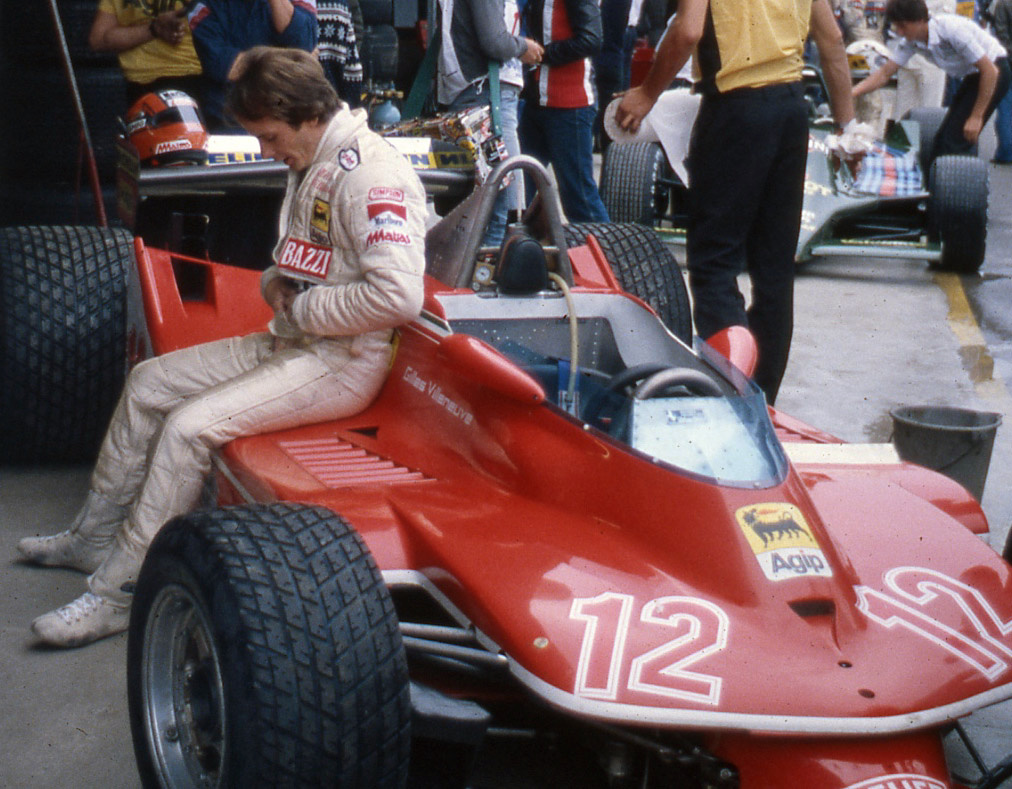
Gilles Villeneuve, 1979

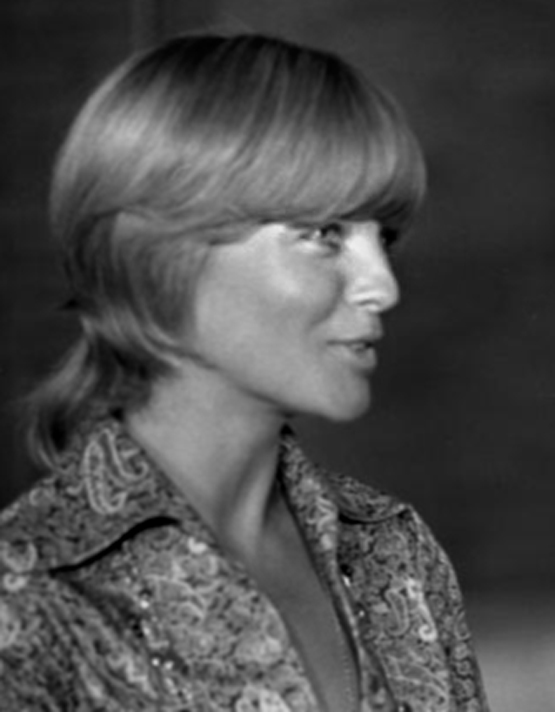
Romy Schneider († 29. Mai)

- 01. Mai: Gyula Kertész, ungarischer Fußballspieler und -trainer (* 1888)
- 01. Mai: Wolfgang Stammberger, deutscher Politiker (* 1920)
- 01. Mai: Walther Wenck, Oberbefehlshaber der 12. Armee im Zweiten Weltkrieg (* 1900)
- 03. Mai: Antoine Dubreil, französischer Automobilrennfahrer (* 1897)
- 03. Mai: Henri Tajfel, britischer Sozialpsychologe (* 1919)
- 05. Mai: Irmgard Keun, deutsche Schriftstellerin (* 1905)
- 06. Mai: Kurt Mantel, deutscher Forstwissenschaftler (* 1905)
- 08. Mai: Peter Walter, deutscher Veterinärmediziner (* 1928)
- 08. Mai: Gilles Villeneuve, kanadischer Formel-1-Rennfahrer (* 1950)
- 10. Mai: Werner Ackermann, deutscher Schriftsteller, Verleger und Miteigentümer der Künstlerkolonie Monte Verità (* 1892)
- 10. Mai: Peter Weiss, deutscher Schriftsteller, Maler, Graphiker (* 1916)
- 11. Mai: Åke Gustav Andersson, schwedischer Eishockeyspieler (* 1918)
- 12. Mai: Humphrey Searle, englischer Komponist und Schüler von Anton von Webern (* 1915)
- 13. Mai: Rudolf Grob, Schweizer evangelischer Geistlicher und Direktor einer Heilanstalt (* 1890)
- 13. Mai: Kara Karajew, aserbaidschanischer Komponist (* 1918)
- 13. Mai: Věra Suková, tschechoslowakische Tennisspielerin (* 1931)
- 15. Mai: Birch Monroe, US-amerikanischer Country-Musiker (* 1901)
- 16. Mai: Hans Andreas, deutscher Mediziner (* 1912)
- 19. Mai: Reinhard Karl, deutscher Alpinist, Fotograf und Schriftsteller (* 1946)
- 20. Mai: Merle Antony Tuve, US-amerikanischer Physiker und Geophysiker (* 1901)
- 22. Mai: Hans Mock, deutscher und österreichischer Fußballspieler (* 1906)
- 22. Mai: Cevdet Sunay, türkischer Politiker und General (* 1899)
- 23. Mai: Renzo Bracesco, italienischer Komponist und Musikpädagoge (* 1888)
- 26. Mai: Semra Ertan, türkische Arbeitsmigrantin in der Bundesrepublik Deutschland, die sich aus Protest gegen Rassismus öffentlich selbst verbrannte (* 1957)
- 29. Mai: Romy Schneider, deutsch-französische Schauspielerin (* 1938)
- 30. Mai: Albert Norden, deutscher Politiker (* 1904)
- 00. Mai: Gertrud Skrabs, deutsche Malerin und Illustratorin (* 1903)

### Juni
- 02. Juni: Herbert Quandt, deutscher Industrieller (* 1910)
- 02. Juni: Willie Smith, englischer Snooker- und English-Billiards-Spieler (* 1886)
- 03. Juni: Sergei Balassanjan, sowjetischer Komponist (* 1902)
- 04. Juni: Günther Steines, deutscher Leichtathlet (* 1928)
- 05. Juni: Roger Bonvin, Schweizer Politiker (* 1907)
- 05. Juni: Olle Hellbom, schwedischer Regisseur und Drehbuchautor (* 1925)
- 05. Juni: Nishiwaki Junzaburō, japanischer Schriftsteller (* 1894)
- 09. Juni: Mirza Nasir Ahmad, Khalifat ul-Masih III. (* 1909)
- 09. Juni: Richard St. Barbe Baker, britischer Forstwissenschaftler, Umweltaktivist und Autor (* 1889)

Rainer Werner Fassbinder

- 10. Juni: Rainer Werner Fassbinder, deutscher Regisseur, Filmproduzent und Bühnenautor (* 1945)
- 10. Juni: Bernard Heinze, australischer Musiker, Dirigent und Musikpädagoge (* 1894)
- 12. Juni: Otto Brunner, österreichischer Historiker (* 1898)
- 12. Juni: Karl von Frisch, österreichisch-deutscher Zoologe, Verhaltensforscher und Nobelpreisträger (* 1886)
- 13. Juni: Chalid ibn Abd al-Aziz, König von Saudi-Arabien (* 1912)
- 13. Juni: Marvin Griffin, amerikanischer Politiker, Gouverneur von Georgia (* 1907)
- 13. Juni: Herbert Hesmer, deutscher Forstwissenschaftler (* 1904)
- 13. Juni: Ricardo Paletti, Automobilrennfahrer aus San Marino (* 1958)
- 13. Juni: Wilhelm Renner, deutscher Brigadegeneral (* 1915)
- 14. Juni: George Tremblay, US-amerikanischer Komponist (* 1911)

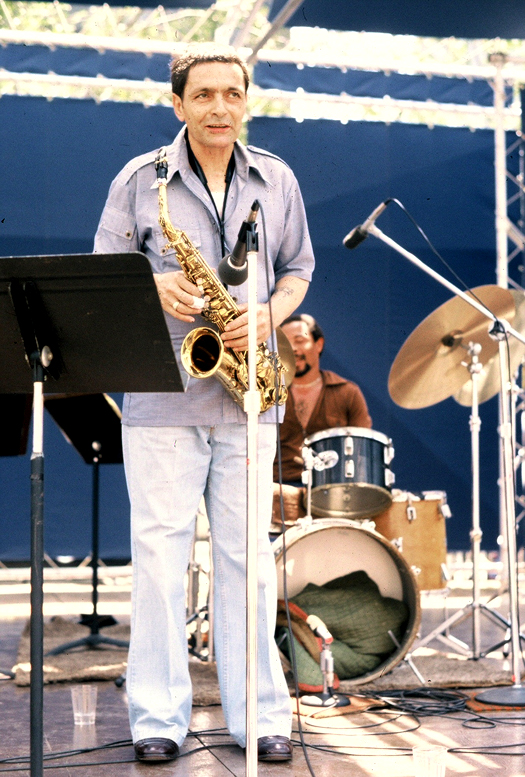
Art Pepper, 1979

- 15. Juni: Art Pepper, US-amerikanischer Altsaxophonist (* 1925)
- 16. Juni: James Honeyman-Scott, britischer Gitarrist, Mitglied der Pretenders (* 1956)
- 16. Juni: Georg Leibbrandt, deutscher Politiker (* 1899)
- 16. Juni: Gwen Wakeling, US-amerikanische Kostümbildnerin (* 1901)
- 17. Juni: Roberto Calvi, italienischer Banker (* 1920)
- 17. Juni: Zdeněk Kalista, tschechischer Historiker, Dichter, Literaturkritiker, Herausgeber und Übersetzer (* 1900)
- 18. Juni: Djuna Barnes, US-amerikanische Schriftstellerin (* 1892)
- 18. Juni: John Cheever, US-amerikanischer Schriftsteller (* 1912)
- 18. Juni: Alfredo Gartenberg, österreichisch-brasilianischer Journalist und Verbandsfunktionär (* 1897)
- 18. Juni: Curd Jürgens, deutscher Bühnen- und Filmschauspieler (* 1915)
- 20. Juni: René Gabriëls, belgischer Karambolageweltmeister und Billardtischhersteller (* 1912)
- 24. Juni: Jakob Streitle, deutscher Fußballspieler (* 1916)
- 24. Juni: Paul Benthien, deutscher Tischtennisspieler (* 1914)
- 26. Juni: Alexander Mitscherlich, deutscher Arzt, Psychoanalytiker und Schriftsteller (* 1908)
- 26. Juni: Alfredo Marceneiro, Lissabonner Fado-Sänger (* 1891)
- 28. Juni: Adolf Portmann, Schweizer Zoologe und Naturphilosoph (* 1897)
- 29. Juni: Henry King, US-amerikanischer Filmregisseur (* 1886)
- 29. Juni: Piero Meriggi, italienischer Klassischer Philologe, Linguist und Indogermanist (* 1899)
- 29. Juni: Bernhard Rogge, deutscher Marineoffizier (* 1899)

### Juli

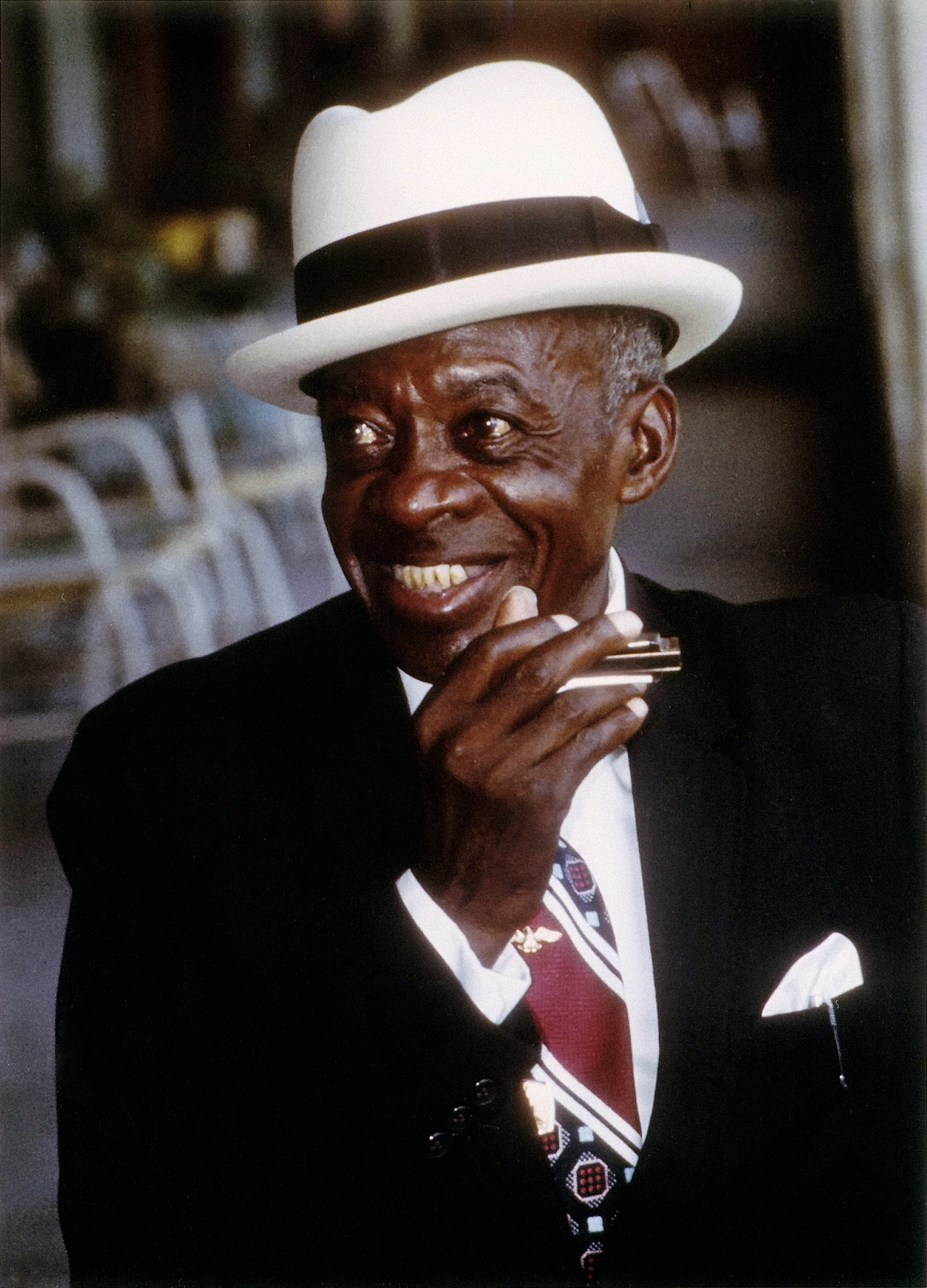
DeFord Bailey, 1970er Jahre

- 02. Juli: DeFord Bailey, US-amerikanischer Countrymusiker (* 1899)
- 02. Juli: Jean Hémard, französischer Automobilrennfahrer (* 1914)
- 03. Juli: Annibale Bugnini, katholischer Geistlicher (* 1912)
- 07. Juli: Tsubota Jōji, japanischer Kinderbuchautor (* 1890)
- 09. Juli: Kai Warner, deutscher Musiker (* 1926)
- 10. Juli: Karl Hein, deutscher Leichtathlet (* 1908)
- 10. Juli: Maria Jeritza, österreichische Kammersängerin (Sopran) (* 1887)
- 10. Juli: Gustav Heinrich Ralph von Koenigswald, deutsch-niederländischer Paläoanthropologe und Geologe (* 1902)
- 12. Juli: Lautaro García, chilenischer Maler, Sänger und Dramatiker (* 1895)
- 13. Juli: Barbara Allen Rainey, US-amerikanische Pilotin und erste Pilotin der US-Streitkräfte (* 1948)
- 15. Juli: Otto von Rohr, deutscher Opernsänger (* 1914)
- 16. Juli: Patrick Dewaere, französischer Schauspieler (* 1947)
- 16. Juli: Charles Robert Swarts, südafrikanischer Politiker (* 1894)
- 18. Juli: Lionel Daunais, kanadischer Sänger, Opernregisseur und Komponist (* 1901)
- 18. Juli: Roman Ossipowitsch Jakobson, Philologe, Linguist und Semiotiker (* 1896)
- 19. Juli: David Frankfurter, jüdischer Medizinstudent in Bern und Attentäter Wilhelm Gustloffs (* 1909)
- 20. Juli: Okot p’Bitek, ugandischer Dichter, Lehrer und Ethnologe (* 1931)
- 22. Juli: Sonny Stitt, US-amerikanischer Saxophonist (* 1924)
- 22. Juli: Lloyd Waner, US-amerikanischer Baseballspieler (* 1906)
- 23. Juli: Lucia Apicella, italienische Philanthropin (* 1887)
- 23. Juli: Vic Morrow, US-amerikanischer Schauspieler (* 1929)
- 23. Juli: Betty Parsons, US-amerikanische Künstlerin und Galeristin (* 1900)
- 25. Juli: Hal Foster, US-amerikanischer Comic-Autor und -Zeichner (* 1892)
- 25. Juli: Gabriele Tergit, deutsche Journalistin und Schriftstellerin (* 1894)
- 27. Juli: Paul Boulet, französischer Politiker (* 1894)
- 27. Juli: Morris Pejoe, US-amerikanischer Blues-Gitarrist und Bandleader (* 1924)
- 27. Juli: Wladimir Smirnow, sowjetischer Fechter (* 1954)
- 28. Juli: Keith Green, amerikanischer Sänger und Komponist (* 1953)
- 29. Juli: Harold Sakata, US-amerikanischer Schauspieler koreanischer Abstammung (* 1920)
- 29. Juli: Vladimir Zworykin, russischer Ingenieur, Physiker und Erfinder (* 1888)
- 29. Juli: Sep Ruf, deutscher Architekt (* 1908)
- 31. Juli: Queenie Paul, australische Schauspielerin, Sängerin und Tänzerin (* 1893)
- 31. Juli: Walter Spahrbier, Glückspostbote im deutschen Fernsehen (* 1905)

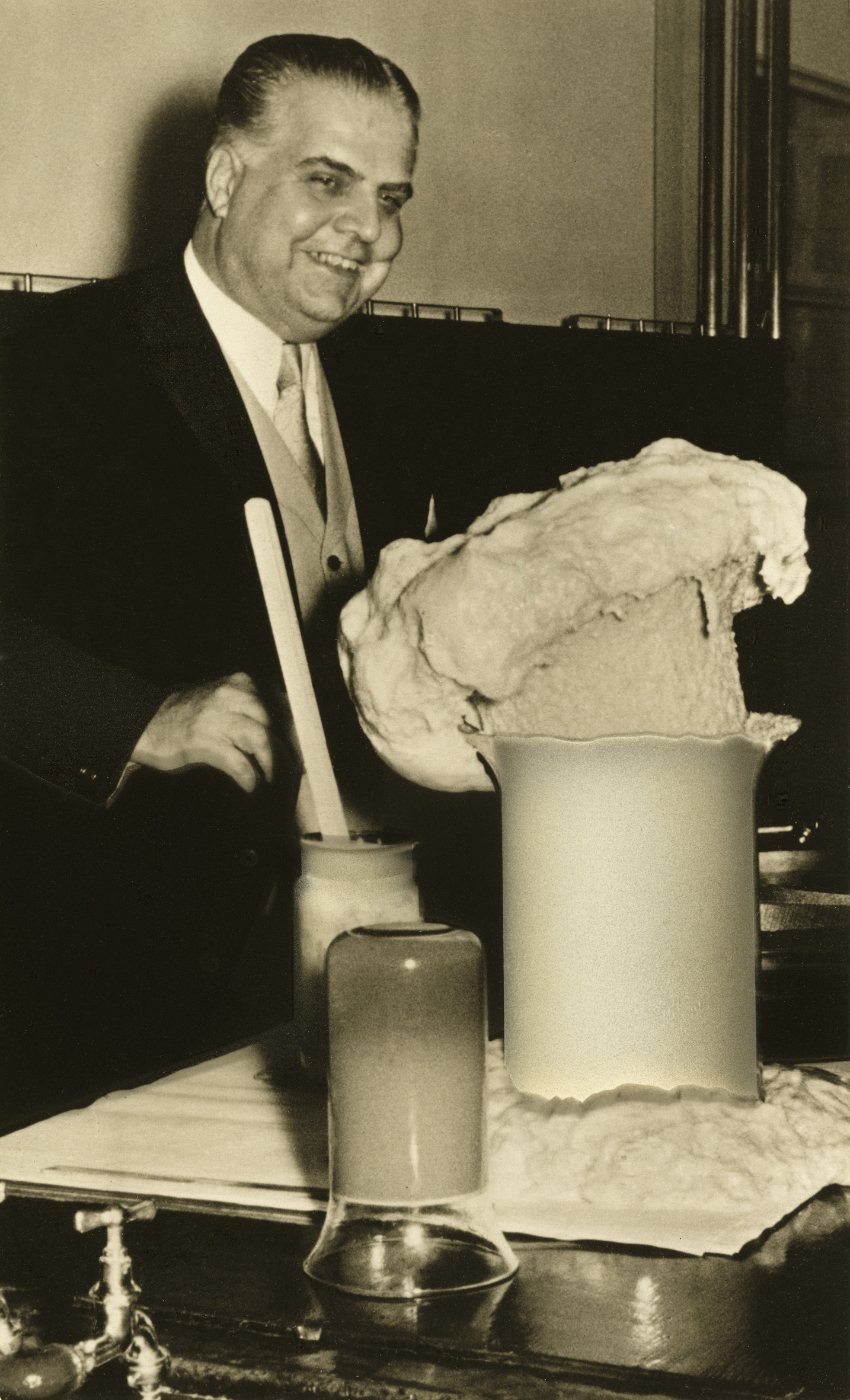
Otto Bayer, 1952

### August
- 01. August: Theo Akkermann, deutscher Bildhauer (* 1907)
- 01. August: Otto Bayer, deutscher Chemiker (* 1902)
- 02. August: Albert Aschl, deutscher Archivar und Heimatforscher (* 1900)
- 02. August: Rudolf Maros, ungarischer Komponist (* 1917)
- 04. August: Tex Atchison, US-amerikanischer Country-Musiker (* 1912)
- 04. August: Rolf Karlsen, norwegischer Komponist und Organist (* 1911)

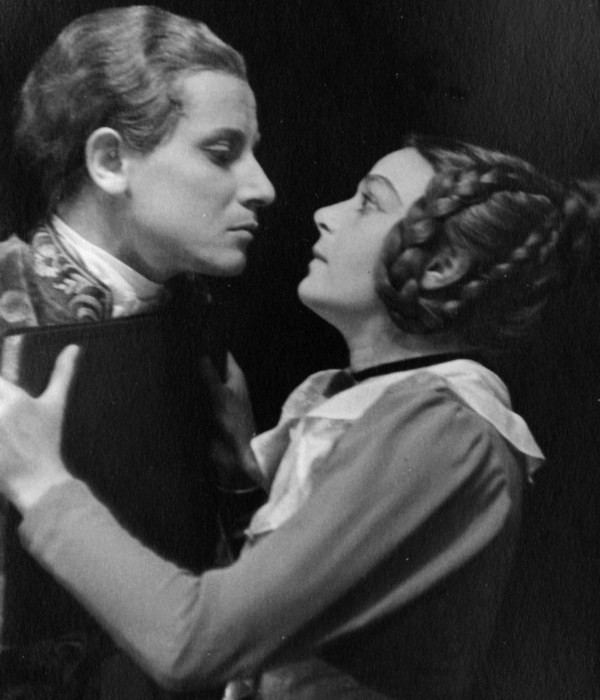
Dieter Borsche mit Lotte Berger in Die Mitschuldigen (1937)

- 05. August: Dieter Borsche, deutscher Schauspieler (* 1909)
- 07. August: Georg Picht, Religionsphilosoph, Pädagoge (* 1913)
- 08. August: Eric Brandon, britischer Automobilrennfahrer (* 1920)
- 08. August: John L. Sullivan, US-amerikanischer Politiker (* 1899)
- 09. August: Emanuel Kaláb, tschechischer Militärkapellmeister, Dirigent und Komponist (* 1895)
- 10. August: Peter de Mendelssohn, deutsch-britischer Schriftsteller, Historiker und Essayist (* 1908)
- 10. August: José Nieto, spanischer Schauspieler (* 1903)
- 11. August: Tom Drake, US-amerikanischer Schauspieler (* 1918)

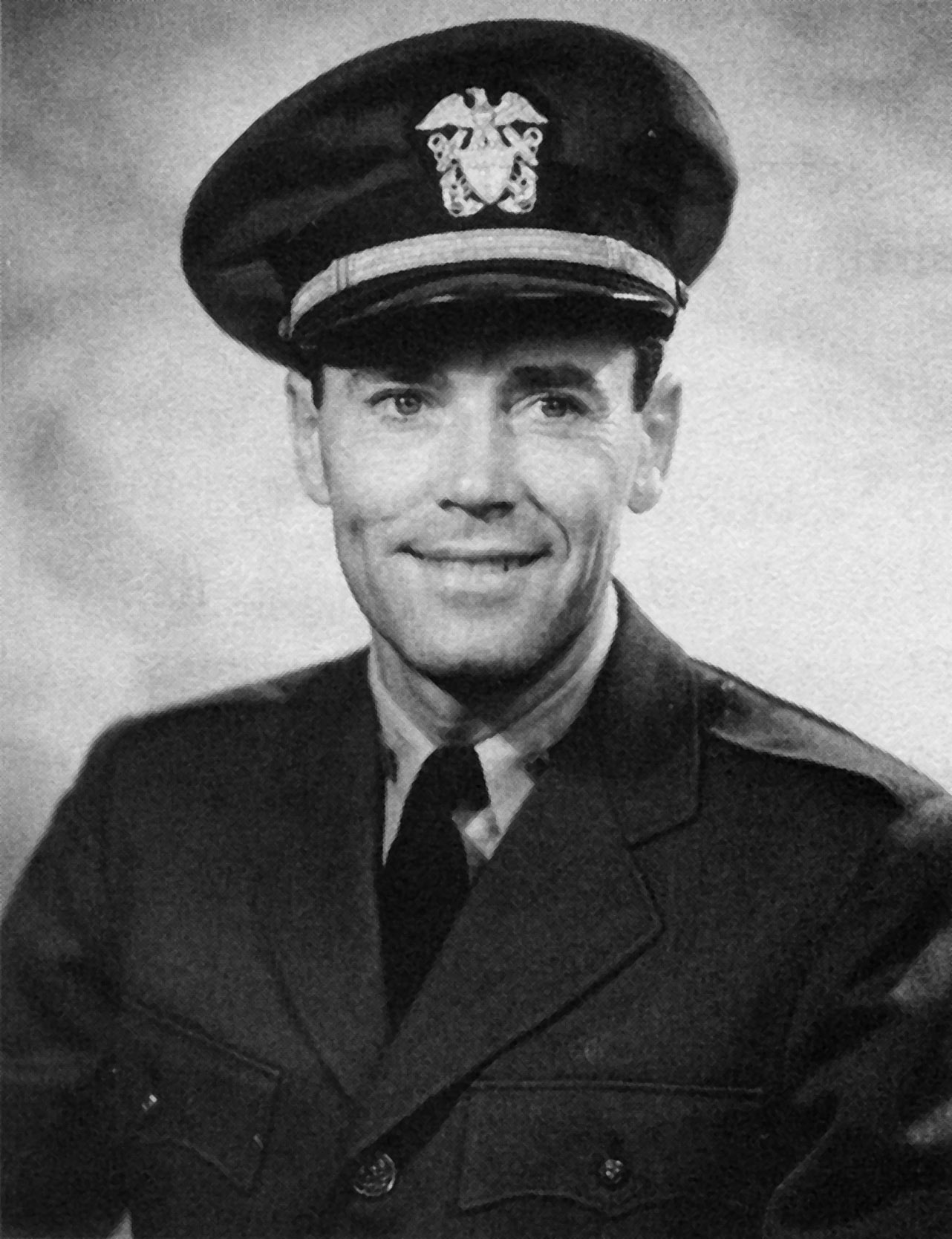
Henry Fonda

- 12. August: Henry Fonda, US-amerikanischer Filmschauspieler (* 1905)
- 13. August: Werner Storz, deutscher Leichtathlet (* 1904)
- 13. August: Hans Wüthrich, Schweizer Fußballspieler, -trainer und -schiedsrichter (* 1889)
- 14. August: Thruston Ballard Morton, US-amerikanischer Politiker (* 1907)
- 15. August: Jock Taylor, britischer Motorradrennfahrer (* 1954)
- 15. August: Hugo Theorell, schwedischer Biochemiker und Nobelpreisträger (* 1903)
- 17. August: Charles E. Ackerly, US-amerikanischer Ringer (* 1898)
- 17. August: Bruno Nöckler, italienischer Skirennläufer (* 1956)
- 17. August: Ilario Pegorari, italienischer Skirennläufer (* 1949)
- 18. August: Georges Addor, Schweizer Architekt (* 1920)
- 18. August: Samuel Hersenhoren, kanadischer Geiger und Dirigent (* 1908)
- 20. August: Ulla Jacobsson, schwedische Bühnen- und Filmschauspielerin (* 1929)
- 20. August: Nicolas Naaman, syrischer Erzbischof (* 1911)
- 21. August: Helmut Kajzar, polnischer Regisseur (* 1941)
- 21. August: Franz Krippner, österreichischer Politiker und Kaufmann (* 1896)
- 21. August: Sobhuza II., König von Swasiland (* 1899)
- 23. August: Alberto Cavalcanti, brasilianischer Filmregisseur (* 1897)
- 23. August: Stanford Moore, US-amerikanischer Biochemiker und Nobelpreisträger (* 1913)
- 24. August: Giorgio Abetti, italienischer Astronom (* 1882)
- 26. August: Günter Adolphi, deutscher Verfahrenstechniker und Hochschullehrer (* 1902)
- 27. August: Ma Anandamayi, indische spirituelle Meisterin (* 1896)
- 28. August: Ludwik Stefański, polnischer Pianist und Musikpädagoge (* 1917)

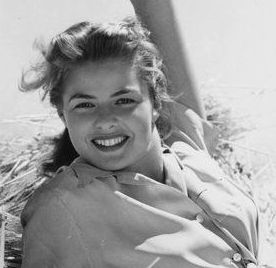
Ingrid Bergman, 1945

- 29. August: Ingrid Bergman, schwedische Schauspielerin (* 1915)
- 29. August: Nahum Goldmann, Gründer und Präsident des Jüdischen Weltkongresses (* 1895)
- 31. August: Joaquín Piñeros Corpas, kolumbianischer Schriftsteller und Politiker (* 1915)

### September

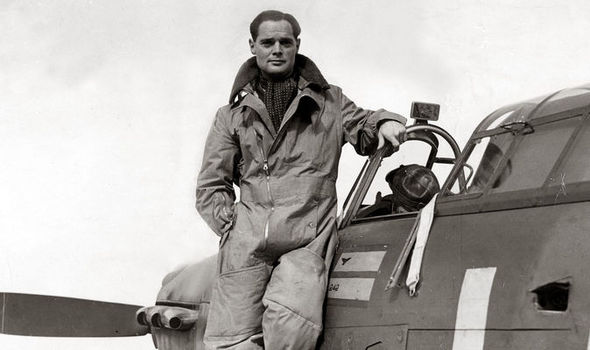
Douglas Bader, 1940

- 01. September: Haskell Brooks Curry, US-amerikanischer Logiker (* 1900)
- 01. September: Ludwig Bieberbach, deutscher Mathematiker und NSDAP-Aktivist (* 1886)
- 01. September: Władysław Gomułka, polnischer Politiker und Parteichef der PZPR (* 1905)
- 02. September: Werner Schwarz, deutscher Politiker (* 1900)
- 03. September: Walter Lüthi, reformierter Pfarrer (* 1901)
- 05. September: Douglas Bader, britischer Kampfflieger (* 1910)
- 08. September: Mohammed Abdullah, indischer Politiker des Kaschmir (* 1905)
- 09. September: Joseph Pütz, deutscher Politiker (* 1903)
- 11. September: Albert Soboul, französischer Historiker (* 1914)
- 12. September: Arthur Jores, deutscher Mediziner (* 1901)
- 12. September: Franz Grothe, deutscher Komponist (* 1908)
- 14. September: Kristján Eldjárn, dritter Präsident von Island (* 1916)
- 14. September: John Gardner, US-amerikanischer Schriftsteller und Übersetzer (* 1933)
- 14. September: Pablo Garrido, chilenischer Komponist und Jazzmusiker (* 1905)
- 14. September: Bachir Gemayel, libanesischer Präsident (* 1947)

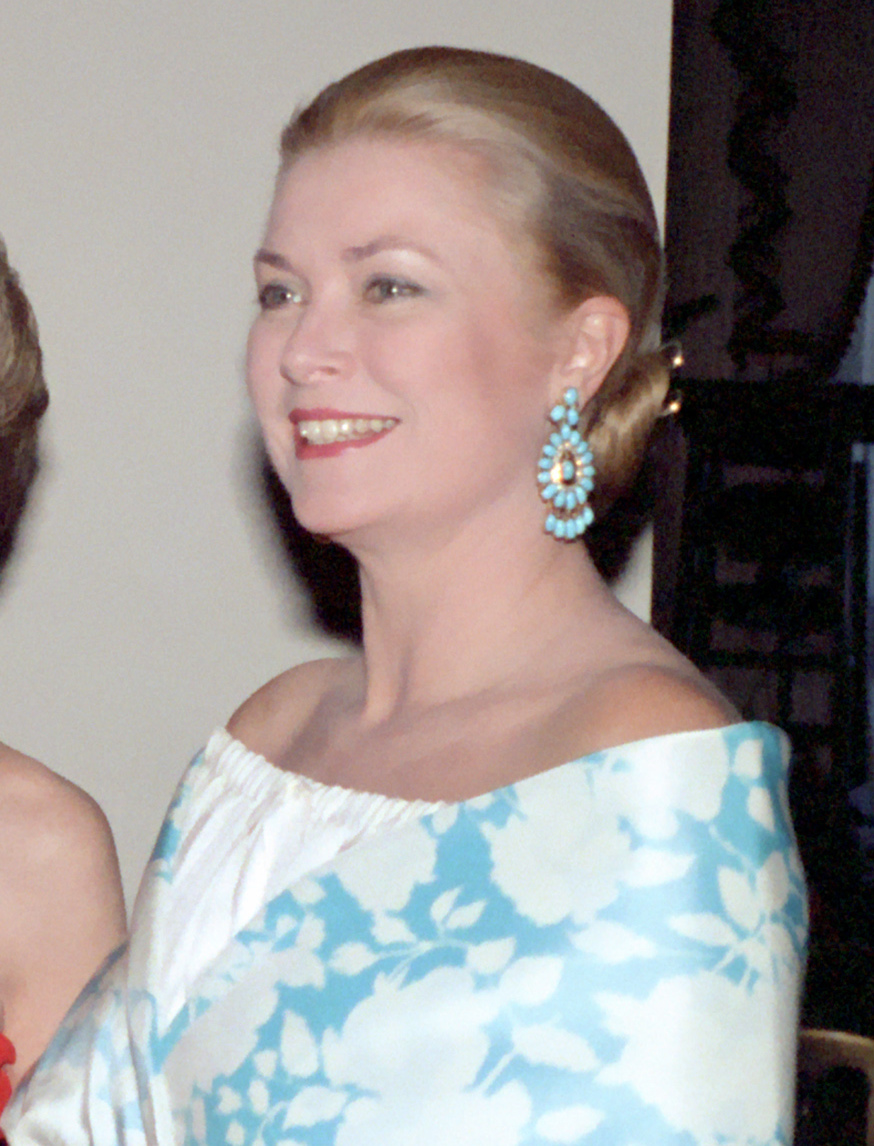
Grace Kelly, 1981

- 14. September: Grace Kelly, US-amerikanische Schauspielerin, Fürstin von Monaco (* 1929)
- 15. September: Sadegh Ghotbzadeh, iranischer Politiker (* 1936)
- 17. September: Manos Loïzos, griechischer Komponist (* 1937)
- 17. September: Gaston Thiébaut, französischer Politiker (* 1898)
- 19. September: Samuel Barlow, US-amerikanischer Komponist (* 1892)
- 21. September: Howhannes Baghramjan, sowjetischer Militär (* 1897)
- 21. September: Franz Esser, deutscher Fußballspieler (* 1900)
- 23. September: Franz Josef Brecht, deutscher Professor für Philosophie (* 1899)
- 26. September: Henri D’Espine, Schweizer evangelischer Geistlicher und Hochschullehrer (* 1895)
- 27. September: Thomas C. Chattoe, kanadischer Organist, Chorleiter und Musikpädagoge (* 1890)
- 29. September: Franz Seume, deutscher Politiker und Bundestagsabgeordneter (* 1903)
- 30. September: Bill George, US-amerikanischer American-Football-Spieler (* 1929)

### Oktober
- 01. Oktober: Otto Hans Abt, Schweizer Maler (* 1903)
- 02. Oktober: Alice Baber, US-amerikanische Malerin (* 1928)
- 03. Oktober: Roger Claessen, belgischer Fußballspieler (* 1941)
- 03. Oktober: Adam Kopyciński, polnischer Dirigent, Pianist, Sänger und Komponist (* 1907)

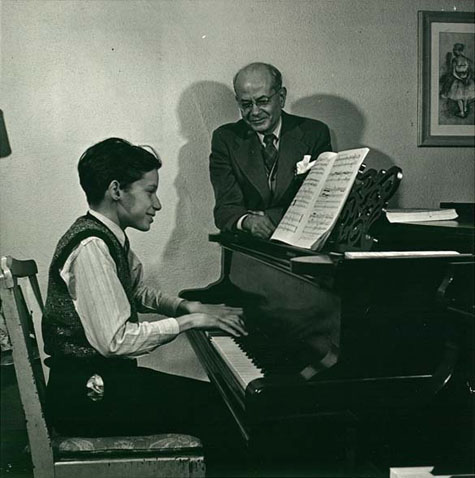
Glenn Gould und Alberto Guerrero, um 1945

- 04. Oktober: Michael Aures, deutscher Musikpädagoge (* 1888)
- 04. Oktober: Glenn Gould, kanadischer Pianist, Komponist, Musikautor (* 1932)
- 04. Oktober: Leroy Grumman, US-amerikanischer Konstrukteur und Flugzeugbauer (* 1895)
- 08. Oktober: Philip Noel-Baker, britisches Parlamentsmitglied, Friedensnobelpreisträger (* 1889)
- 09. Oktober: Wilhelm Kempf, Bischof von Limburg (* 1906)
- 09. Oktober: Fernando Lamas, argentinischer Schauspieler und Filmproduzent (* 1916)
- 11. Oktober: Jaroslav Netušil, tschechoslowakischer Autorennfahrer (* 1912)
- 14. Oktober: Gerhard Kreyssig, deutscher Politiker (* 1899)
- 15. Oktober: Johannes Gohl, deutscher Offizier (* 1908)
- 16. Oktober: Jean Effel, französischer Illustrator (* 1908)
- 16. Oktober: Jakov Gotovac, kroatischer Komponist und Dirigent (* 1895)
- 16. Oktober: Hans Selye, kanadischer Mediziner (* 1907)
- 16. Oktober: Mario Del Monaco, italienischer Opernsänger (Tenor) (* 1915)
- 18. Oktober: Pierre Mendès France, französischer Politiker, Premierminister (* 1907)
- 20. Oktober: Anton Heidenreich, deutscher General (* 1896)
- 21. Oktober: Hermann Berg, deutscher Politiker, MdB (* 1905)
- 21. Oktober: Joachim Kortüm, deutscher General (* 1898)
- 21. Oktober: Abdul Zahir, afghanischer Premierminister (* 1910)
- 22. Oktober: Savitri Devi, nationalsozialistische Philosophin und Schriftstellerin (* 1905)
- 25. Oktober: Werner Naumann, Nationalsozialist, persönlicher Referent von Joseph Goebbels (* 1909)
- 25. Oktober: Karl Bruckner, österreichischer Schriftsteller (* 1906)
- 26. Oktober: Giovanni Benelli, Erzbischof von Florenz und Kardinal (* 1921)
- 28. Oktober: Mario Agustoni, Schweizer Politiker und Jurist (* 1902)
- 28. Oktober: Robert d’Escourt Atkinson, britischer Astronom, Physiker und Erfinder (* 1898)
- 28. Oktober: Hendri Spescha, Schweizer Autor und Politiker (* 1928)
- 29. Oktober: William Lloyd Webber, englischer Kirchenmusiker und Komponist (* 1914)

### November
- 01. November: Michel Aunaud, französischer Automobilrennfahrer (* 1911)
- 01. November: Eric Arthur, kanadischer Architekt und Autor (* 1898)

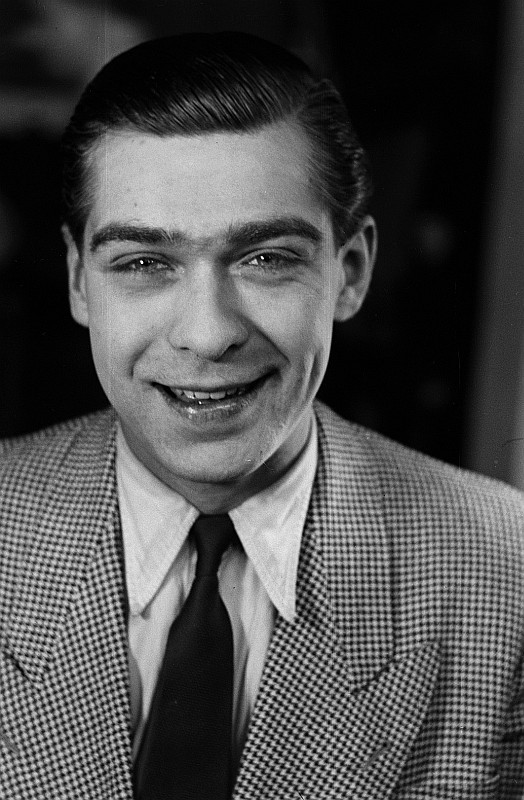
Bully Buhlan, 1946

- 01. November: Ray Draper, US-amerikanischer Jazz-Tubist (* 1940)
- 01. November: King Vidor, US-amerikanischer Regisseur (* 1894)
- 03. November: Jo Miard, deutscher Bildhauer (* 1929)
- 04. November: Germaine Rouault, französische Automobilrennfahrerin (* 1905)
- 04. November: Jacques Tati, französischer Schauspieler (Komiker) und Regisseur (* 1907)
- 07. November: Bully Buhlan, deutscher Jazz- und Schlagersänger, Pianist und Schauspieler (* 1924)
- 07. November: Salvador Contreras, mexikanischer Komponist (* 1910)
- 08. November: Marco de Gastyne, französischer Filmregisseur und Drehbuchautor (* 1889)
- 09. November: Emil Bettgenhäuser, deutscher Politiker (* 1906)

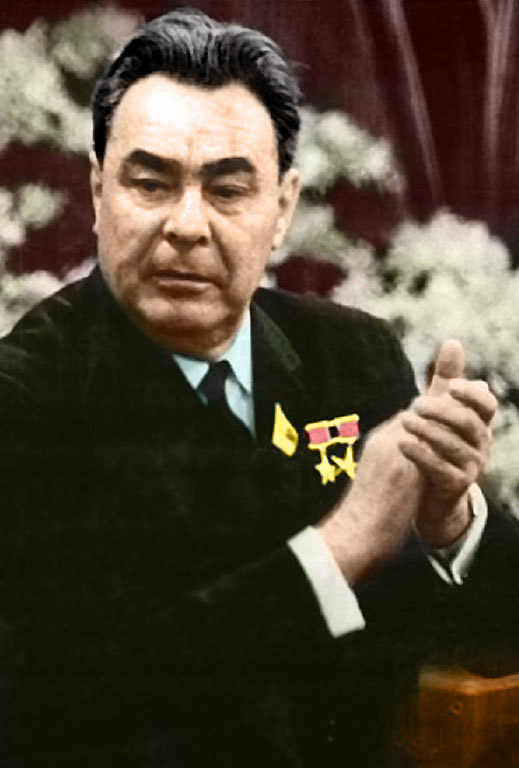
Leonid Breschnew, 1967

- 10. November: Leonid Breschnew, Parteichef der KPdSU der Sowjetunion (* 1906)
- 12. November: Rudi Baerwind, deutscher Maler (* 1910)
- 12. November: Eduardo Mallea, argentinischer Schriftsteller und Diplomat (* 1903)
- 12. November: Dorothy Round, englische Tennisspielerin (* 1908)
- 14. November: Max Beyer, Amateurastronom und Berufsschullehrer (* 1894)
- 16. November: Arthur Bowden Askey, britischer Komiker und Schauspieler (* 1900)
- 17. November: Robert Knight Andras, kanadischer Unternehmer und Politiker (* 1921)
- 17. November: Eduard Tubin, schwedischer Komponist (* 1905)
- 17. November: Heinrich Lindenberg, deutscher Politiker (* 1902)
- 18. November: Anton Biersack, deutscher Komponist (* 1907)
- 18. November: Heinar Kipphardt, deutscher Dramatiker (* 1922)
- 19. November: Erving Goffman, US-amerikanischer jüdischer Soziologe (* 1922)
- 21. November: Herbert Lewin, Präsident des Zentralrates der Juden (* 1899)
- 22. November: Max Deutsch, französischer Komponist, Dirigent und Musikpädagoge (* 1892)
- 22. November: Stanisław Ostrowski, polnischer Arzt, Offizier und Politiker (* 1892)
- 24. November: Benny Friedman, US-amerikanischer American-Football-Spieler und -Trainer (* 1905)
- 24. November: Bohumír Štědroň, tschechischer Musikwissenschaftler und Pianist (* 1905)
- 26. November: Juhan Aavik, estnischer Komponist (* 1884)
- 26. November: Gordon Gray, US-amerikanischer Politiker (* 1909)
- 26. November: Antonino Janner, Schweizer Diplomat (* 1917)
- 28. November: Hermann Balck, deutscher General (* 1893)
- 29. November: Percy Williams, kanadischer Leichtathlet (* 1908)
- 30. November: Adolf Heusinger, deutscher General (* 1897)

### Dezember
- 02. Dezember: Lindley Evans, australischer Pianist, Musikpädagoge und Komponist (* 1895)

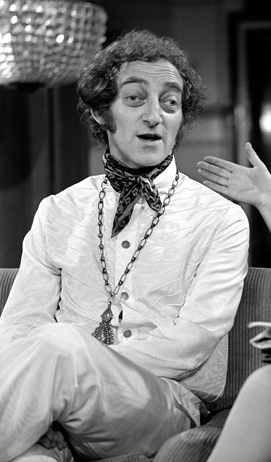
Marty Feldman, 1969

- 02. Dezember: Marty Feldman, britisch-US-amerikanischer Autor, Schauspieler und Regisseur (* 1934)
- 02. Dezember: Giovanni Ferrari, italienischer Fußballspieler und -trainer (* 1907)
- 03. Dezember: Louis Auriacombe, französischer Dirigent (* 1917)
- 04. Dezember: Rudolph Eugen Arbesmann, US-amerikanischer Klassischer Philologe (* 1895)
- 03. Dezember: Dora Dunkl, deutsch-österreichische Lyrikerin und Schriftstellerin (* 1925)
- 03. Dezember: Adalbert Tägtmeyer, deutscher General (* 1915)
- 05. Dezember: Georg André, deutscher Politiker (* 1920)
- 07. Dezember: Charlie Brooks, US-amerikanischer Mörder (* 1942)
- 07. Dezember: Harry Jerome, kanadischer Leichtathlet und Olympiateilnehmer (* 1940)
- 07. Dezember: George Bogdan Kistiakowsky, russisch-amerikanischer Chemiker (* 1900)
- 07. Dezember: Sam Theard, US-amerikanischer Sänger und Songwriter (* 1904)
- 08. Dezember: Marty Robbins, US-amerikanischer Country-Sänger und Songwriter (* 1925)
- 08. Dezember: Ján Smrek, slowakischer Schriftsteller und Herausgeber (* 1898)
- 09. Dezember: Ásmundur Sveinsson, isländischer Bildhauer (* 1893)
- 09. Dezember: Paul Godwin, deutsch-niederländischer Violinist und Orchesterleiter (* 1902)
- 09. Dezember: Fritz Usinger, deutscher Schriftsteller (* 1895)
- 11. Dezember: Lazy Bill Lucas, US-amerikanischer Bluesmusiker (* 1918)
- 11. Dezember: Erhard Mauersberger, Organist, Musiklehrer und Chordirigent (* 1903)
- 13. Dezember: Jan Anderle, tschechischer Testpilot (* 1900)
- 16. Dezember: Colin Chapman, britischer Rennwagenkonstrukteur (* 1928)
- 16. Dezember: Toña la Negra, mexikanische Sängerin (* 1912)
- 17. Dezember: Homer S. Ferguson, US-amerikanischer Politiker (* 1889)
- 17. Dezember: Big Joe Williams, US-amerikanischer Blues-Gitarrist, Sänger und Songschreiber (* 1903)
- 18. Dezember: Hans-Ulrich Rudel, deutscher Luftwaffe-Oberst im Zweiten Weltkrieg (* 1916)
- 18. Dezember: Willi Multhaup, deutscher Fußballtrainer (* 1903)
- 19. Dezember: Jean-Jacques Grunenwald, französischer Organist, Komponist und Musikpädagoge (* 1911)
- 19. Dezember: Frederick Terman, US-amerikanischer Elektroingenieur und „Vater von Silicon Valley“ (* 1900)
- 20. Dezember: Rudolf Werner Ackermann, deutscher Maler (* 1908)
- 20. Dezember: Arthur Rubinstein, polnisch/US-amerikanischer Pianist (* 1887)
- 21. Dezember: Georg Apfelbeck, deutscher Bauunternehmer und Tischtennis-Funktionär (* 1914)
- 21. Dezember: John Hargrave, britischer Autor, Politiker (* 1894)
- 23. Dezember: Wilhelm Angerer, österreichischer Fotograf (* 1904)
- 23. Dezember: Piți Apolzan, rumänischer Fußballspieler (* 1927)
- 24. Dezember: Louis Aragon, französischer Historiker, Dichter und Schriftsteller (* 1897)
- 25. Dezember: Walt Ader, US-amerikanischer Automobilrennfahrer (* 1913)
- 26. Dezember: Johann Blankemeyer, deutscher nationalsozialistischer Politiker (* 1898)
- 26. Dezember: Maxi Böhm, österreichischer Schauspieler und Kabarettist (* 1916)
- 27. Dezember: Erwin Bootz, deutscher Pianist (* 1907)
- 27. Dezember: John Leonard Swigert, amerikanischer Astronaut (* 1931)
- 29. Dezember: Max de Terra, Schweizer Automobilrennfahrer (* 1918)
- 29. Dezember: Hugh Gallen, US-amerikanischer Politiker (* 1924)
- 29. Dezember: Edith Unnerstad, schwedische Schriftstellerin (* 1900)
- 30. Dezember: Alberto Vargas, peruanischer Pin-Up-Zeichner (* 1896)
- 31. Dezember: Paul Eßling, deutscher Attentäter (* 1940)
- 31. Dezember: Kurt Friedrichs, deutsch-amerikanischer Mathematiker (* 1901)

### Datum unbekannt
- Rui Pinto de Abreu, portugiesischer Schwimmer (* 1961)
- Peter Earl Anderza, US-amerikanischer Altsaxophonist (* 1933)
- Annemarie Hansen, deutsche Malerin (* 1898)
- Else Schubert-Christaller, deutsche Autorin (* 1891)
- Werner Stief, deutscher Volkskundler (* 1905)
- Henry Tyrell-Smith, irischer Motorradrennfahrer (* 1907)

## Wissenschaftspreise

### Nobelpreise
- Physik: Kenneth Wilson
- Chemie: Aaron Klug
- Medizin: Sune Bergström, Bengt Ingemar Samuelsson und John Robert Vane
- Literatur: Gabriel García Márquez
- Friedensnobelpreis: Alva Myrdal und Alfonso García Robles
- Wirtschaftswissenschaft: George Stigler

### Fields-Preis
- Alain Connes, für Beiträge zur Theorie der Operatoralgebren, besonders Klassifikation der Faktoren vom Typ III, der Automorphismen des hyperfiniten Faktors und der injektiven Faktoren sowie Anwendung von C*-Algebren auf Blätterungen und Differentialgeometrie, zyklische Kohomologie (Funktionalanalysis, Differentialgeometrie).
- William Thurston, für neue Methoden in der zwei- und dreidimensionalen Topologie, die das Wechselspiel zwischen Analysis, Topologie und Geometrie zeigen, und die Idee, dass viele geschlossene Mannigfaltigkeiten eine hyperbolische Struktur tragen, Thurstonsche Vermutung (Topologie, Differentialgeometrie).
- Shing-Tung Yau, für Beiträge zu Differentialgleichungen, zur Calabi-Vermutung in der algebraischen Geometrie, mit Schoen Beweis des Positive-Energie-Theorems in der allgemeinen Relativitätstheorie, Arbeiten zu den reellen und komplexen Monge-Ampère-Gleichungen (Algebraische Geometrie, Mathematische Physik).

### Turing Award
- Stephen A. Cook, für die Komplexitätstheorie, insbesondere die im Paper The Complexity of Theorem Proving Procedures begründete Theorie der NP-Vollständigkeit.